# Biserica de lemn din Surduc, Cluj

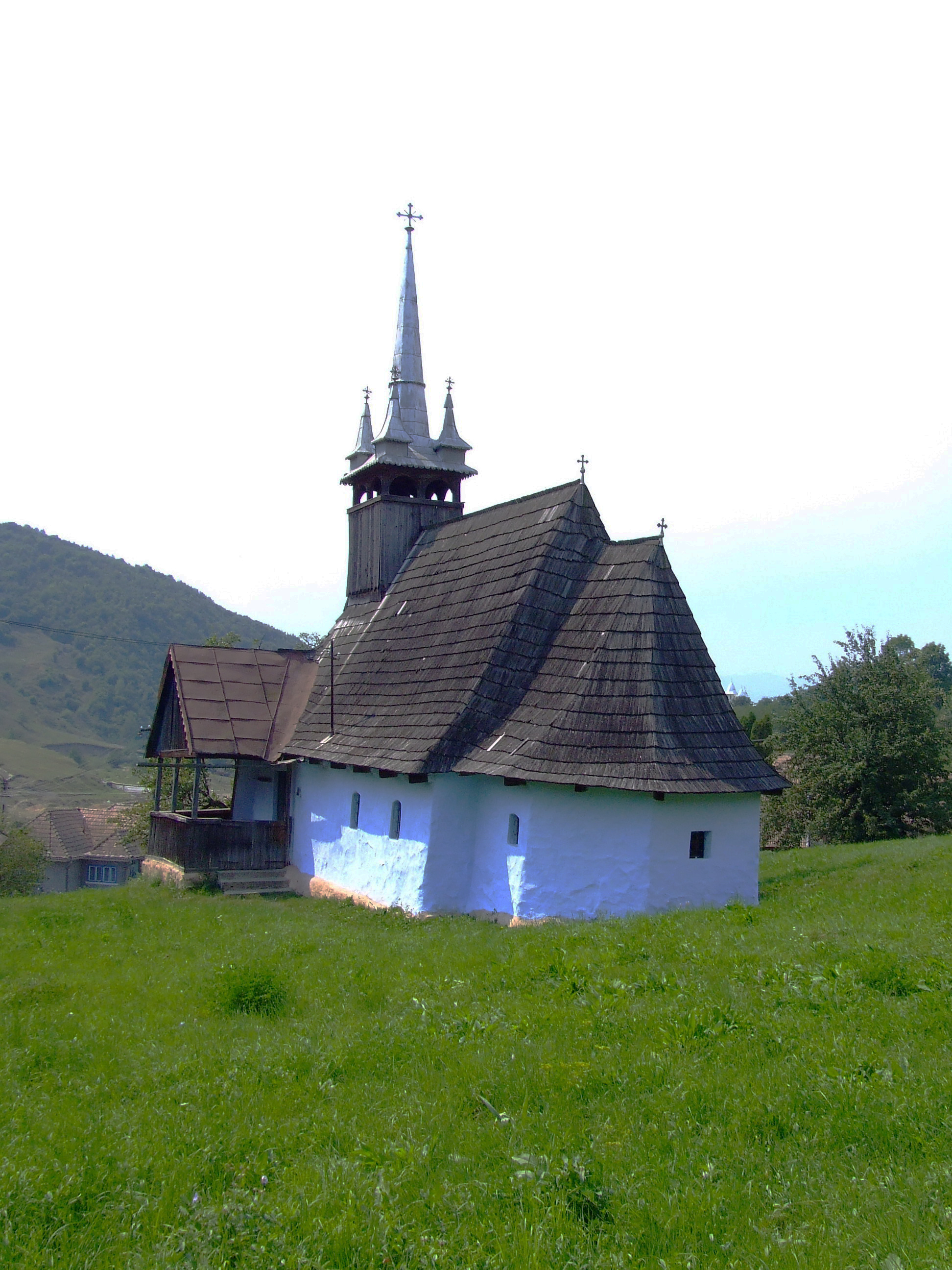
Biserica de lemn din Surduc, județul Cluj, 2008.

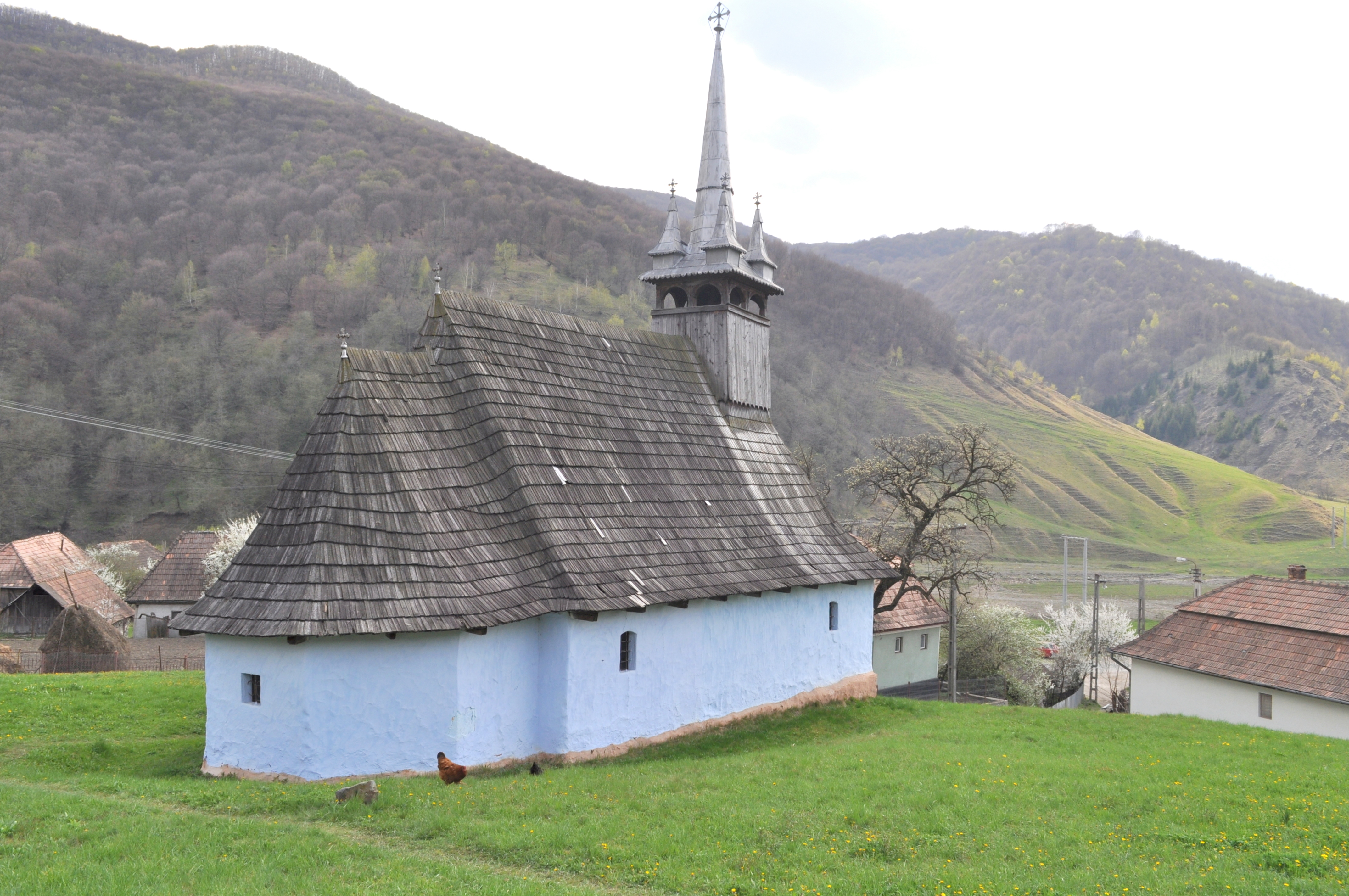
Biserica de lemn „Sfinții Arhangheli Mihail și Gavriil” din Surduc, județul Cluj, foto: aprilie, 2011.

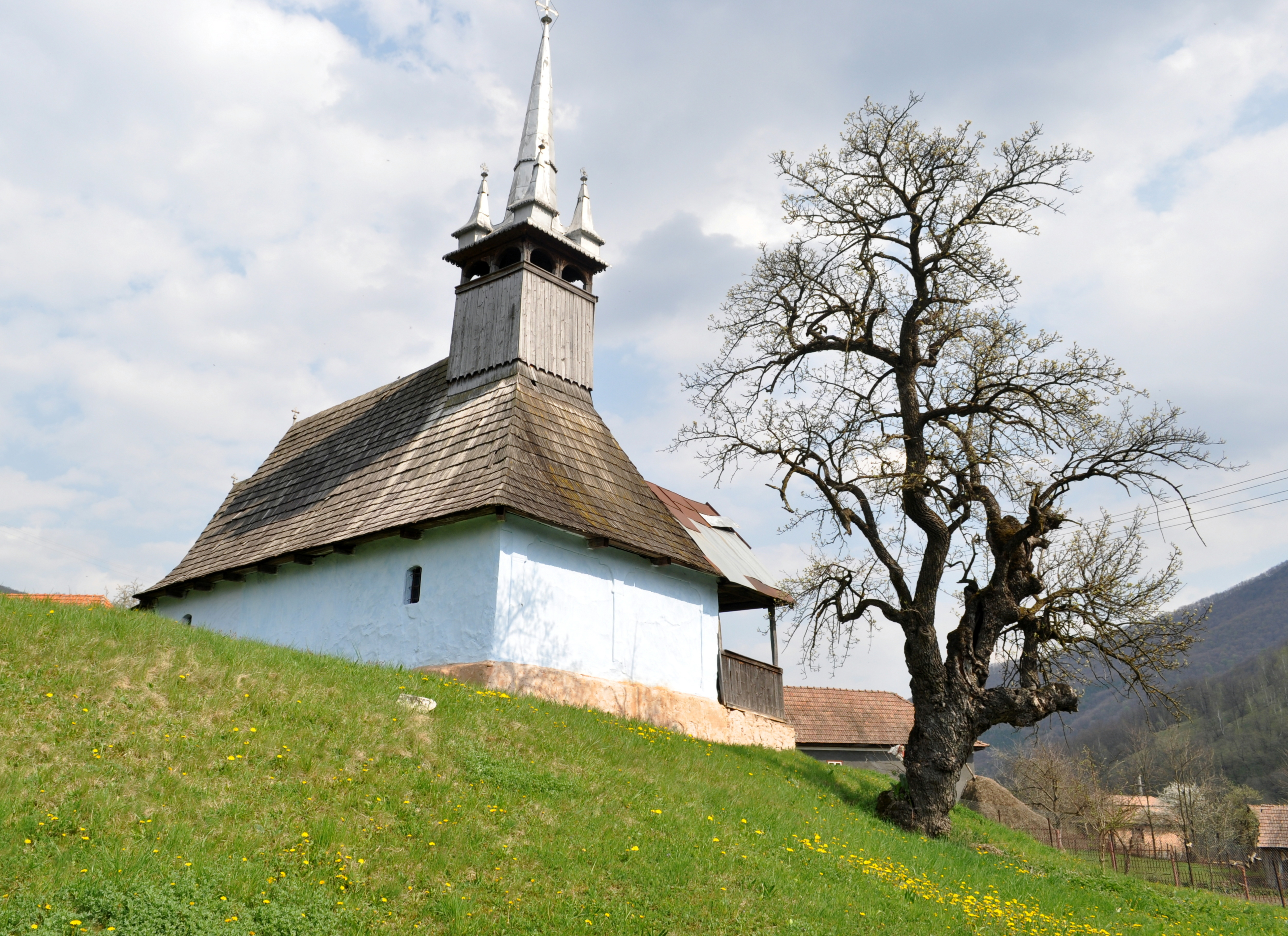
Biserica (nord-vest)

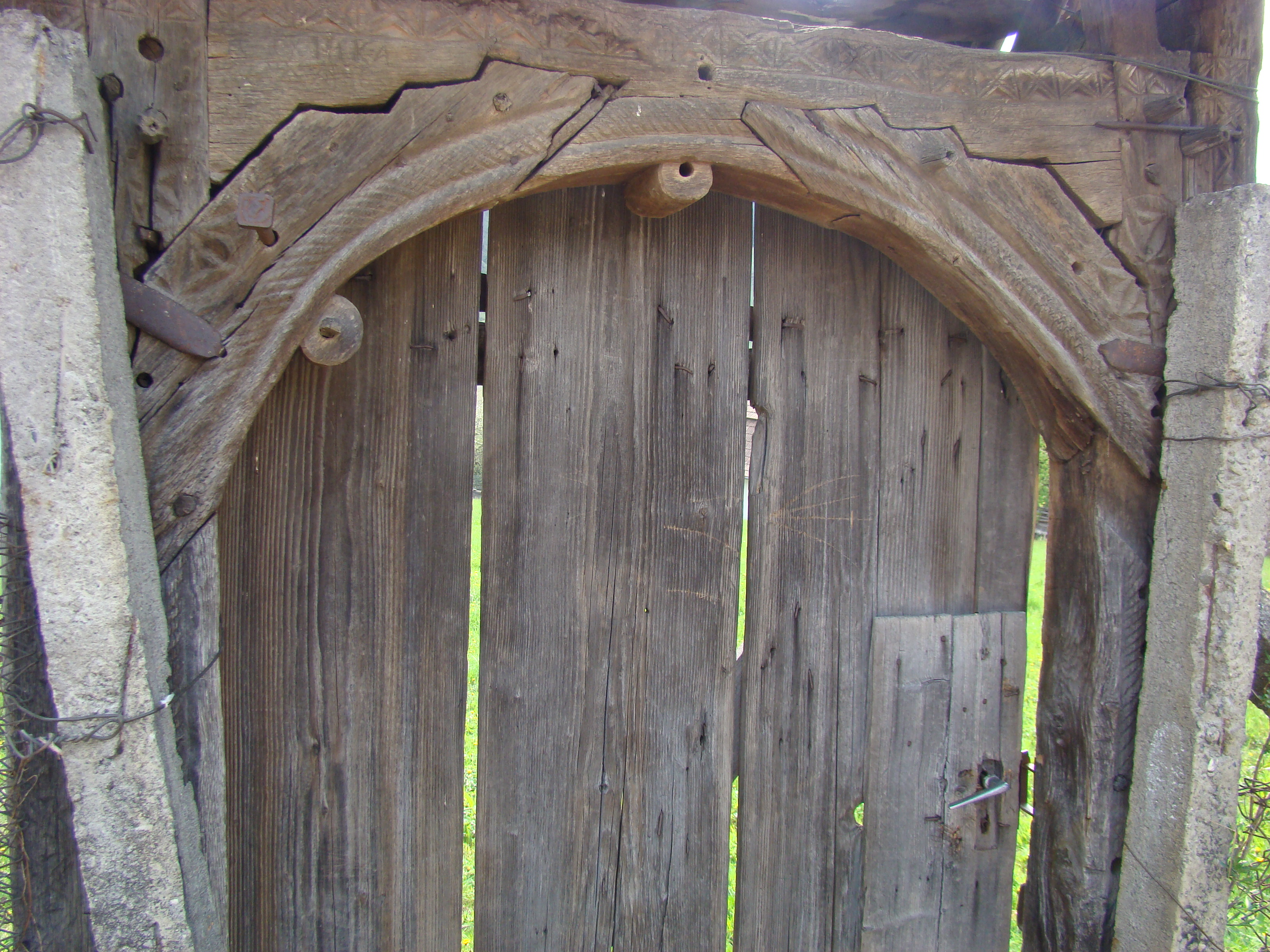
Poarta de acces în curtea bisericii, ridicată în 1755, după cum menționează inscripția chirilică: „Să să știe că s-au făcutu această ușea Ioan Murariu Moldovanu....văleat 1755”

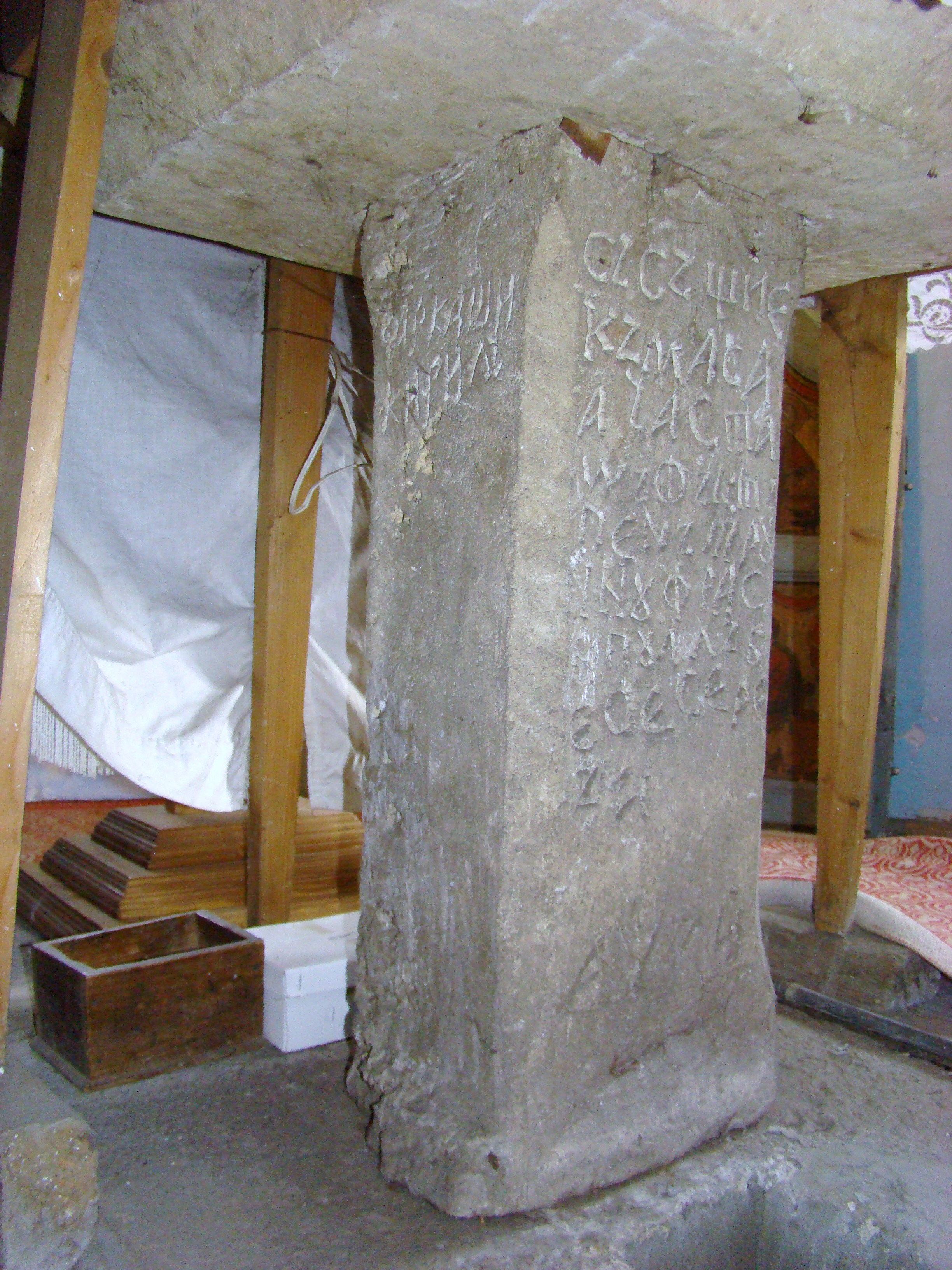
Piciorul mesei altarului, care are o inscripţie chirilică din anul 1788.

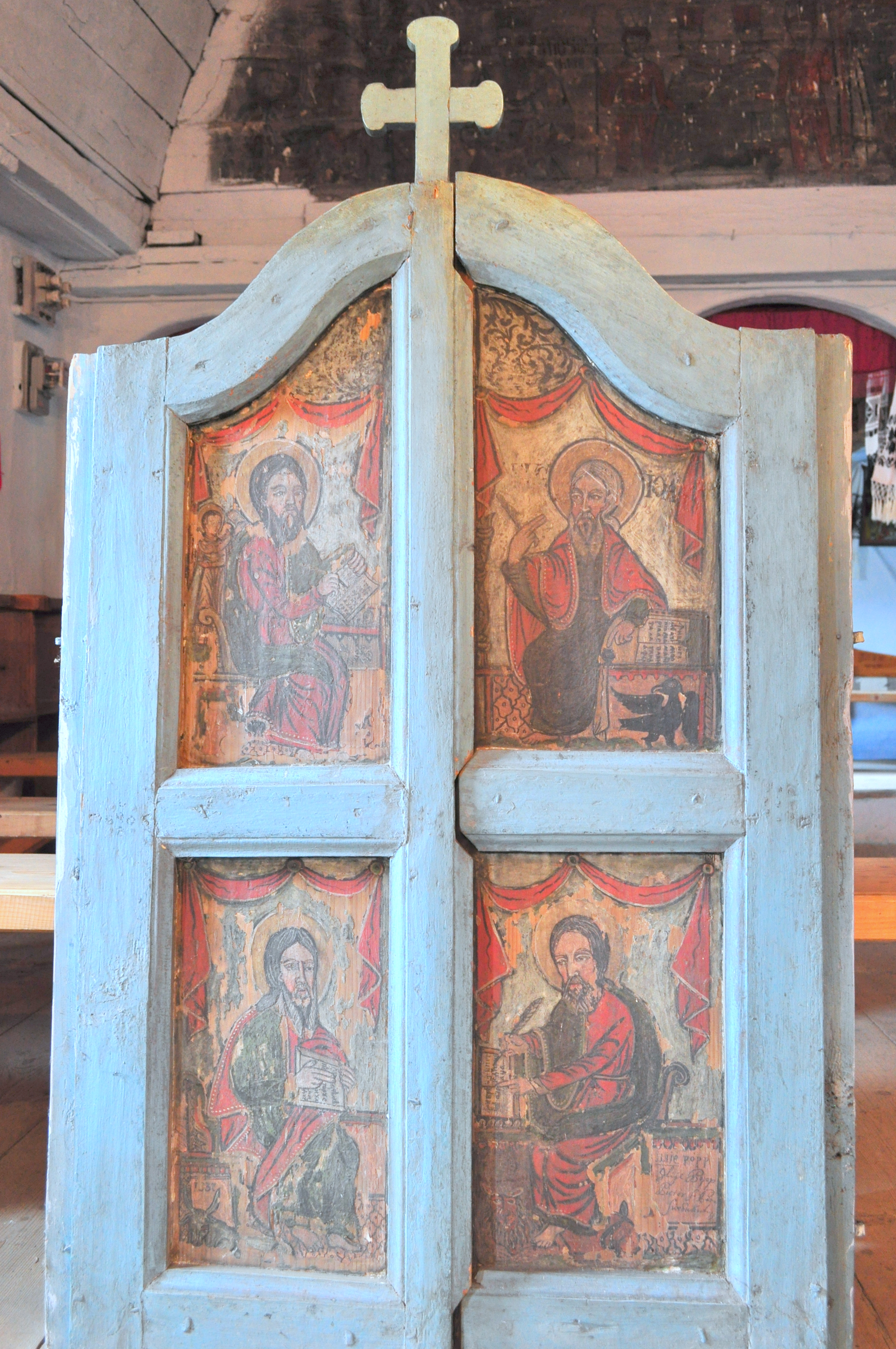
Ușile împărătești (Evangheliștii), pictate de Ilie Pop

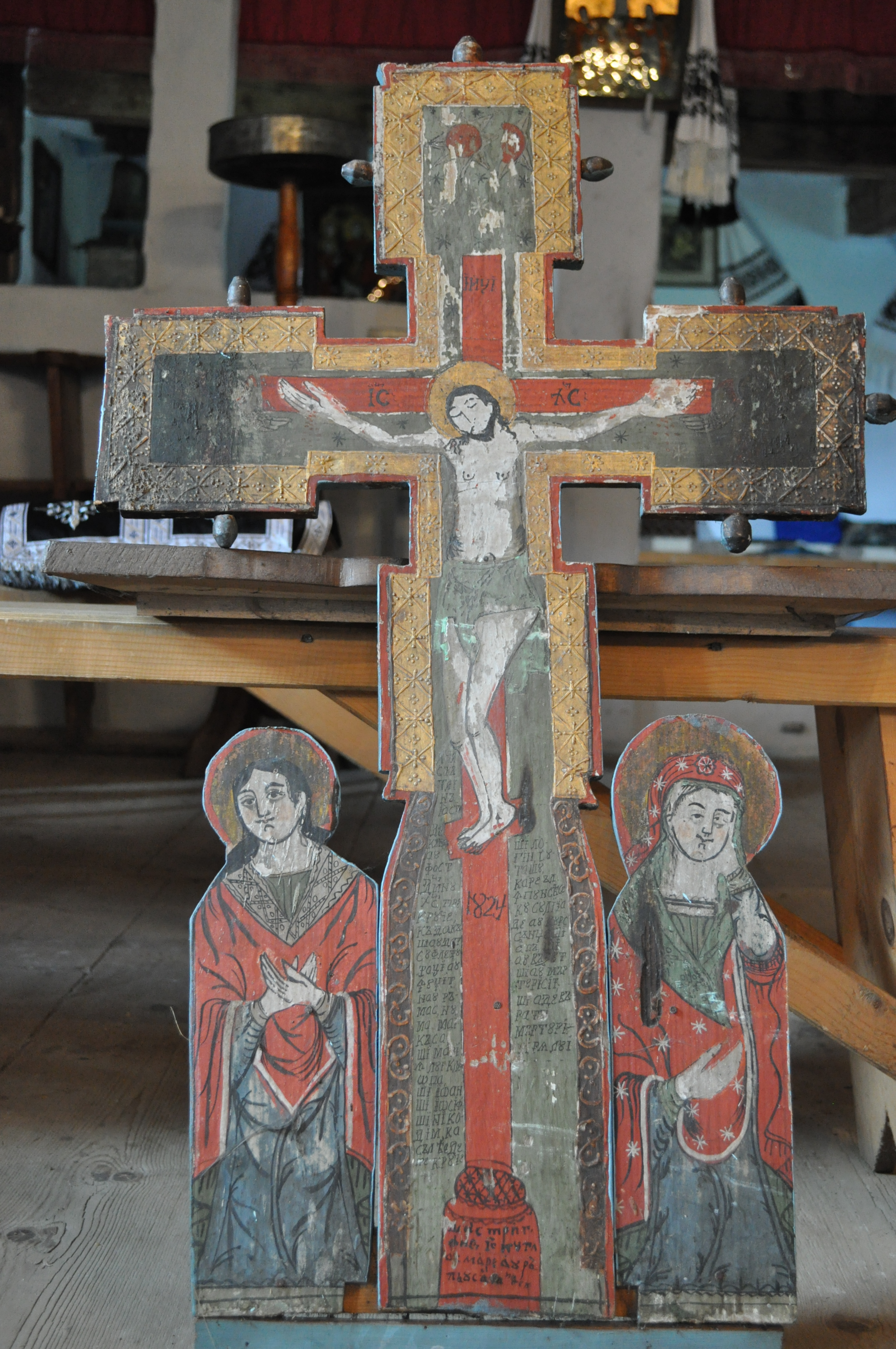
Crucea veche de lemn, pictată tot de Ilie Pop

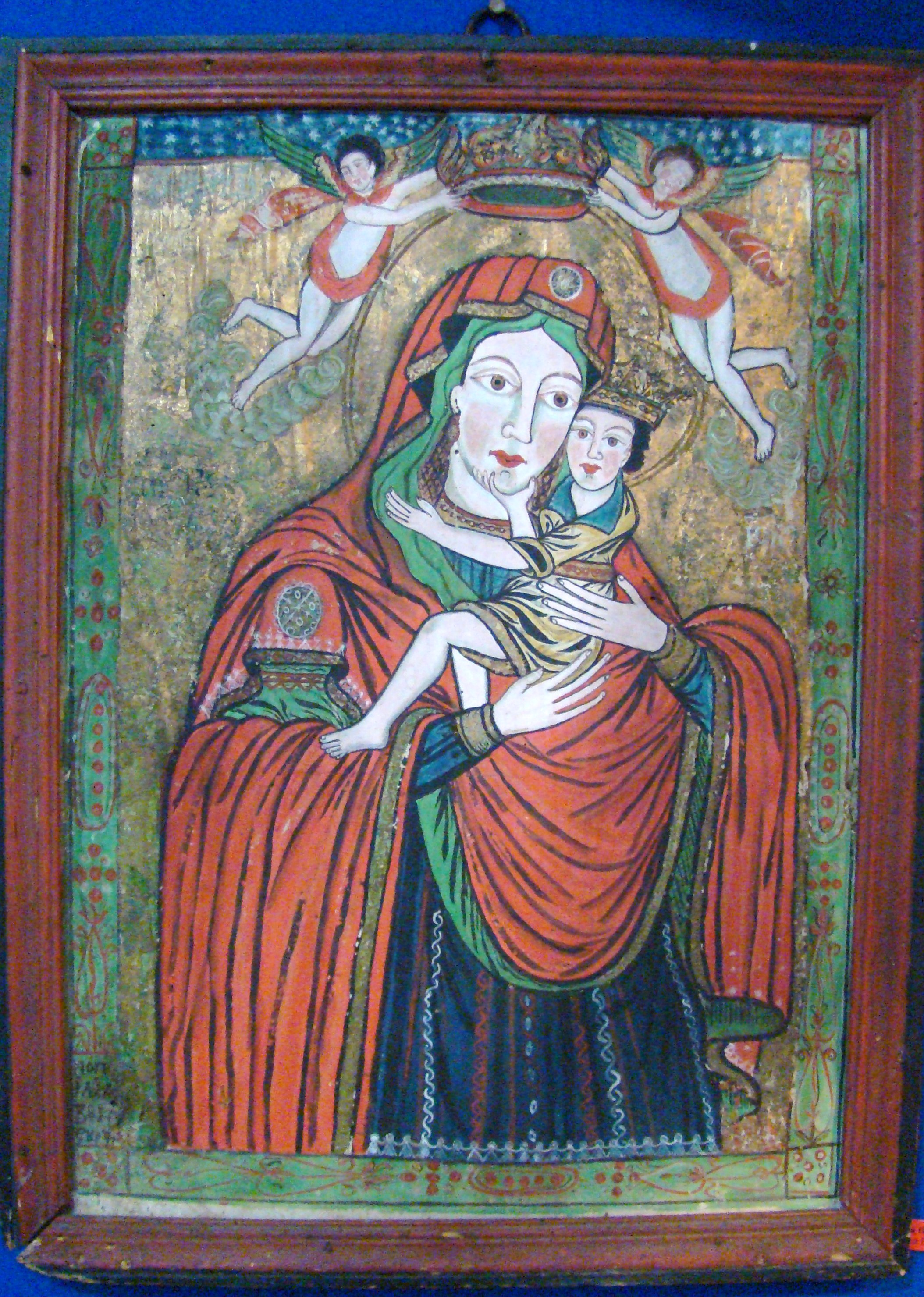
Maica Domnului cu Pruncul (popa Ilie Zugravul-1828)

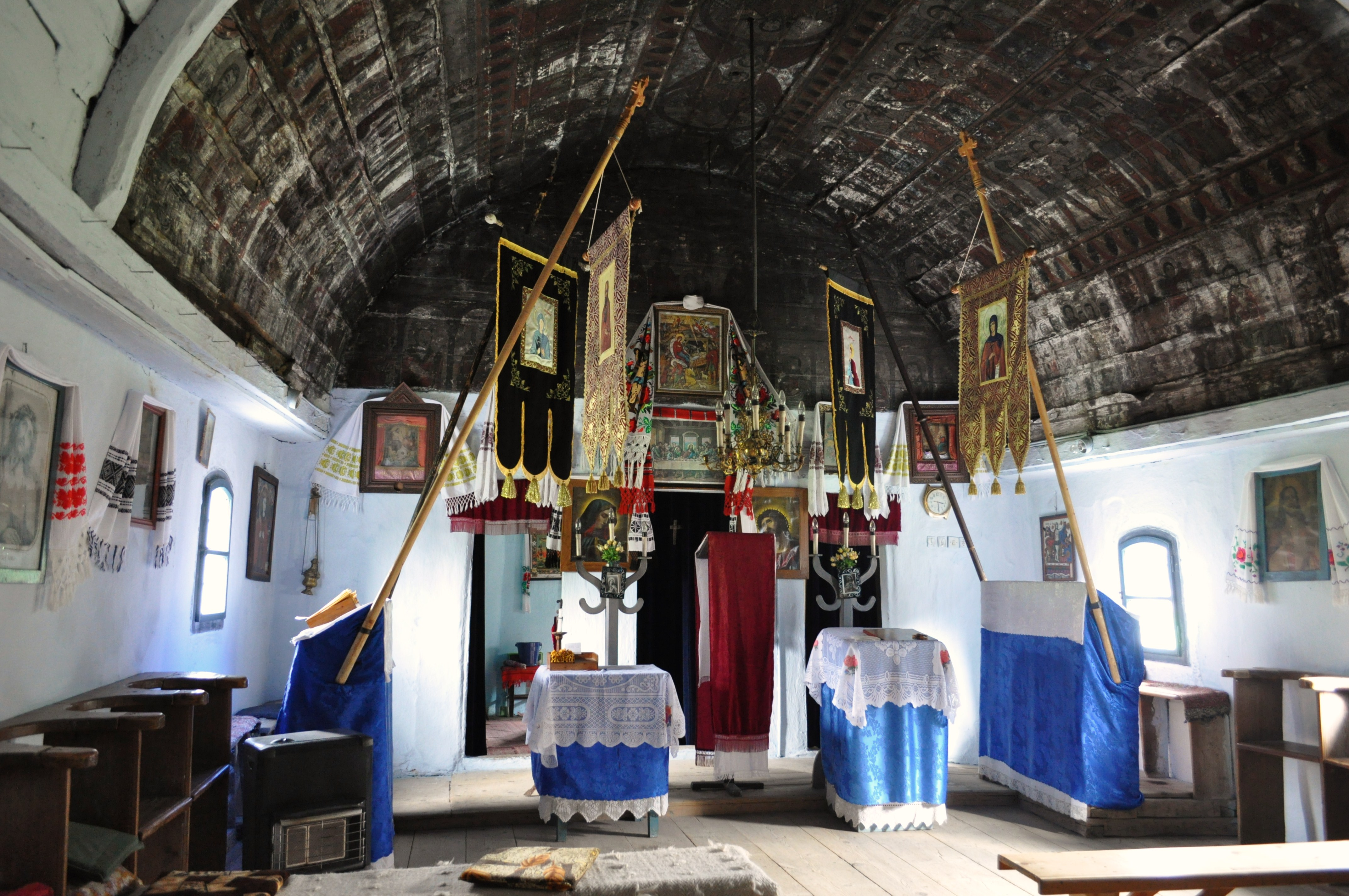
Interiorul navei

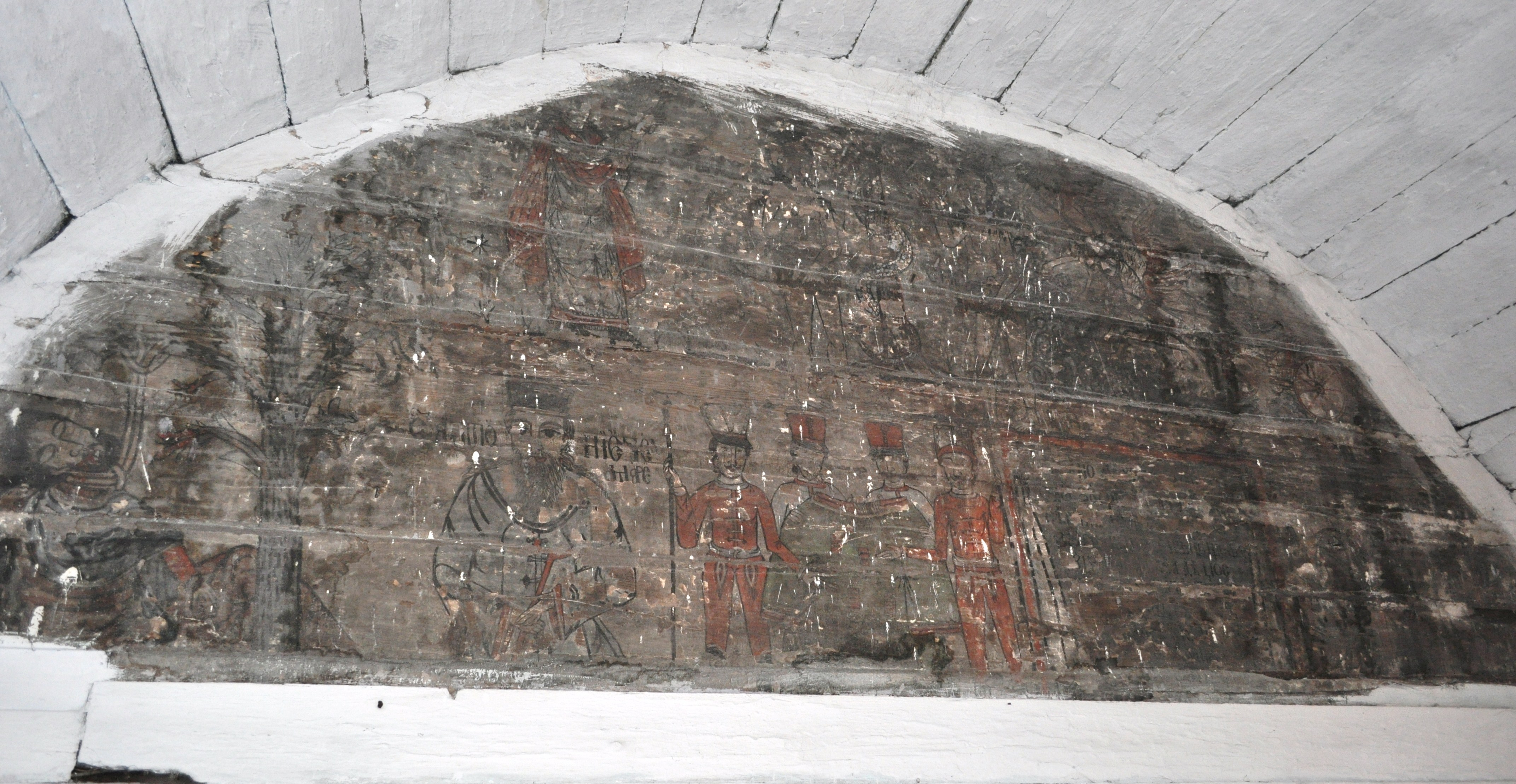
Pictura tâmplei

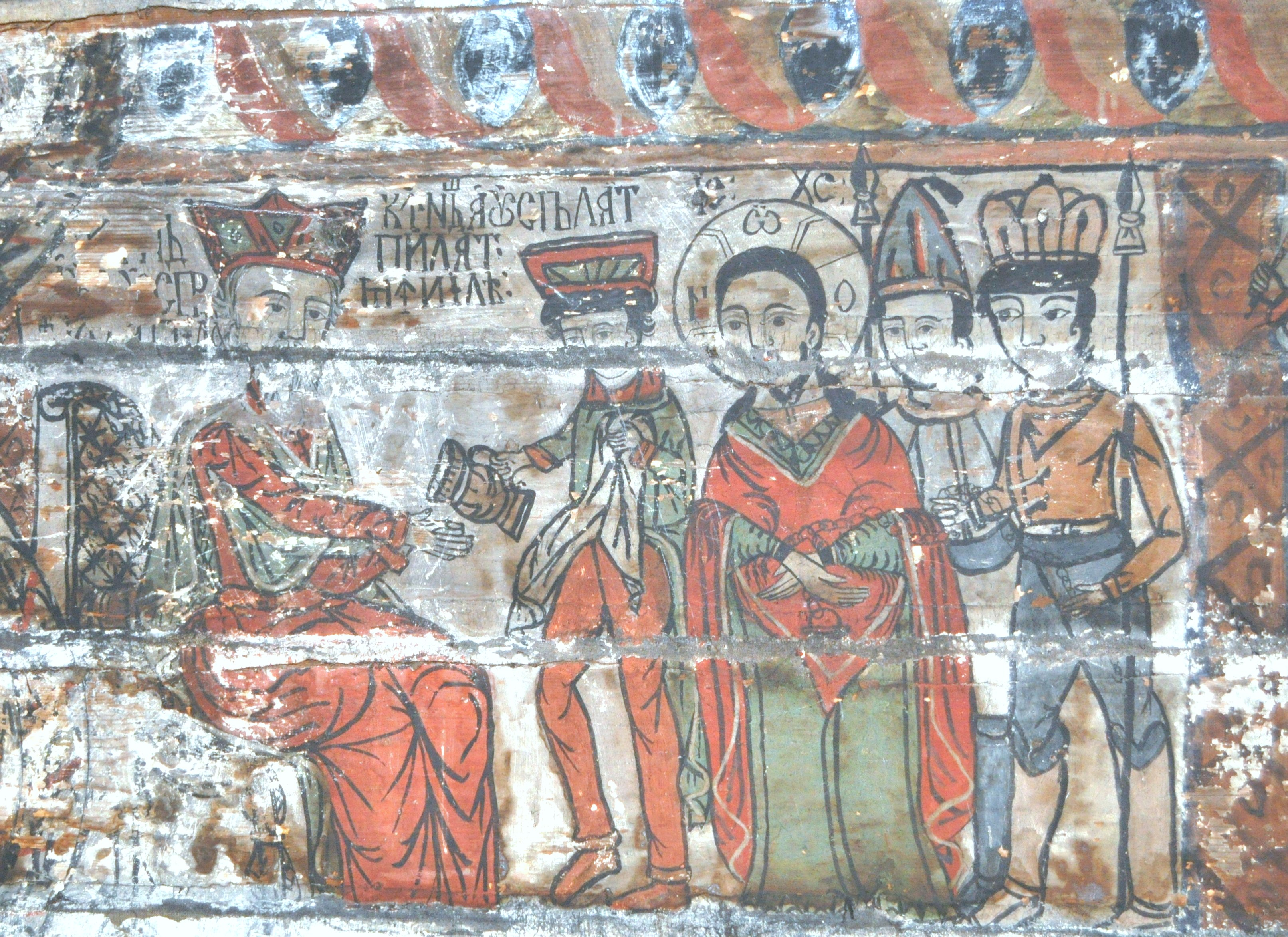
Judecata lui Isus

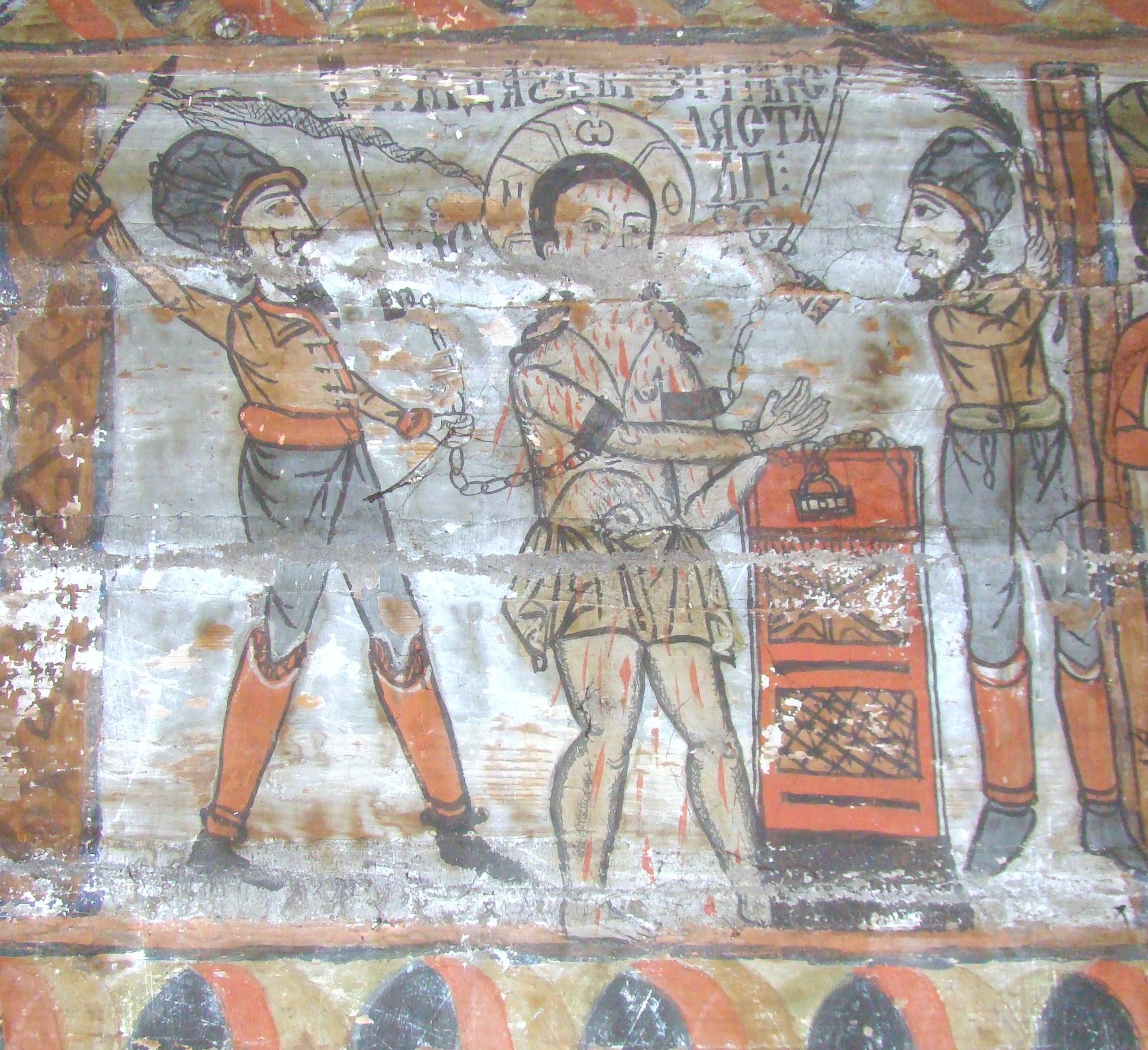
Patimile lui Isus

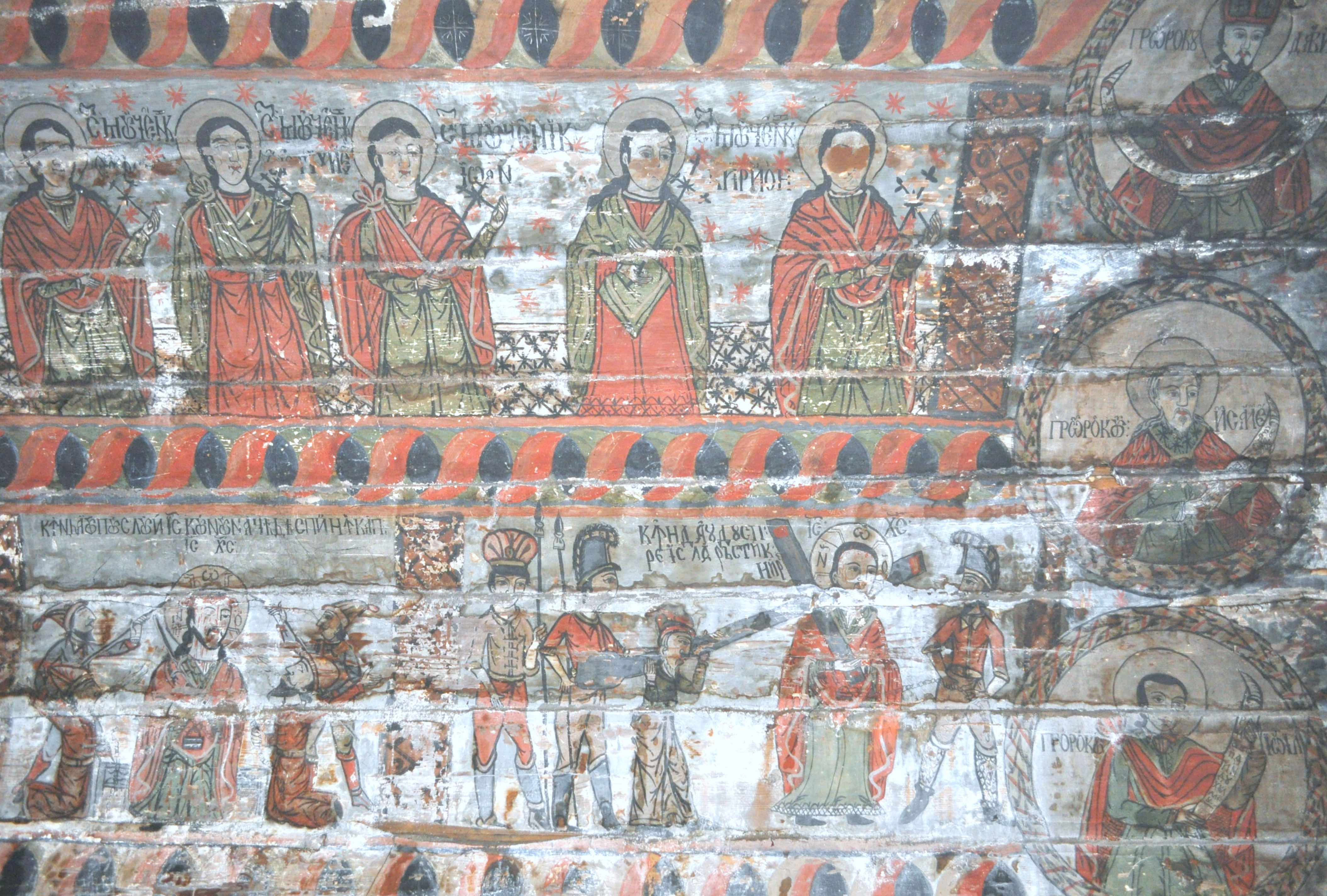
Pictura naosului: Patimile lui Isus (registrul inferior), Sfinții Militari (registrul superior)

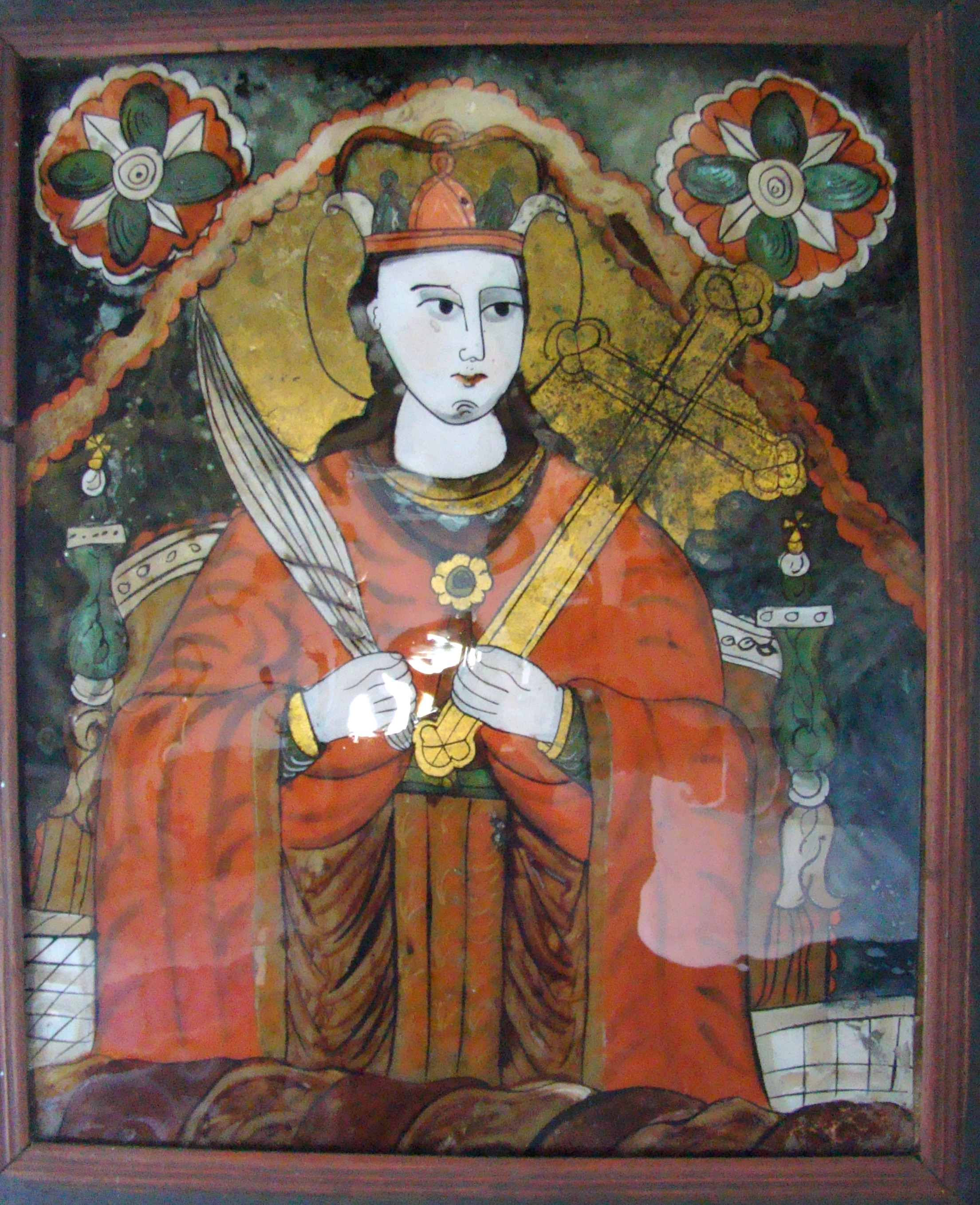
Icoană pe sticlă „Cuvioasa Paraschiva”

Biserica de lemn din Surduc, comuna Iara, județul Cluj, datează din anul 1758. Are hramul „Sfinții Arhangheli Mihail și Gavriil”. Până la desființarea Bisericii Române Unite cu Roma în anul 1948 a fost arondată Arhiepiscopiei de Făgăraș și Alba Iulia, împreună cu toate bisericile unite din fostul județ Turda. În prezent biserica se află pe lista monumentelor istorice sub codul LMI: cod LMI CJ-II-m-B-07774.

## Istoric
Amplasată în aval de Iara, pe terasa văii, așezarea se înșiră de-a lungul drumului ce însoțește râul. Satul Surduc este atestat ca având biserică veche încă în conscripția de la 1733 a episcopului Inocențiu Micu-Klein.
Biserica de lemn „Sfinții Arhangheli Mihail și Gavriil” a fost construită în anul 1758 pe o temelie de piatră, din bârne de stejar clădite în tehnică Blockbau, prin îmbinarea la capete a grinzilor în cheotori drepte și în coadă de rândunică. Biserica este amplasată în mijlocul satului pe o înălțime ce domină valea. Între bisericile de lemn din stânga bazinului Arieșului, edificiul face notă aparte prin volumetria sa dominată de turnul cu foișor, fleșă înaltă și patru turnulețe. Inițial clopotnița a fost separată, dar prin adăugarea la vechea navă a unei tinzi, care devenea astfel pronaos, s-a ridicat și turnul-clopotniță, cu galerie deschisă și cele patru turnulețe specifice la baza coifului. Peste vechea tindă, ce avusese tavan, a fost atunci extinsă bolta semicirculară a naosului, acum văruită, spre deosebire de partea pictată din bolta vechiului naos. Pe latura sudică s-a adăugat și un pridvor parțial. 
Absida altarului este pentagonală, decroșată. Altarul are, de asemenea, o boltă semicilindrică în partea dinspre iconostas, sprijinită pe tâmplă și pe pereții paraleli. 
În exterior biserica a fost tencuită, probabil în secolul al XIX-lea, ca și pereții interiori care sunt tencuiți și zugrăviți, rămășițe din pictură păstrându-se doar pe bolta vechii nave principale și pe tâmplă. 
Două tipuri de ferestre, cu două tipuri de grilaje, originare, se decupează în pereții de lemn tencuiți la exterior.
Pictura murală datează din prima jumătate a secolului al XIX-lea. La 1824 pictează la această biserică Irimie Ștefan Zugrav din Filea de Jos, căruia îi datorăm pictura de pe bolta naosului, iar la 1832 este prezent aici Ilie Pop, „pictor Surduc”, autorul unei cruci și al ușilor împărătești.

## Imagini din exterior

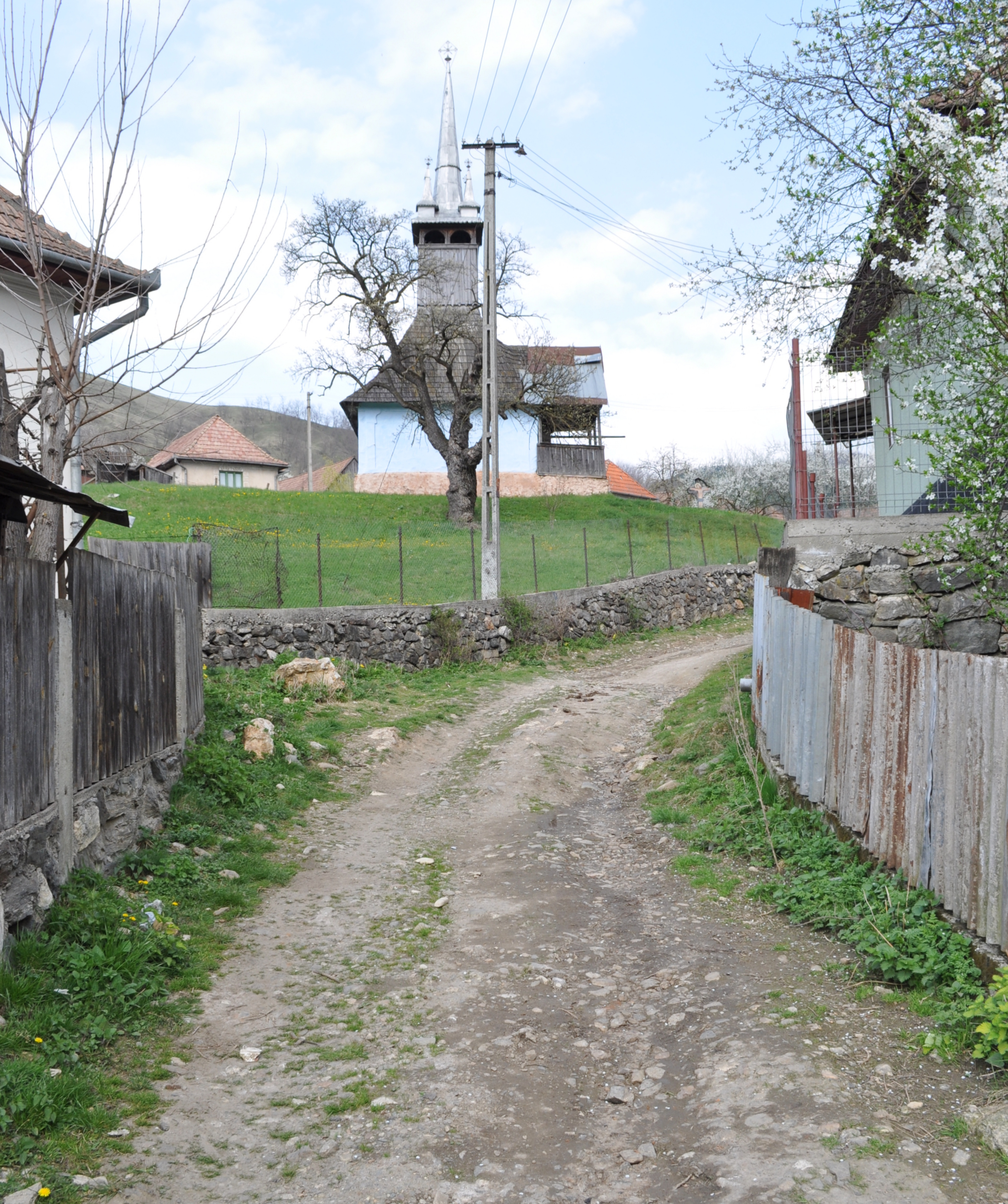
Biserica din depărtare
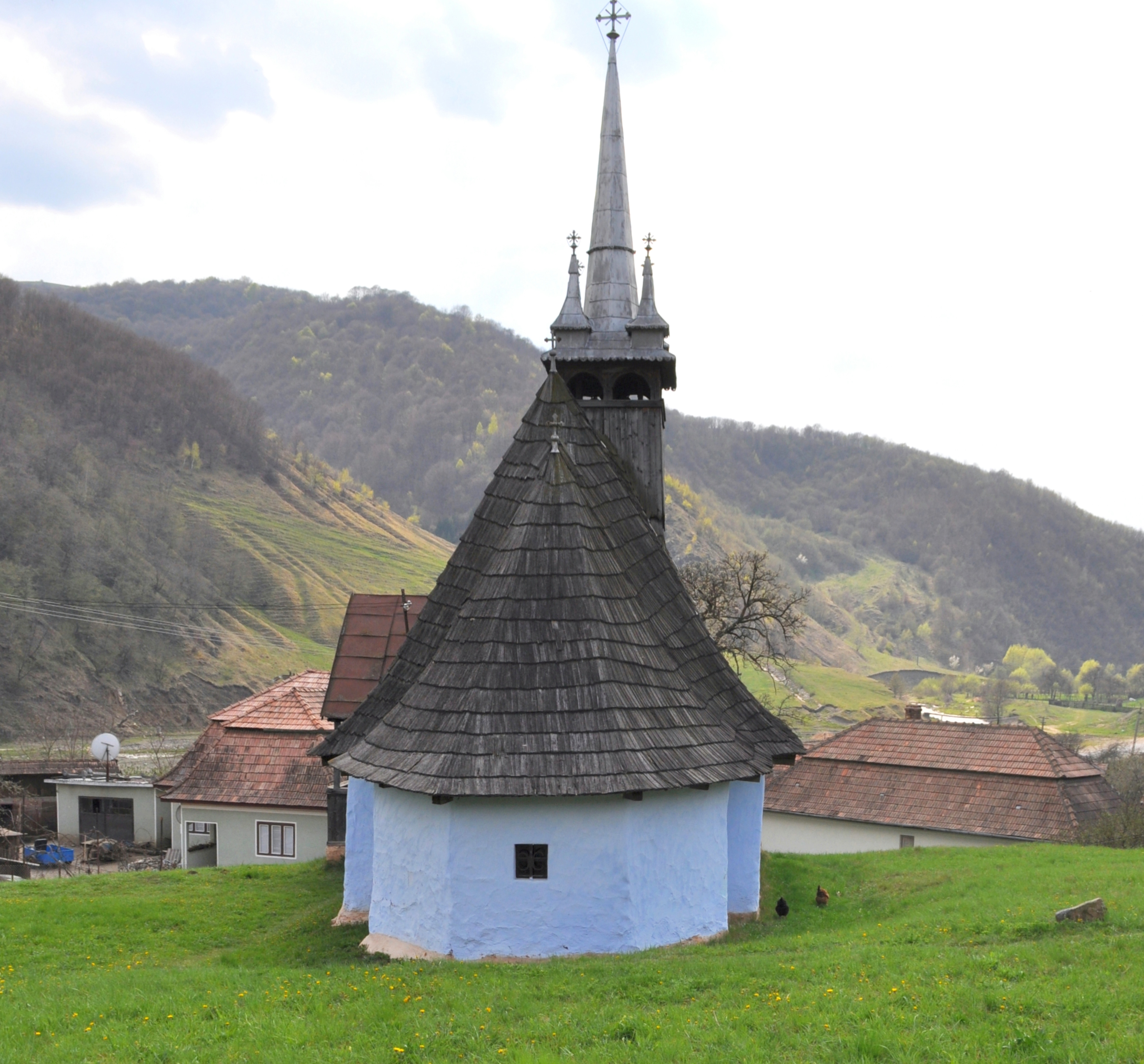
Biserica (est)
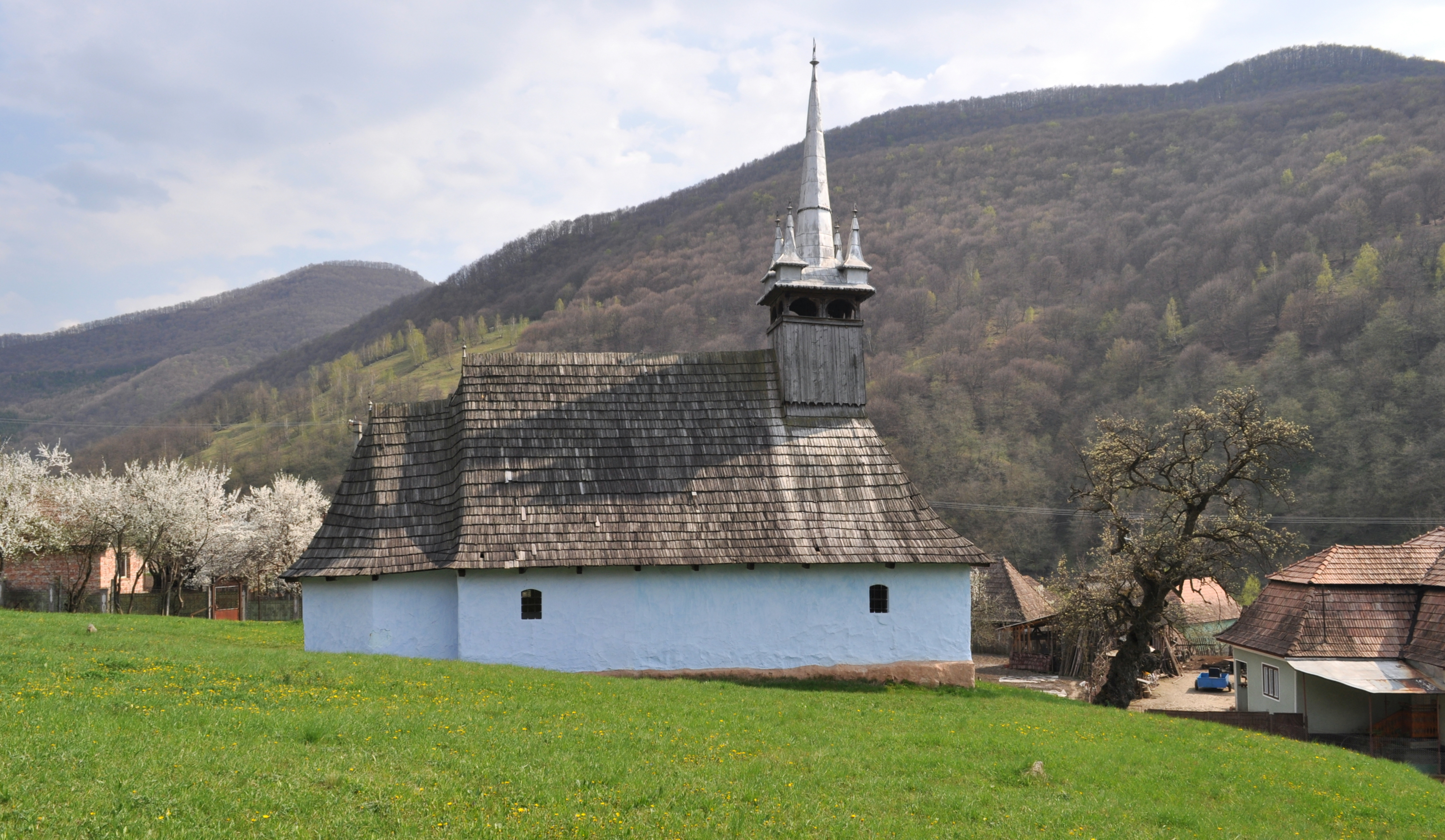
Biserica (nord)
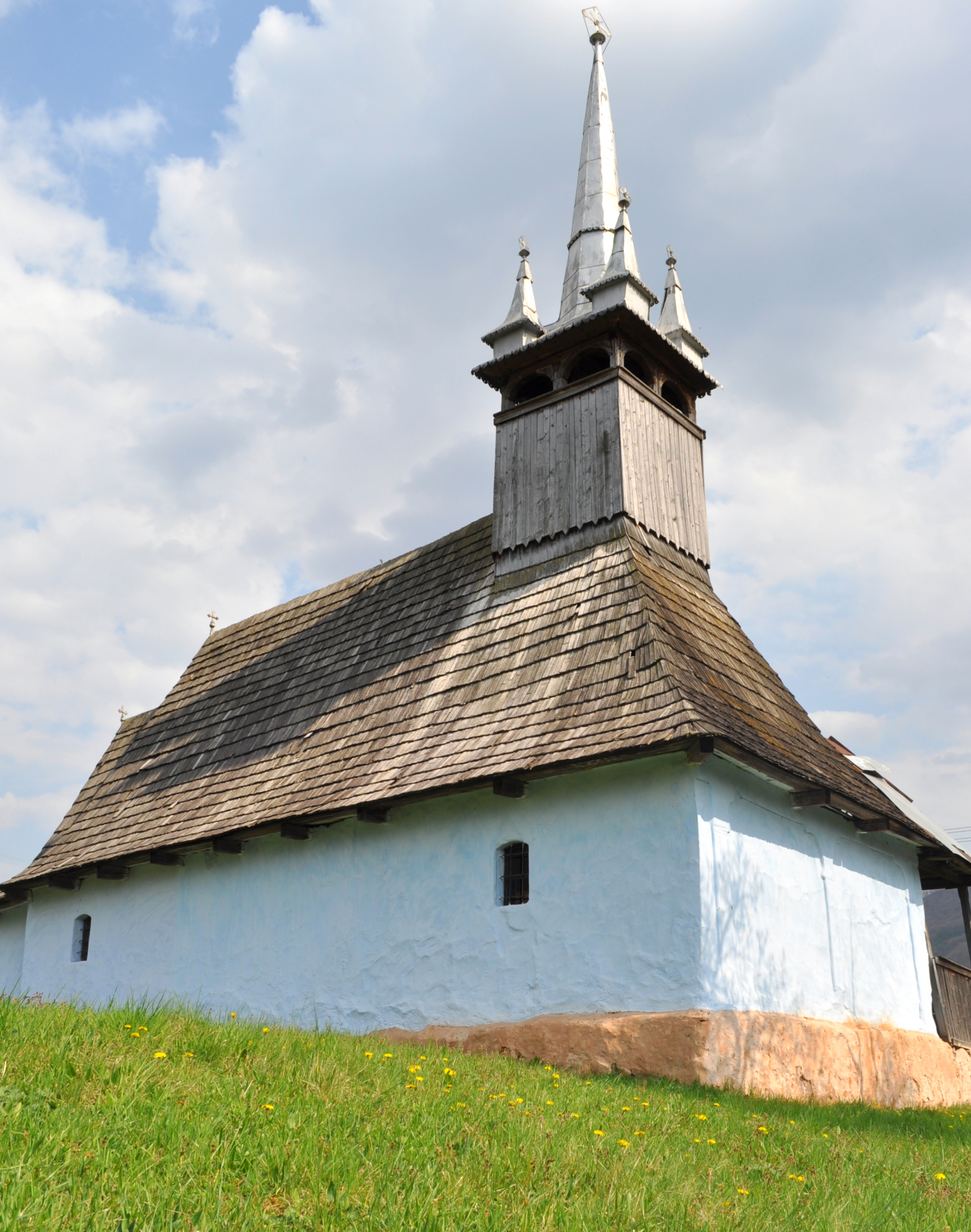
Biserica (nord-vest)
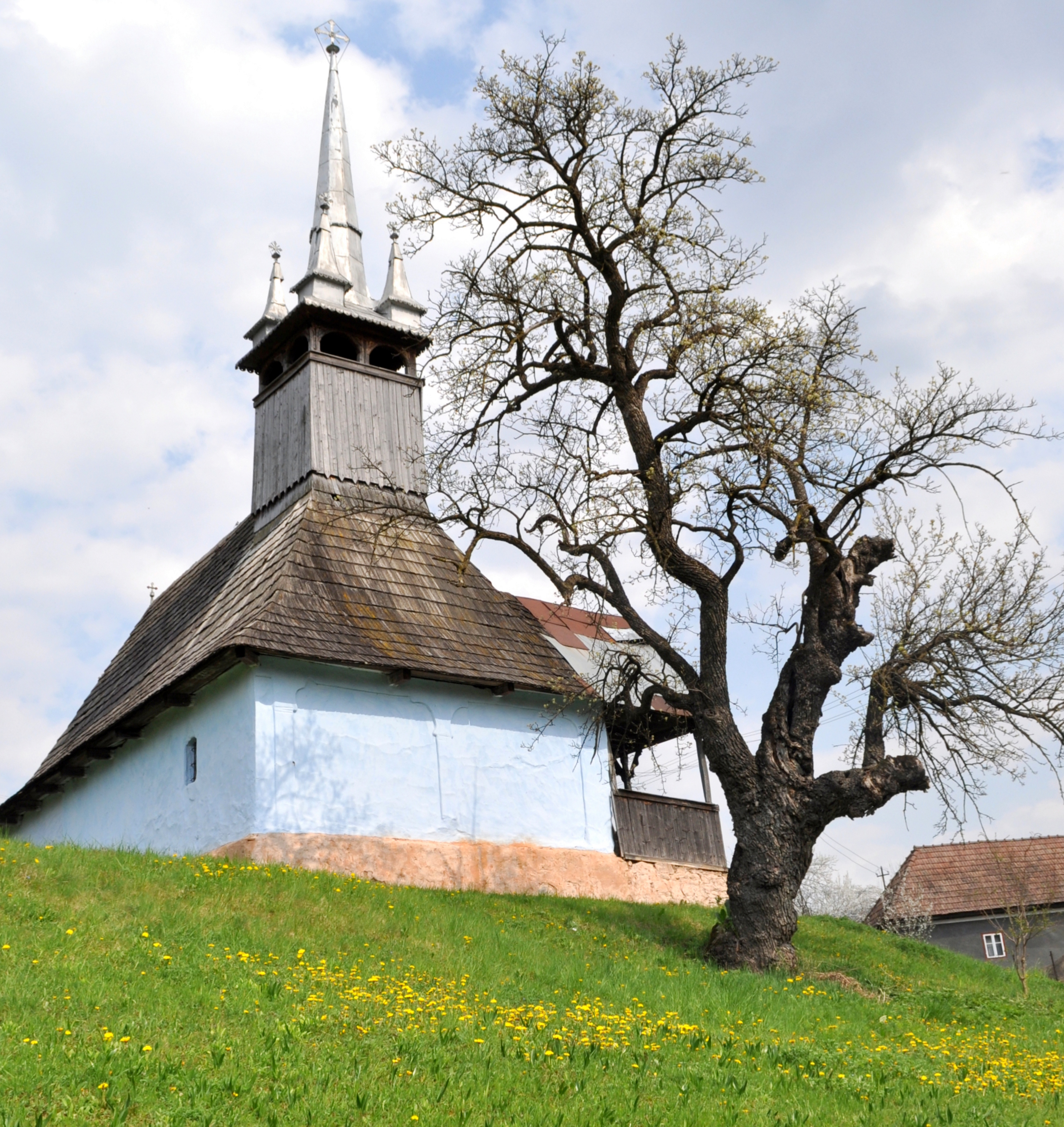
Biserica (nord-vest)
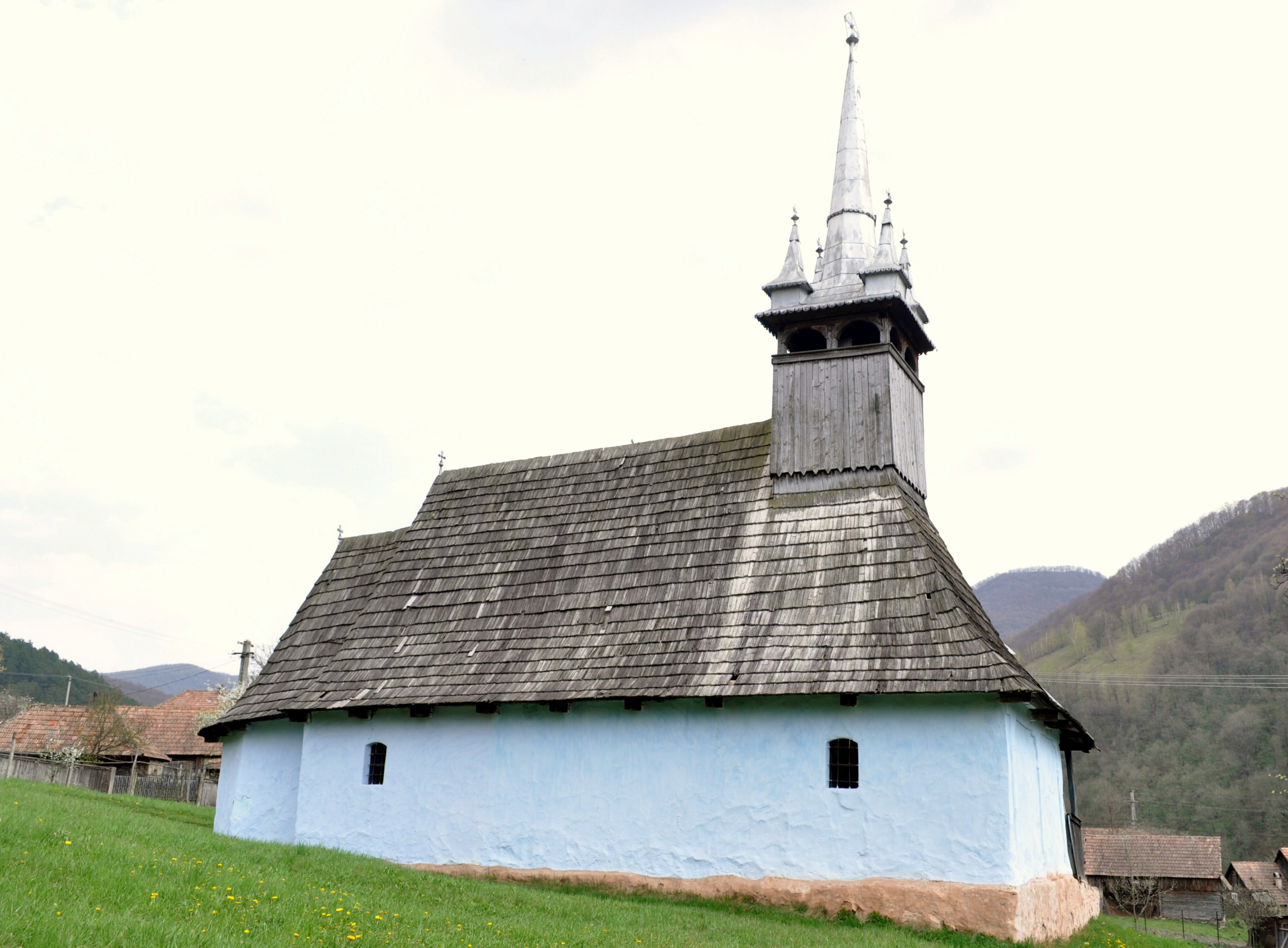
Biserica (nord)
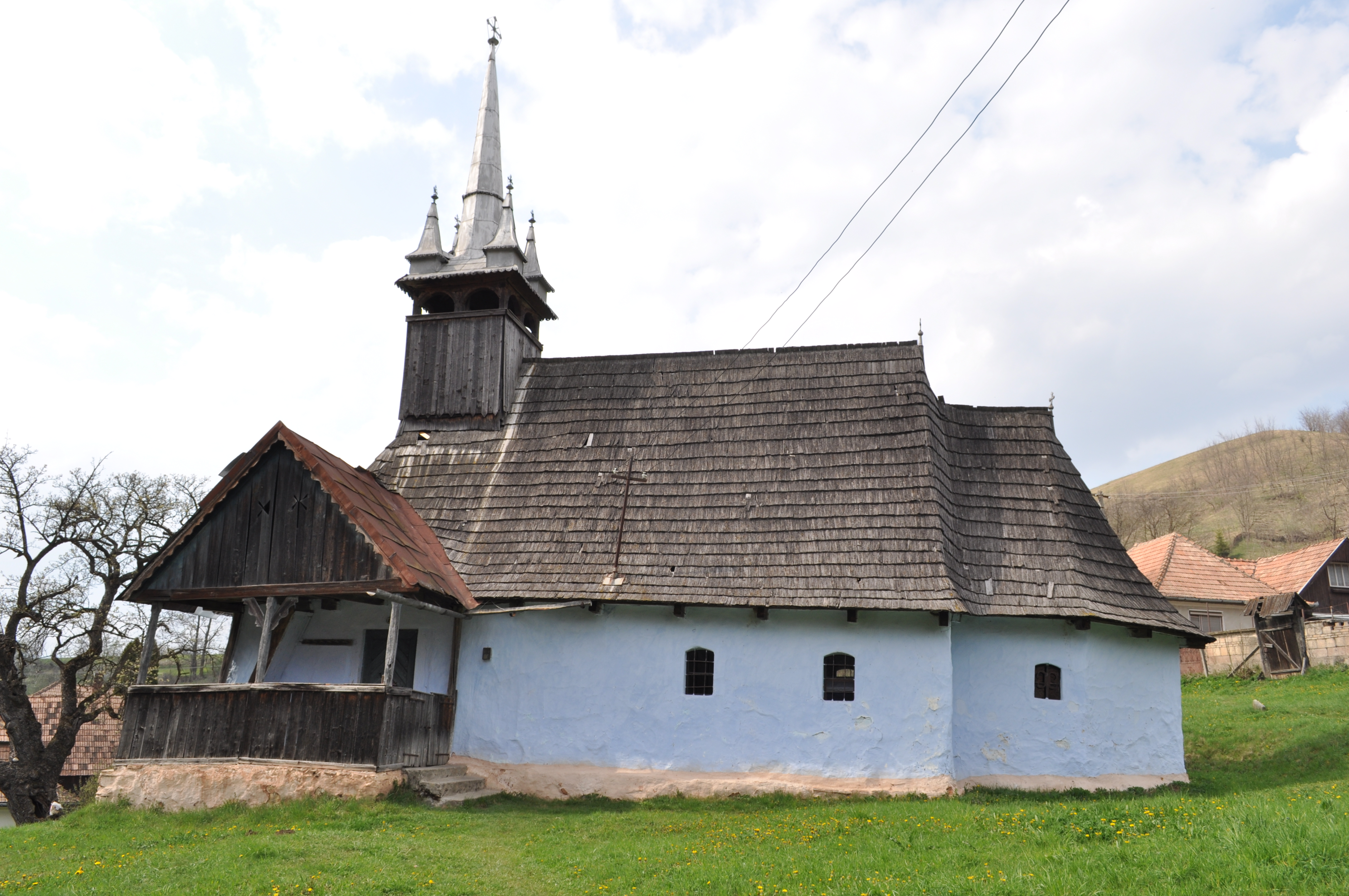
Biserica (sud)
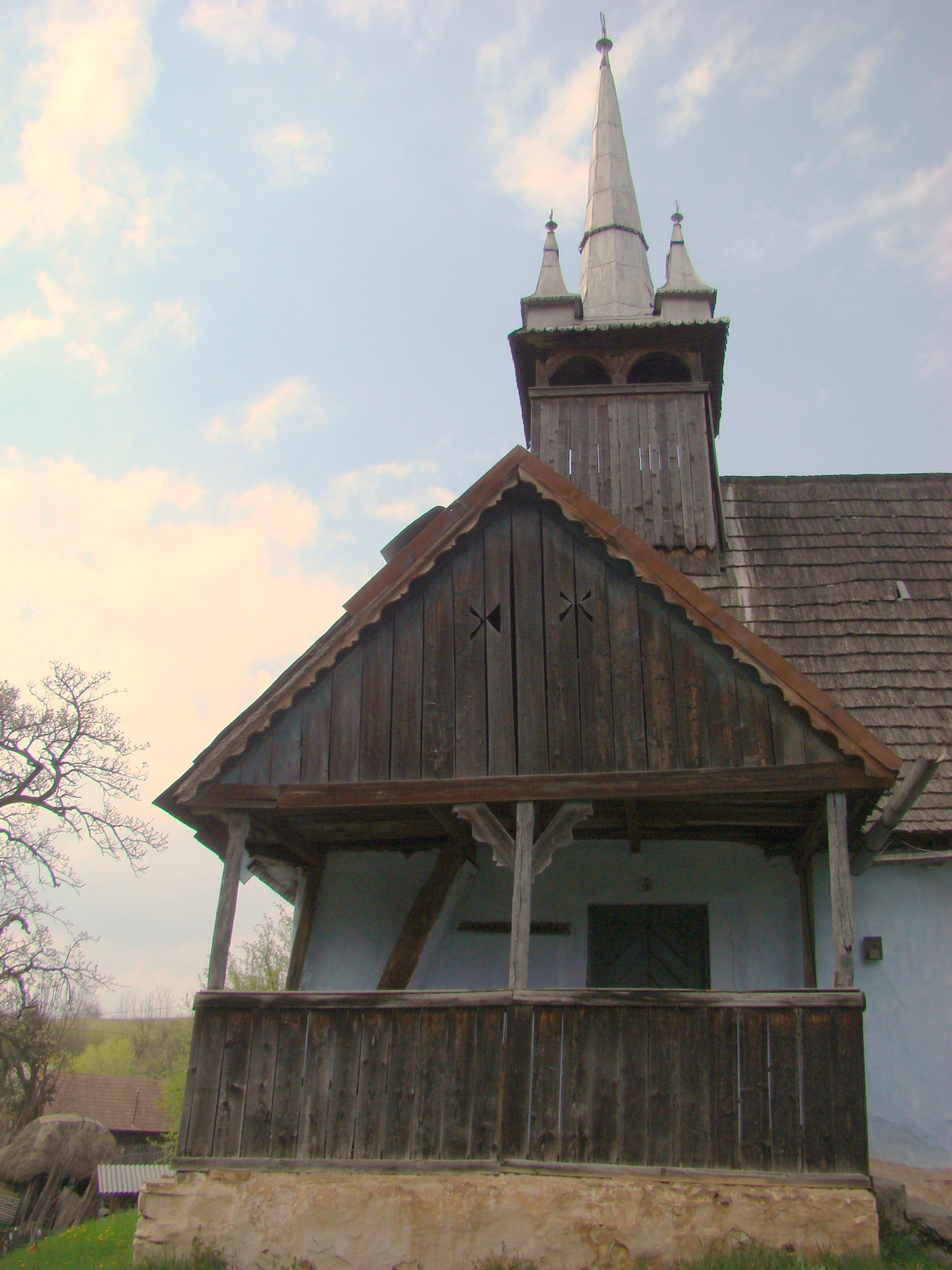
Pridvorul și turnul-clopotniță
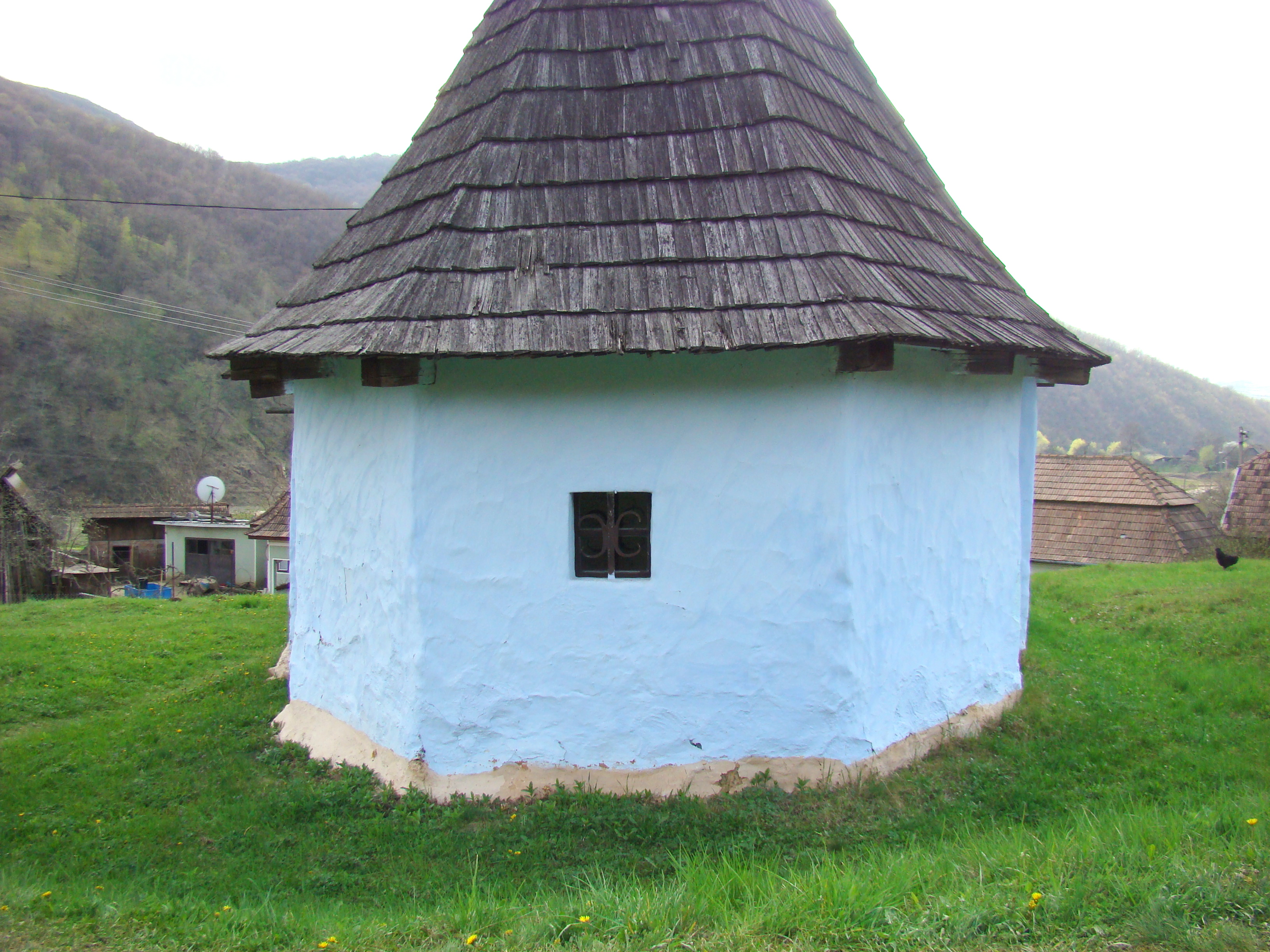
Absida altarului
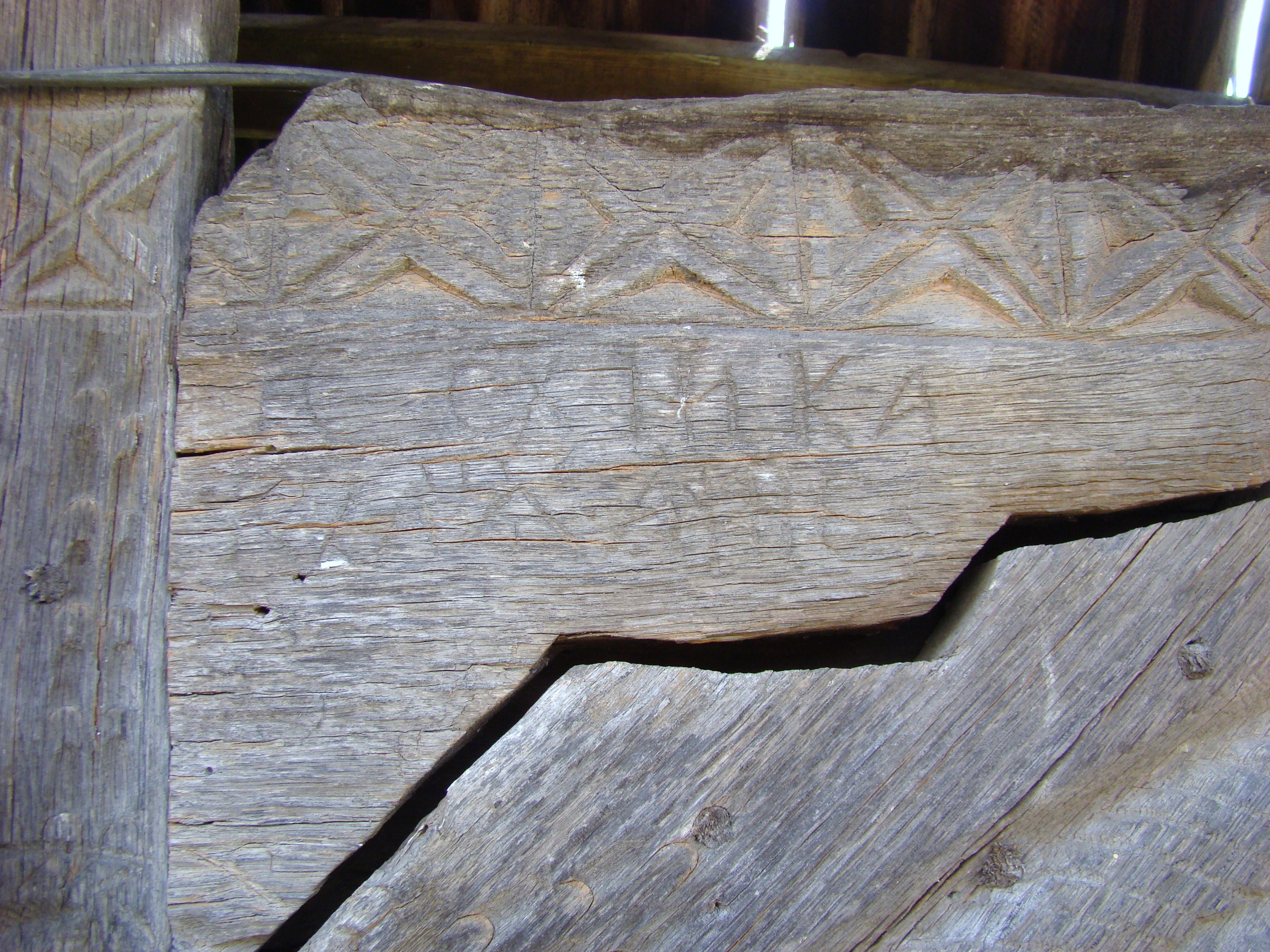
Ancadramentul porții de acces (detaliu)
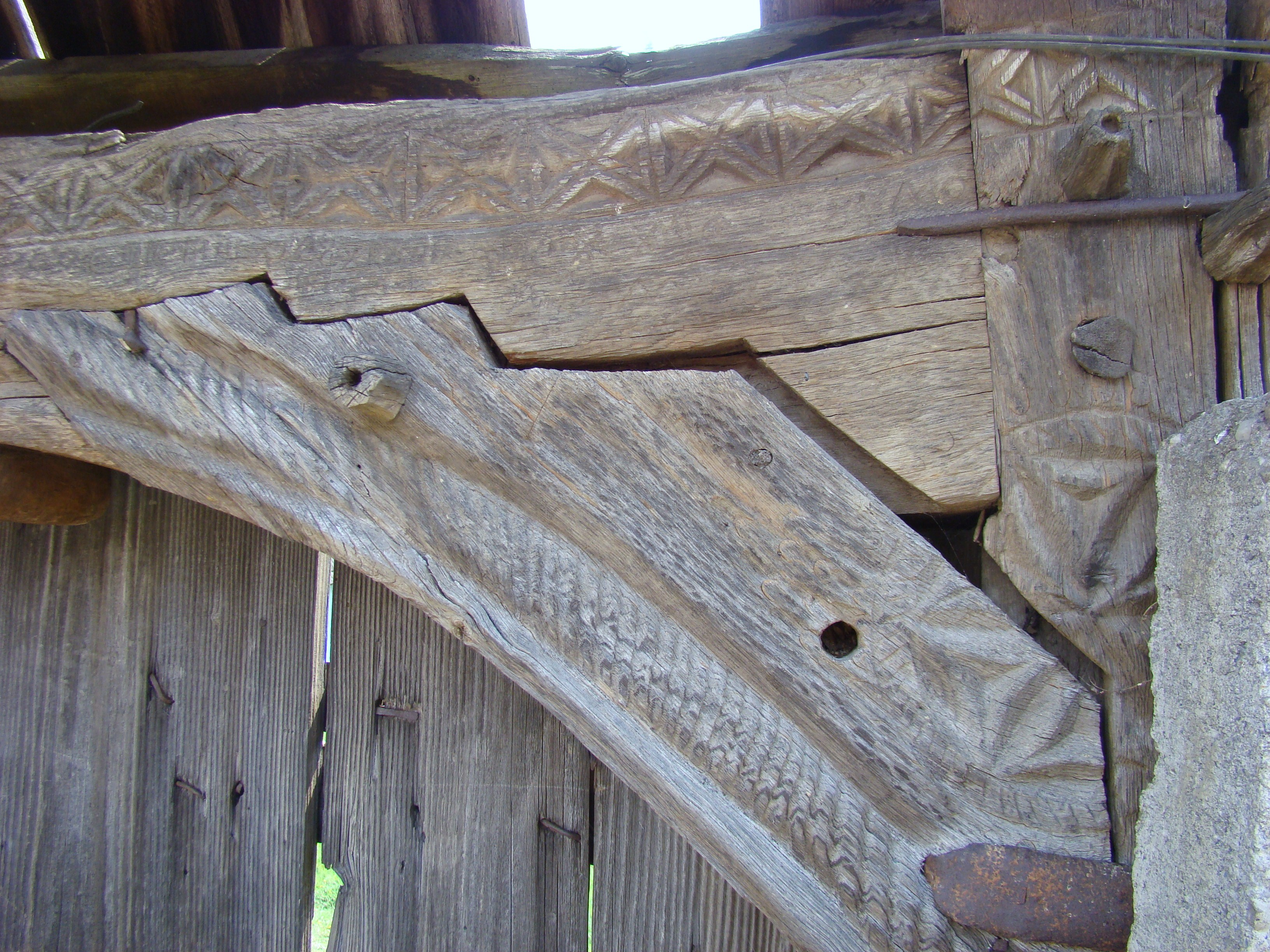
Ancadramentul porții de acces (detaliu)
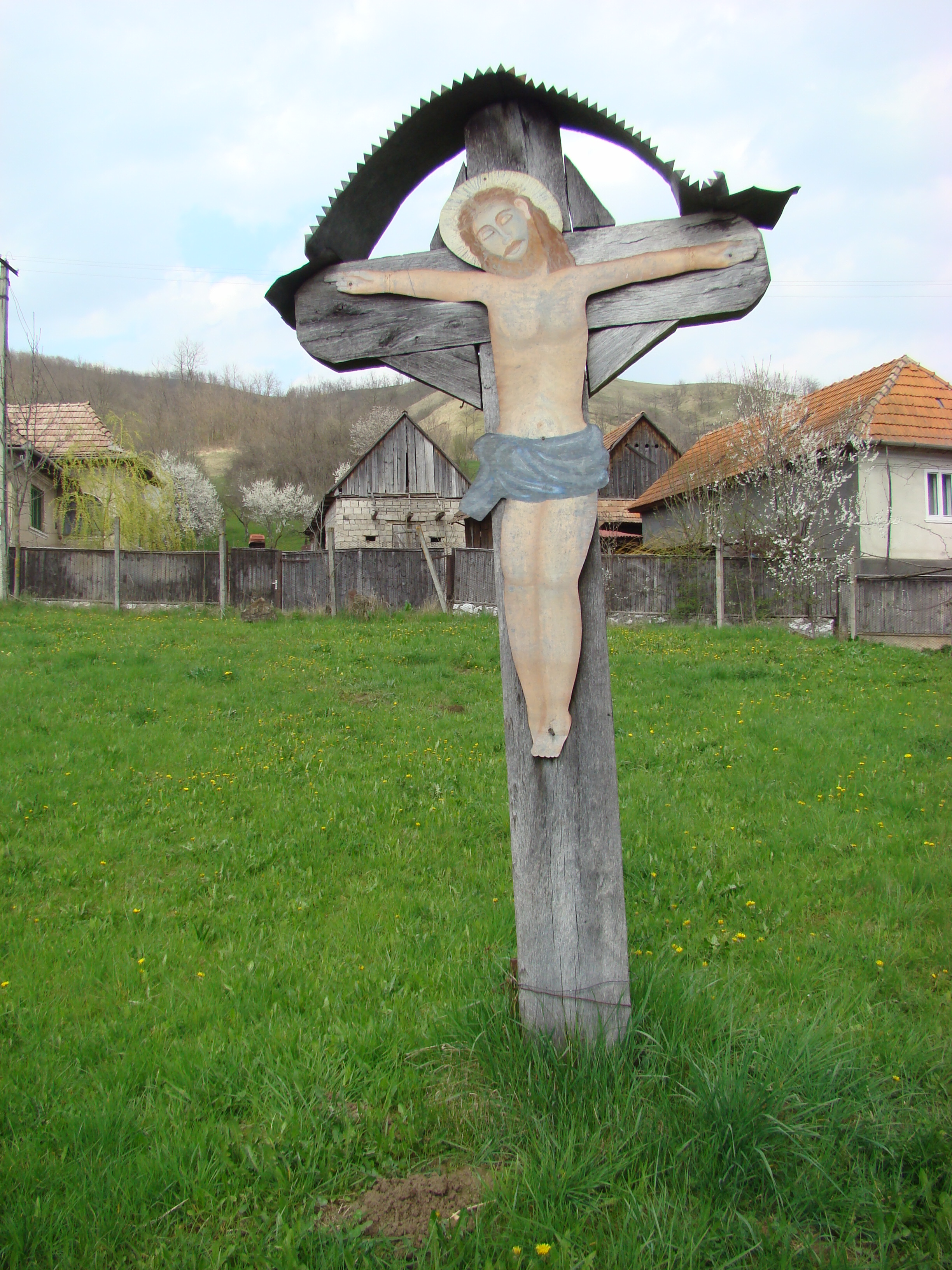
Troiță
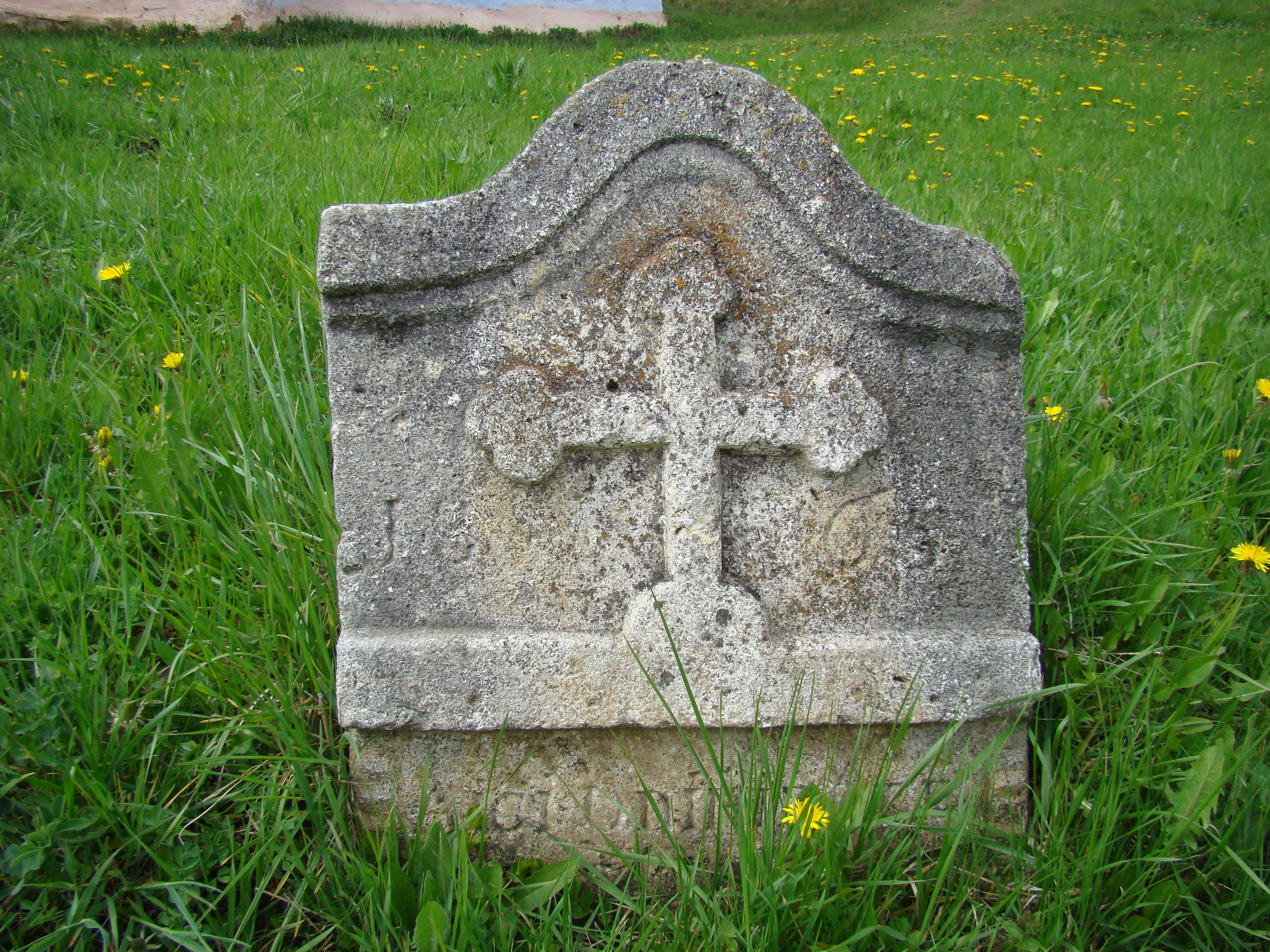
Cruce veche de piatră
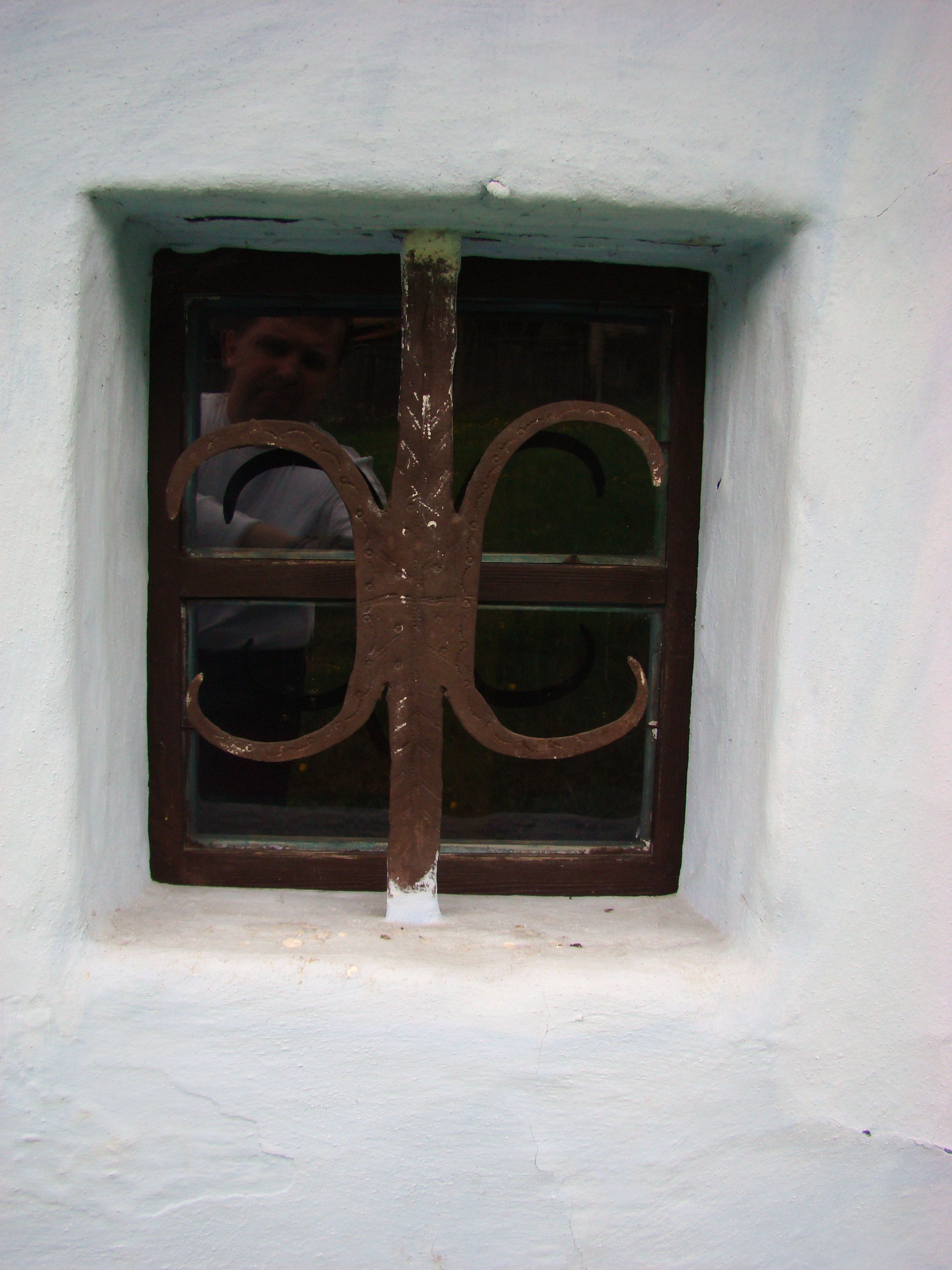
Fereastră
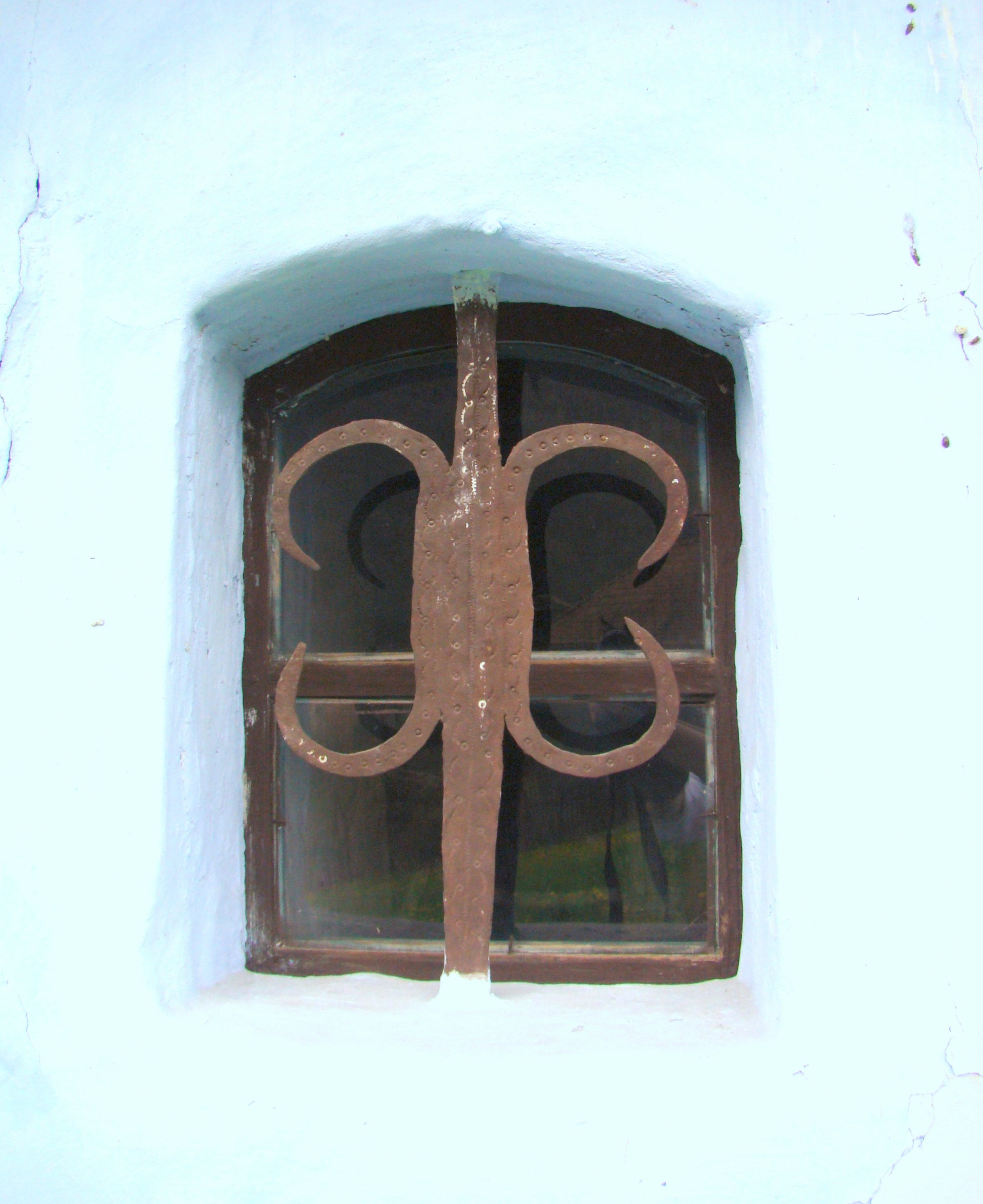
Fereastră
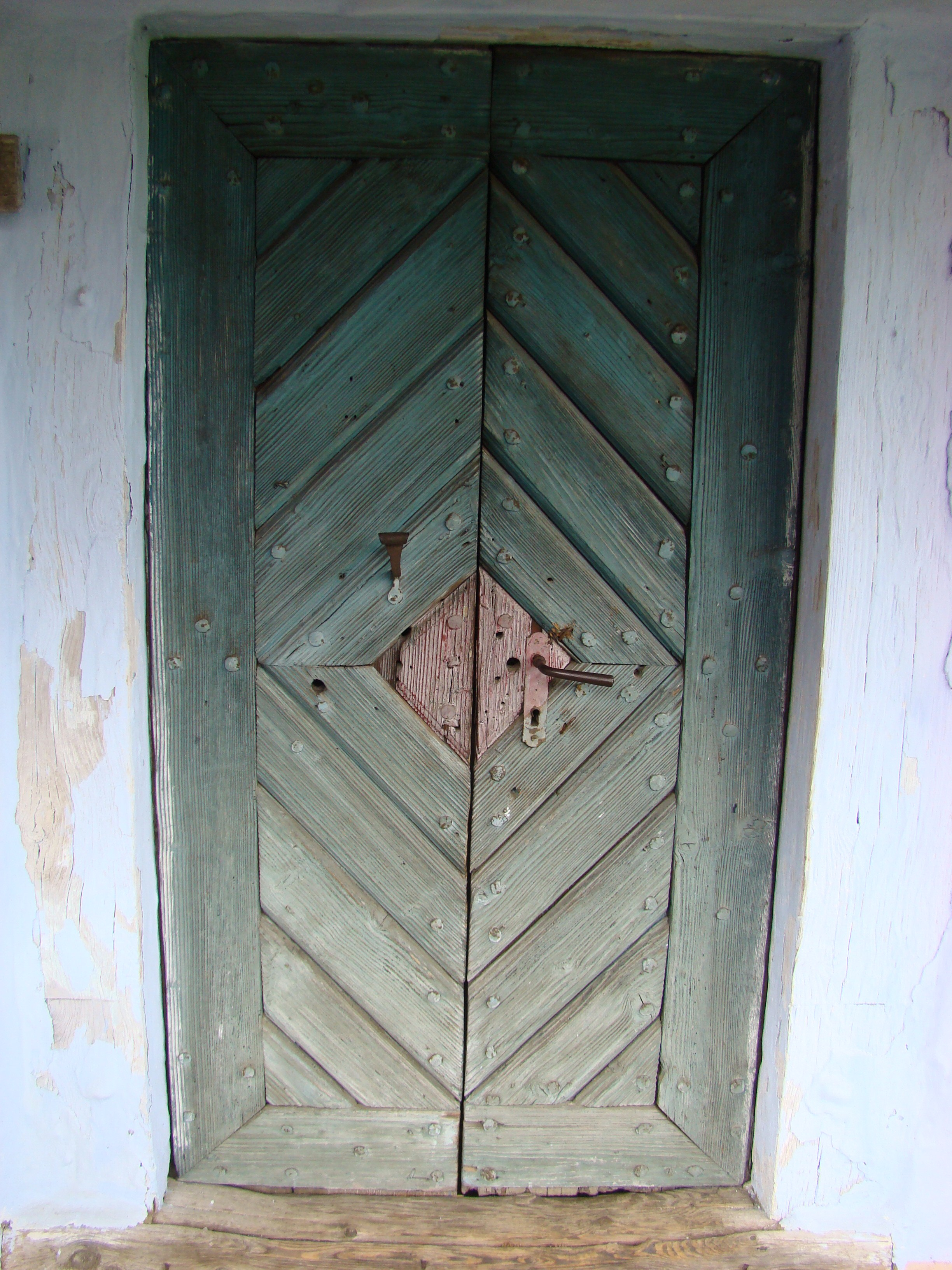
Ușa bisericii

## Imagini din interior

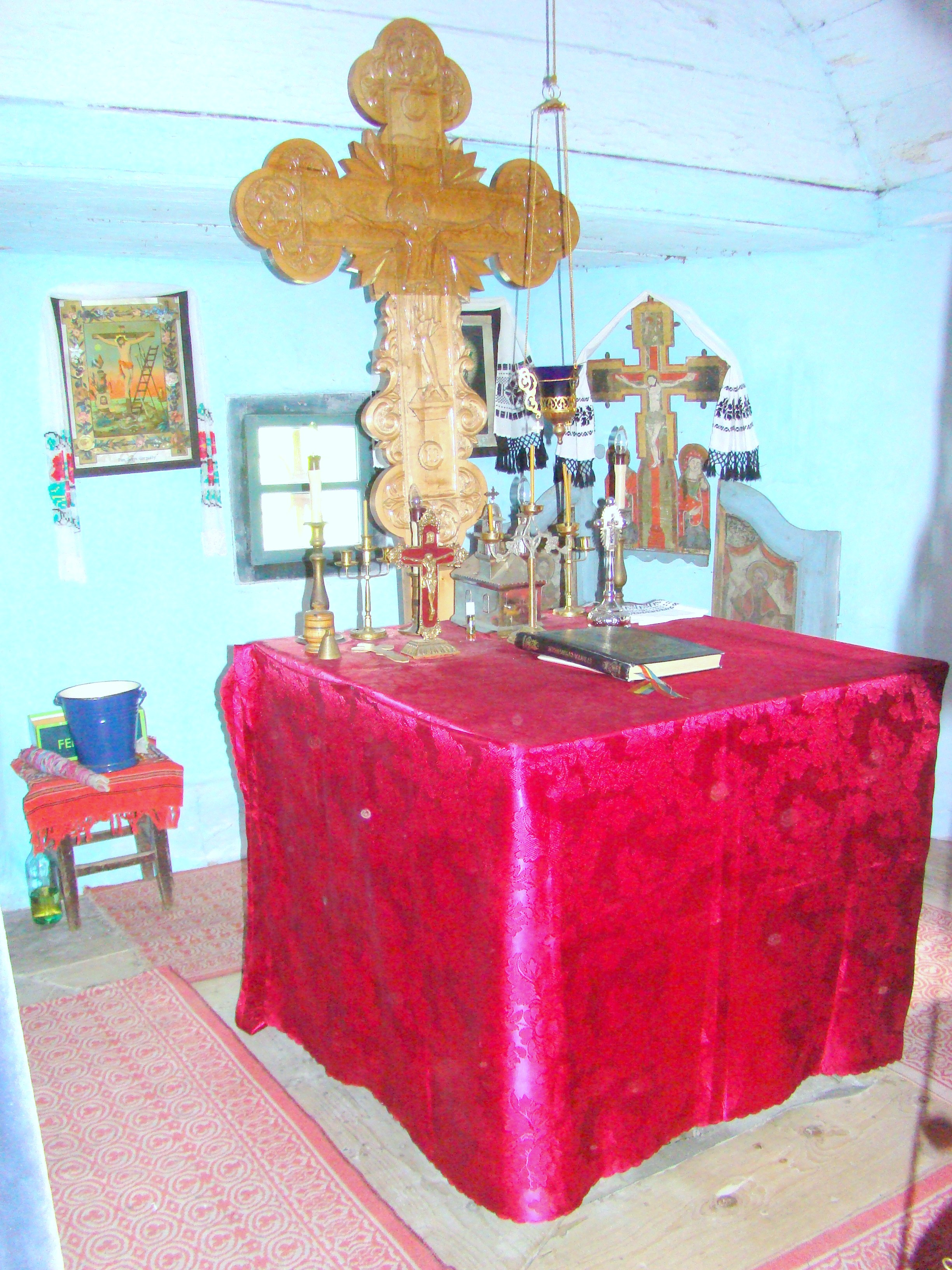
Masa altarului
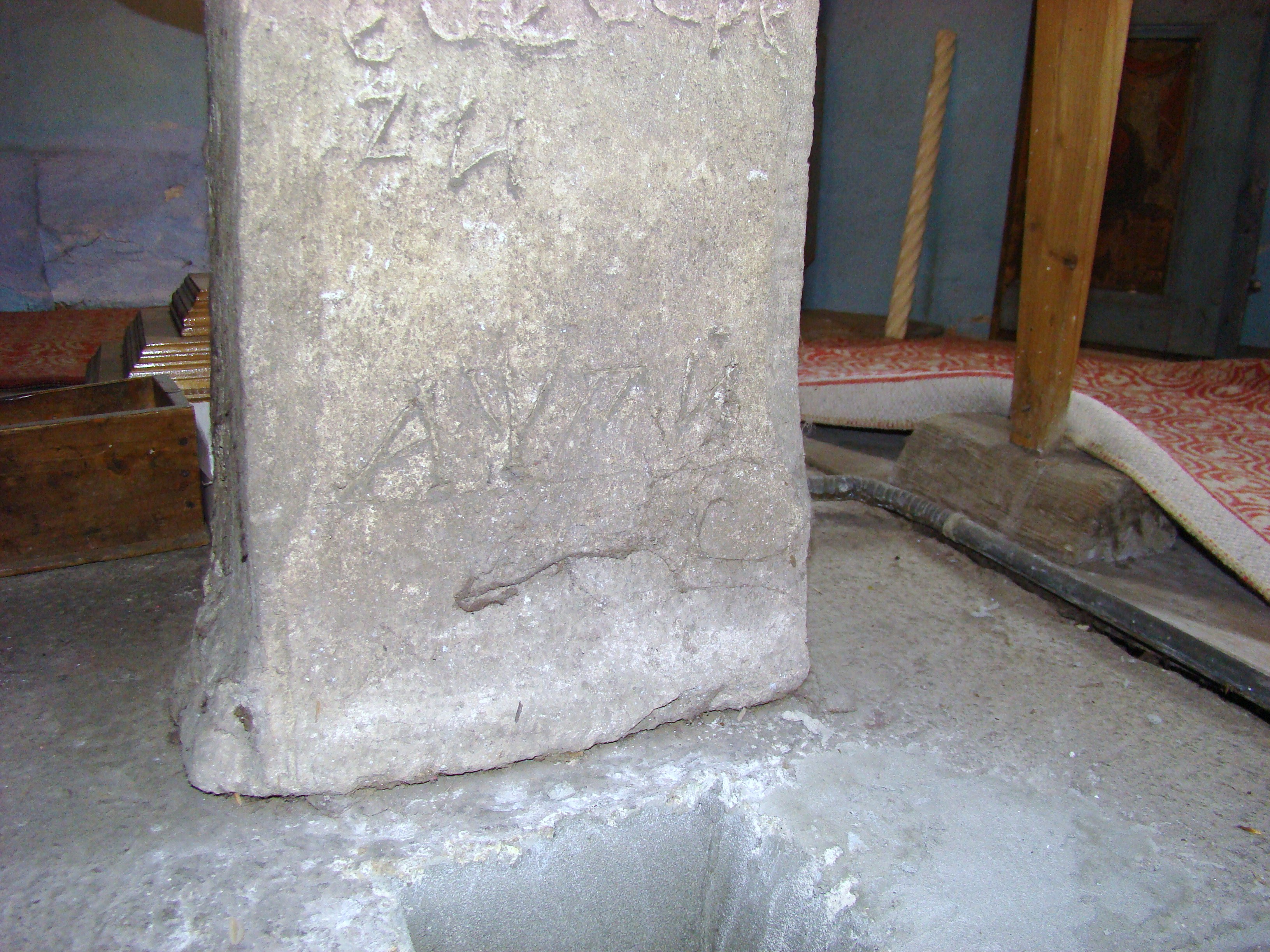
Piciorul mesei altarului (detaliu)
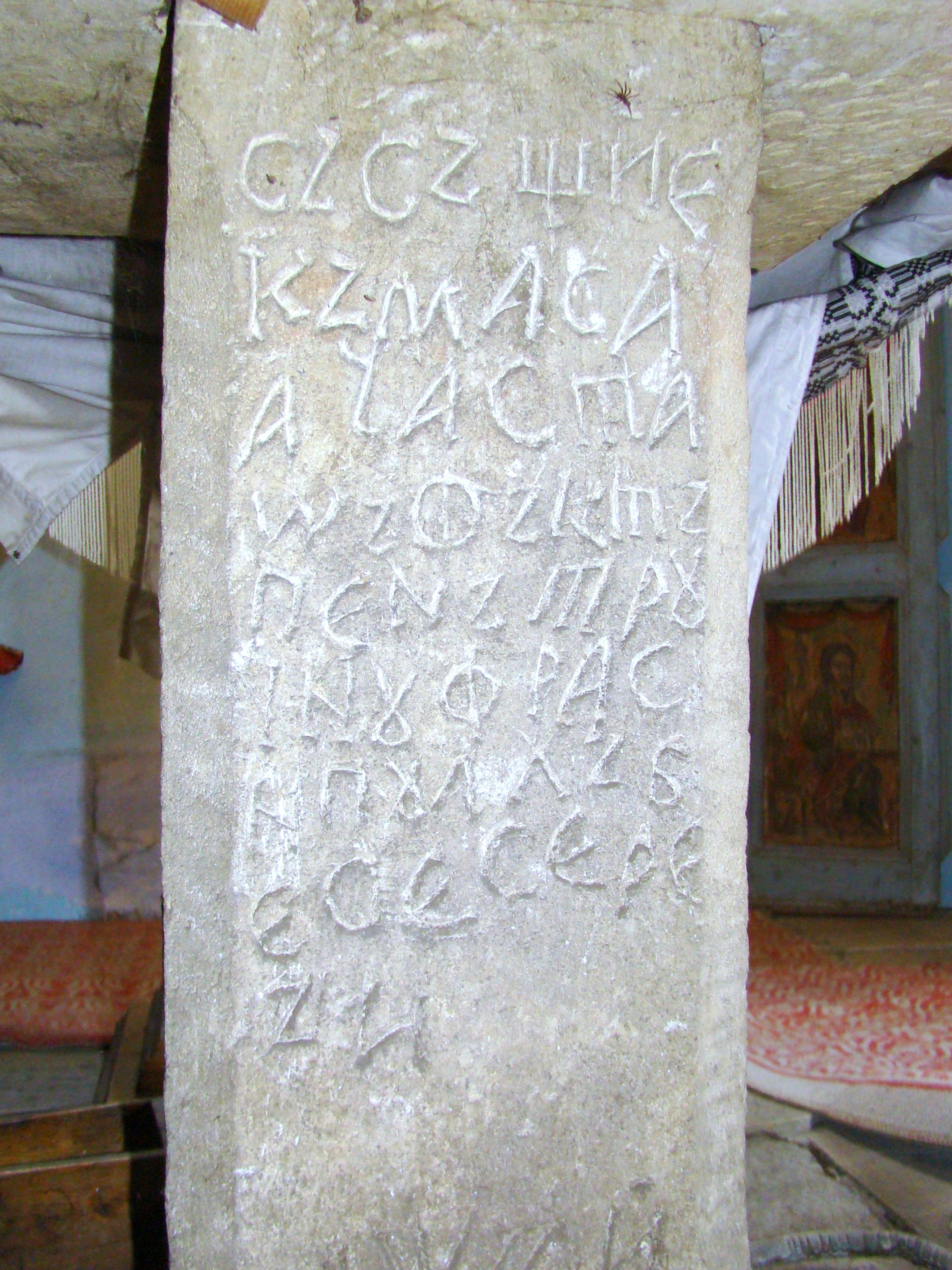
Piciorul mesei altarului
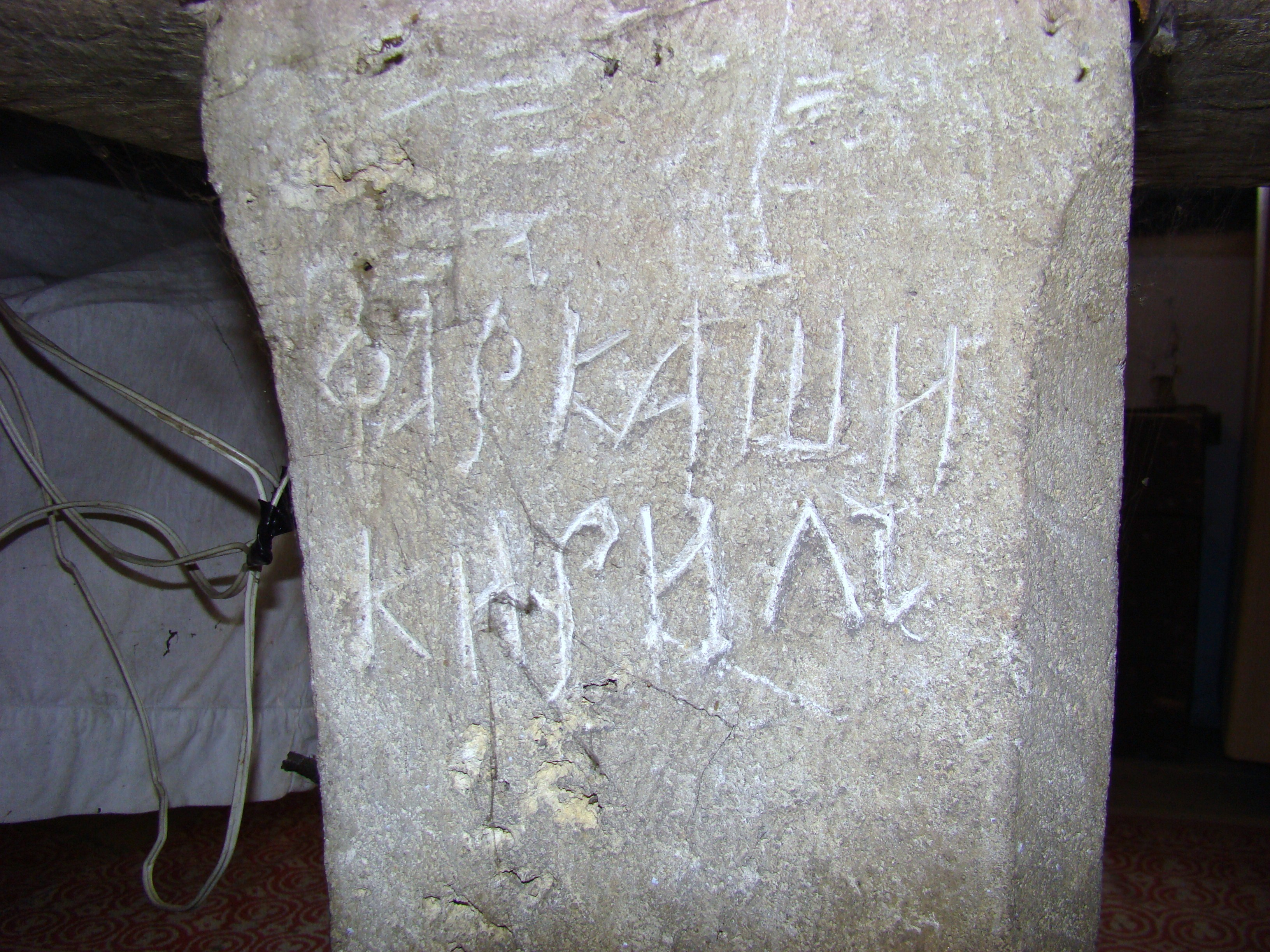
Piciorul mesei altarului (detaliu)
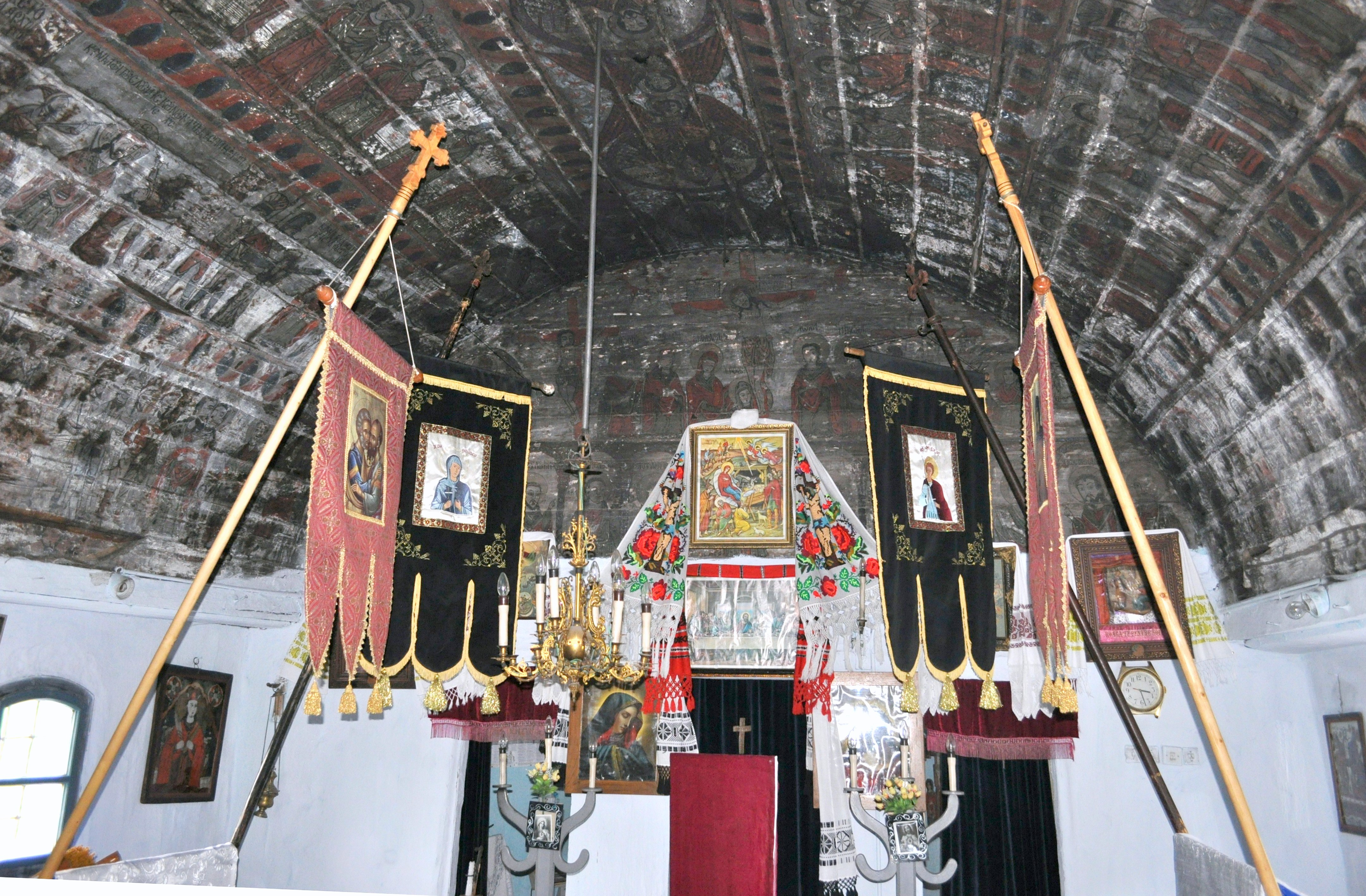
Interiorul navei
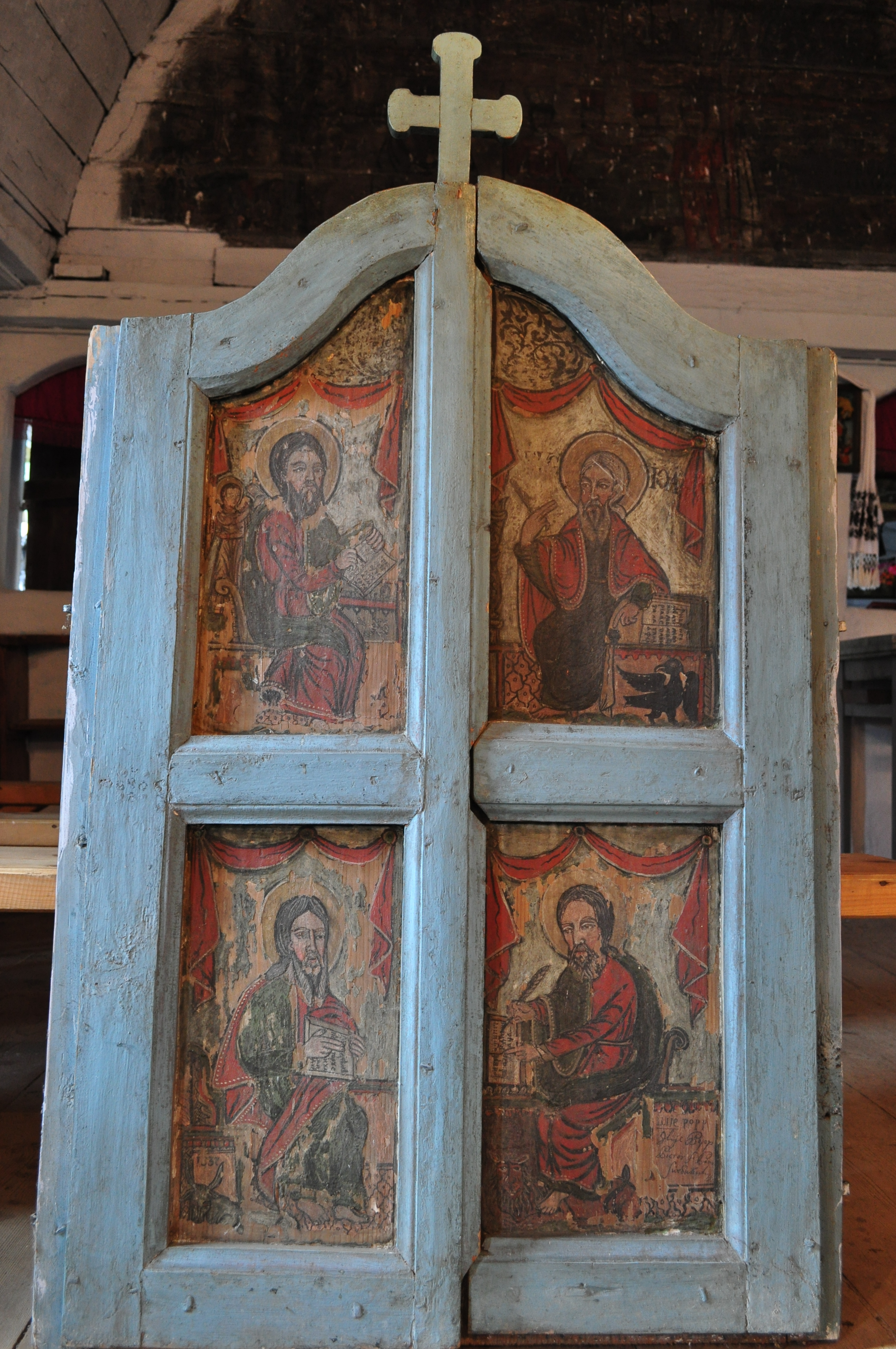
Ușile împărătești
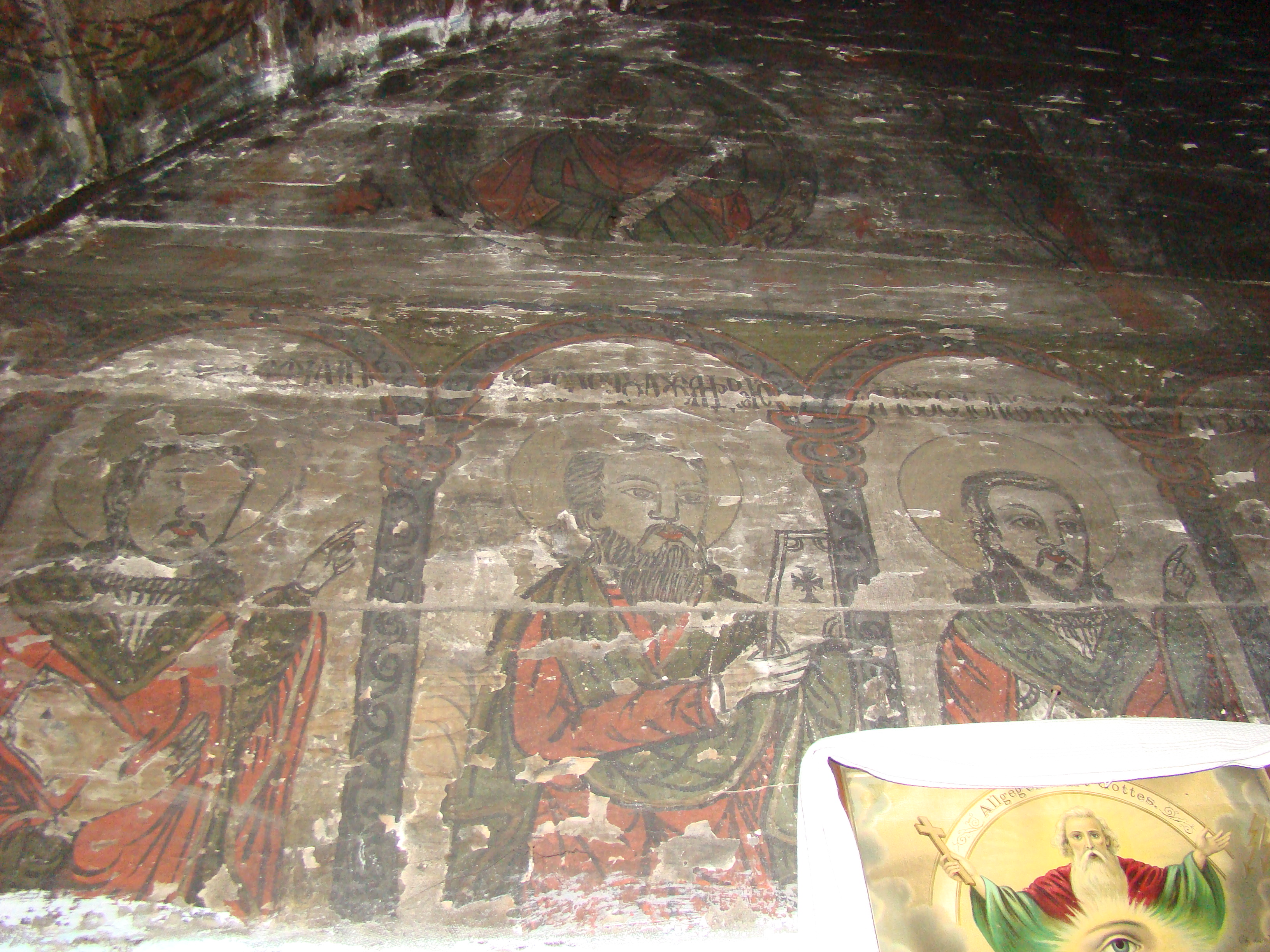
Catapeteasma (detaliu)
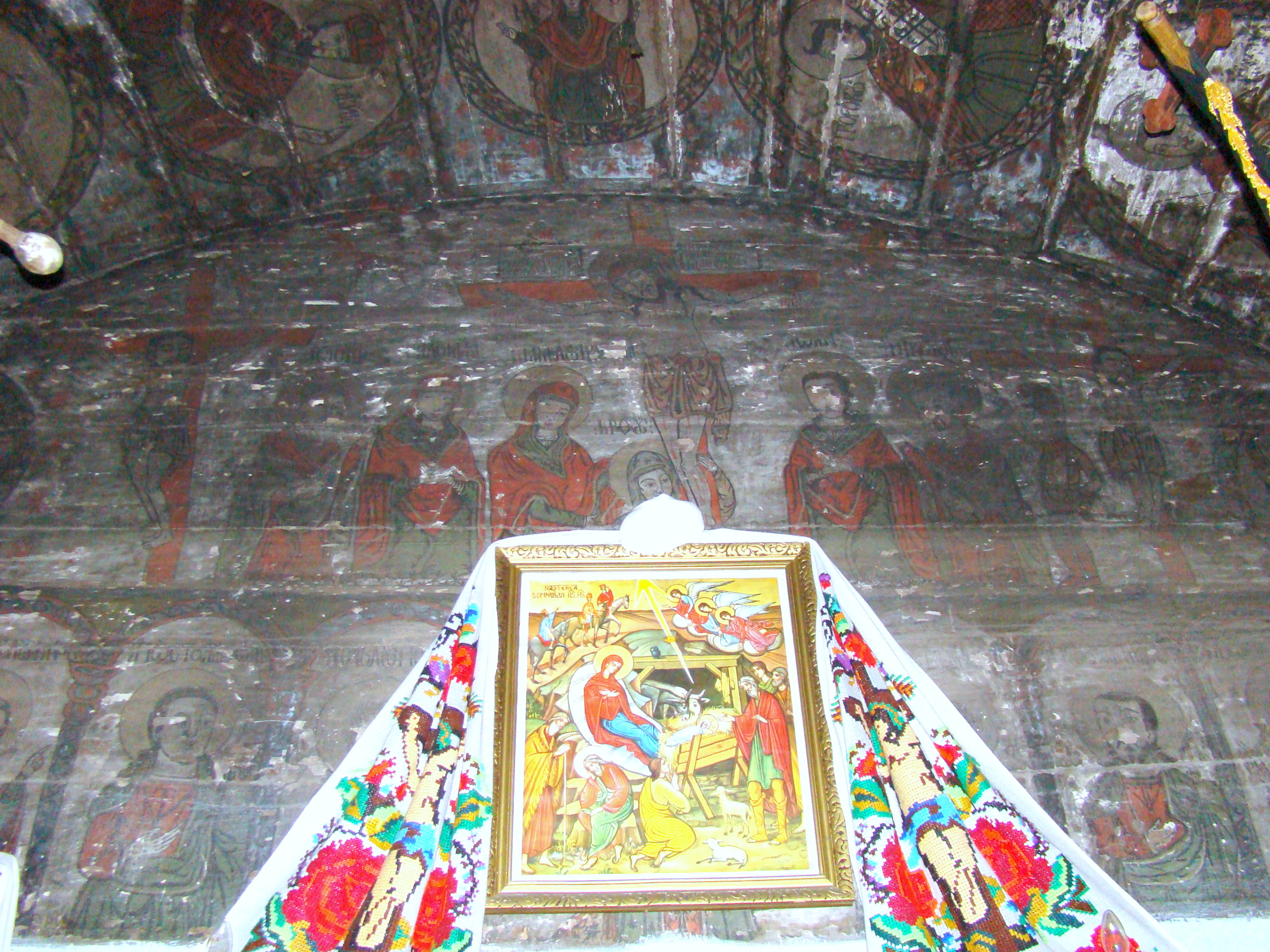
Catapeteasma (detaliu)
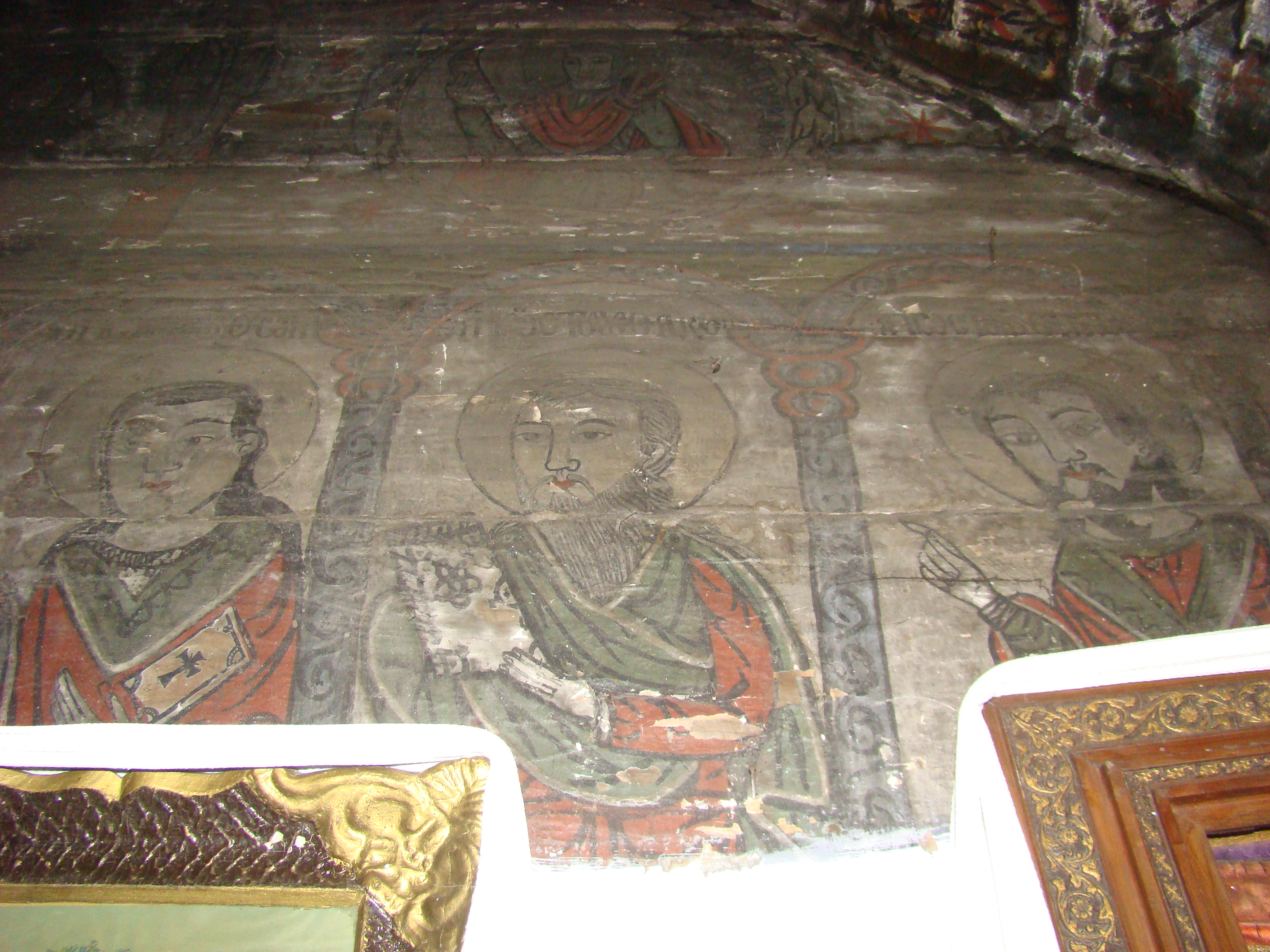
Catapeteasma (detaliu)
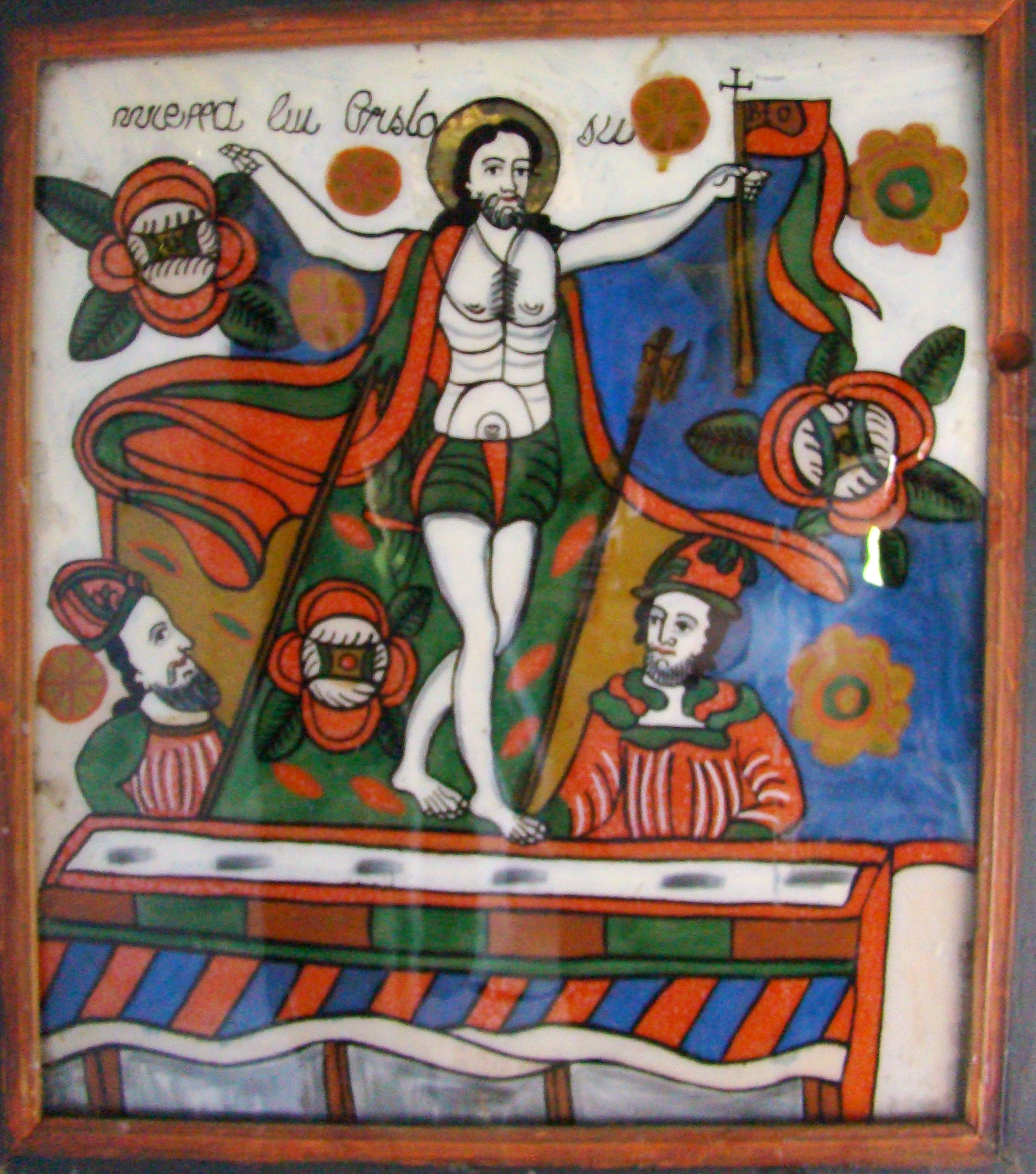
Icoană pe sticlă
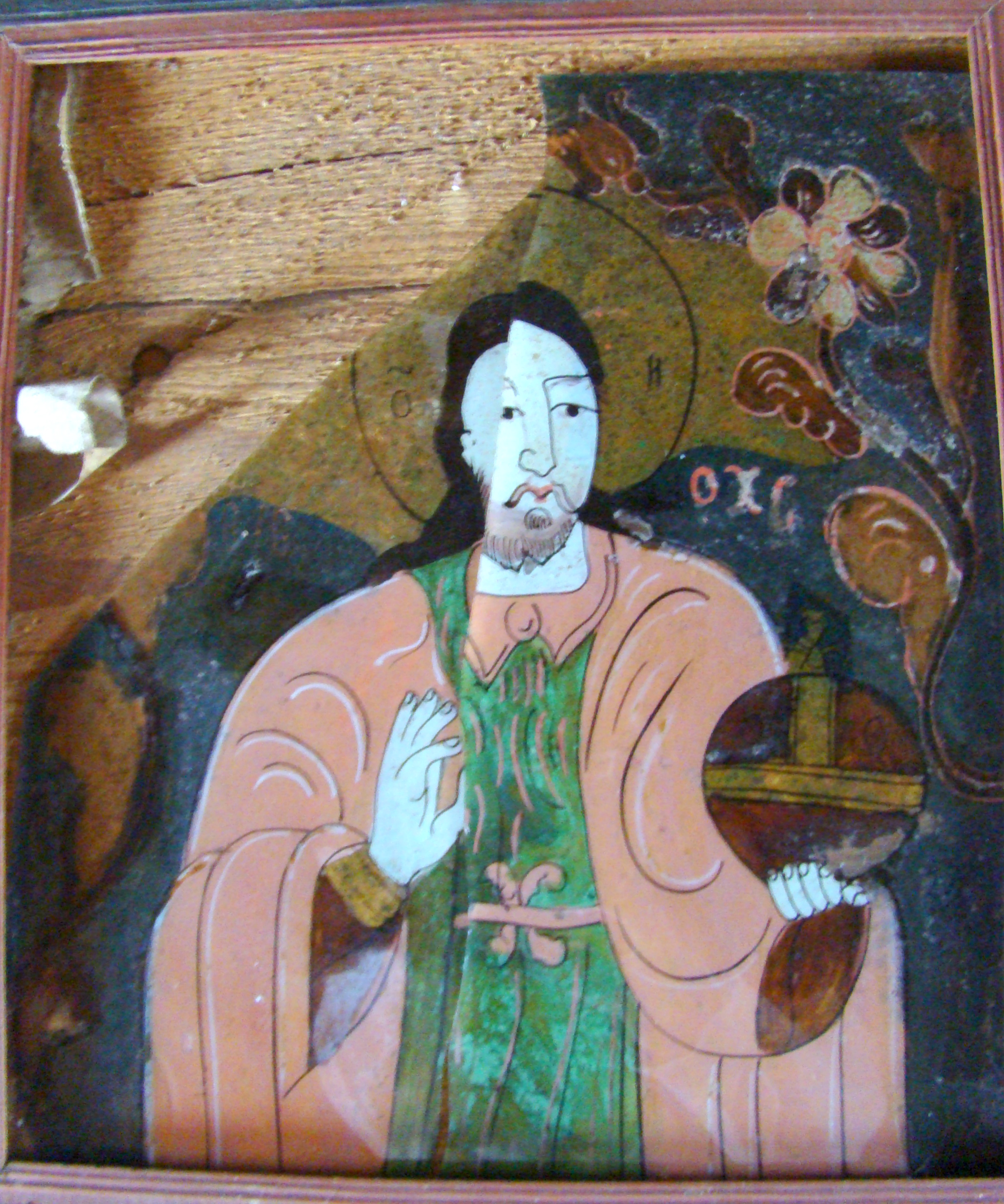
Icoană pe sticlă
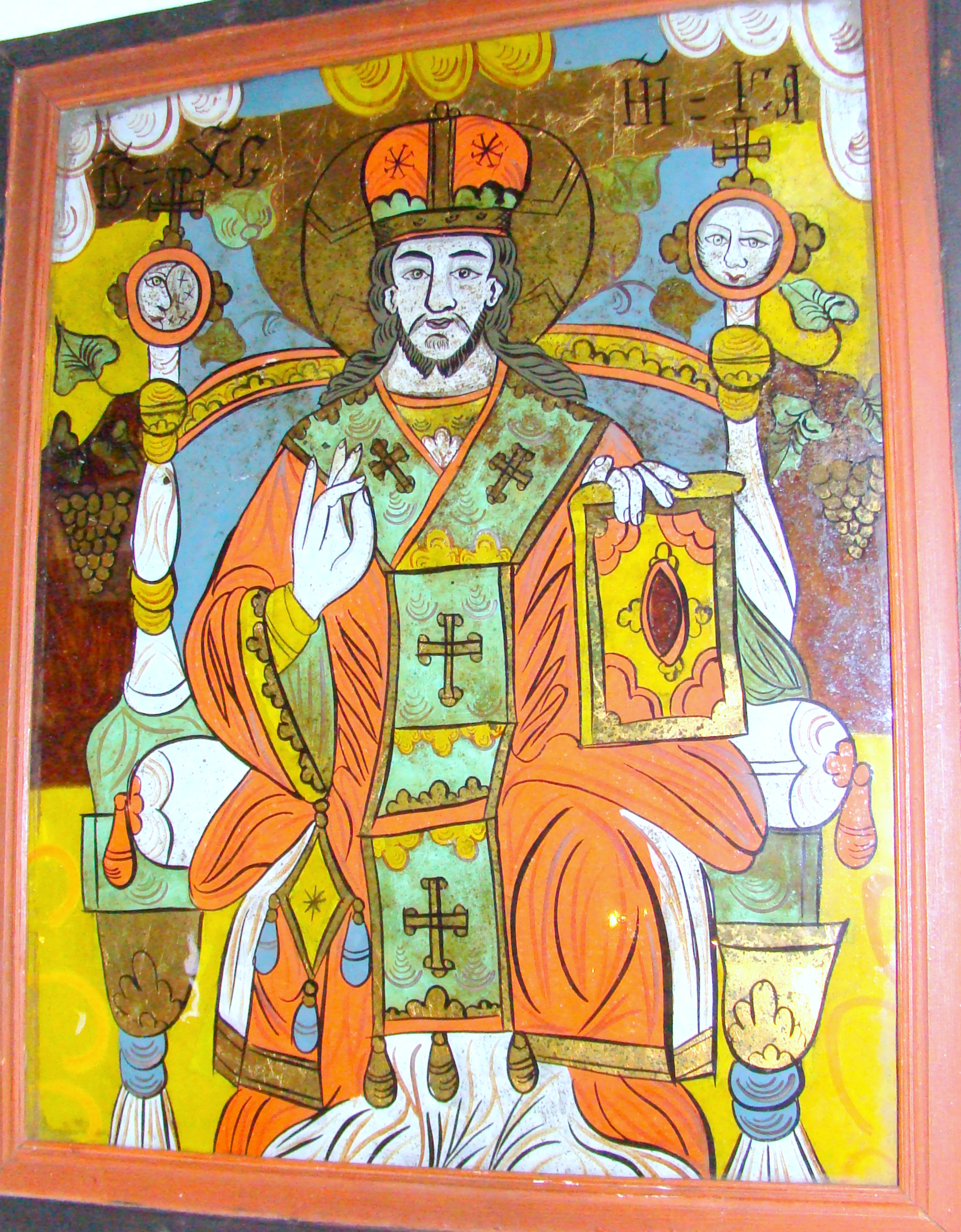
Icoană pe sticlă
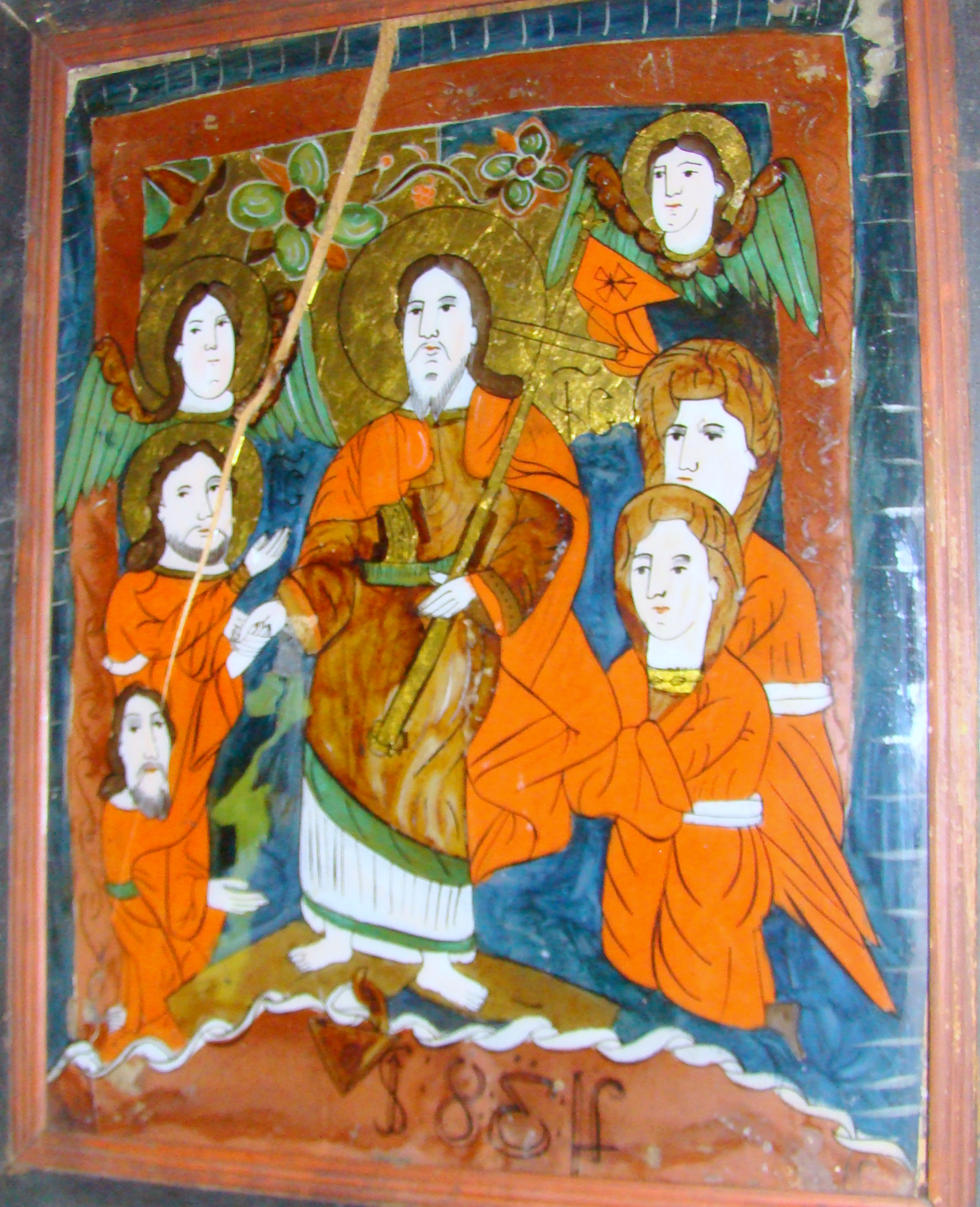
Icoană pe sticlă
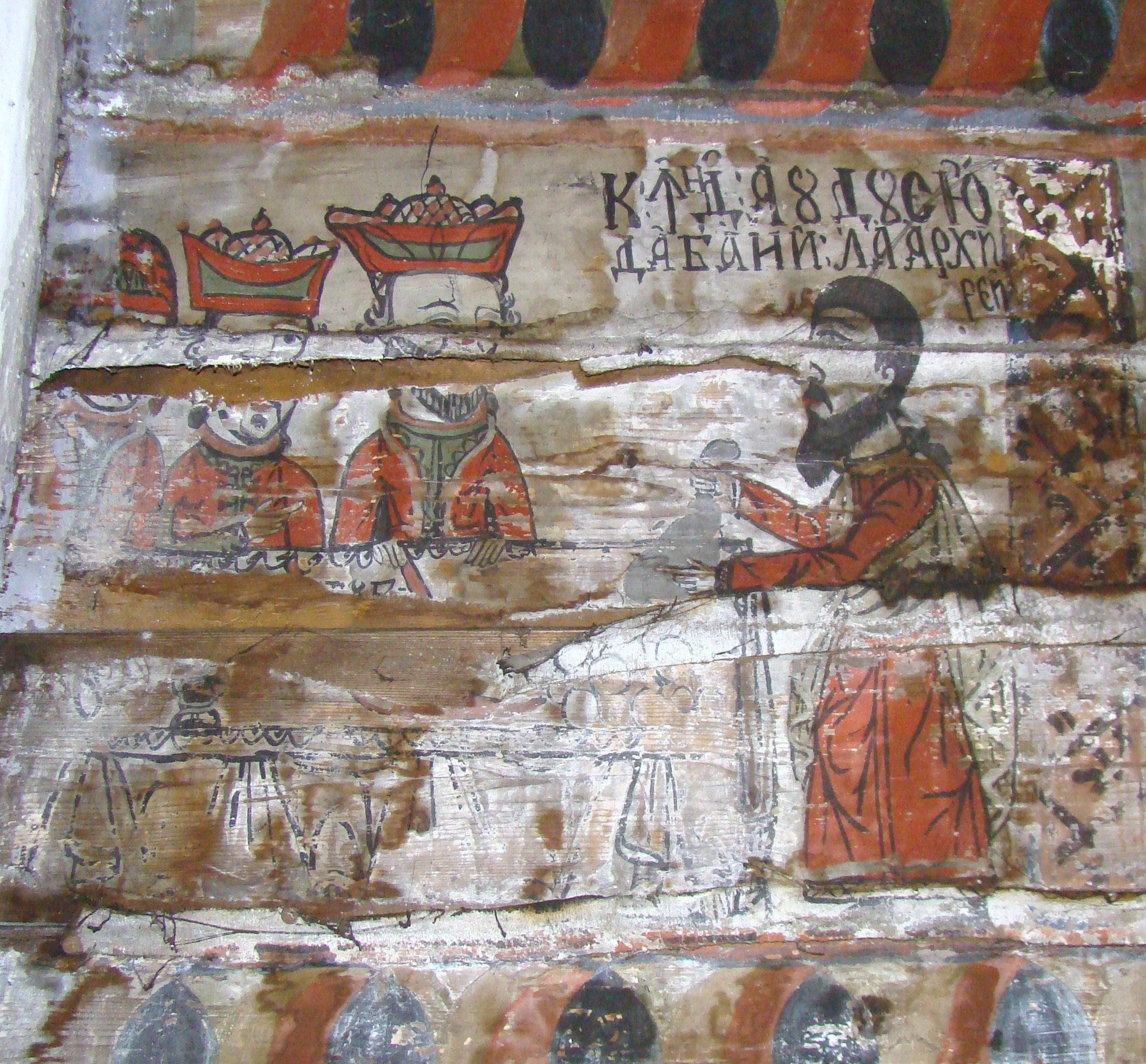
Când l-au dus pe Isus înaintea arhiereilor
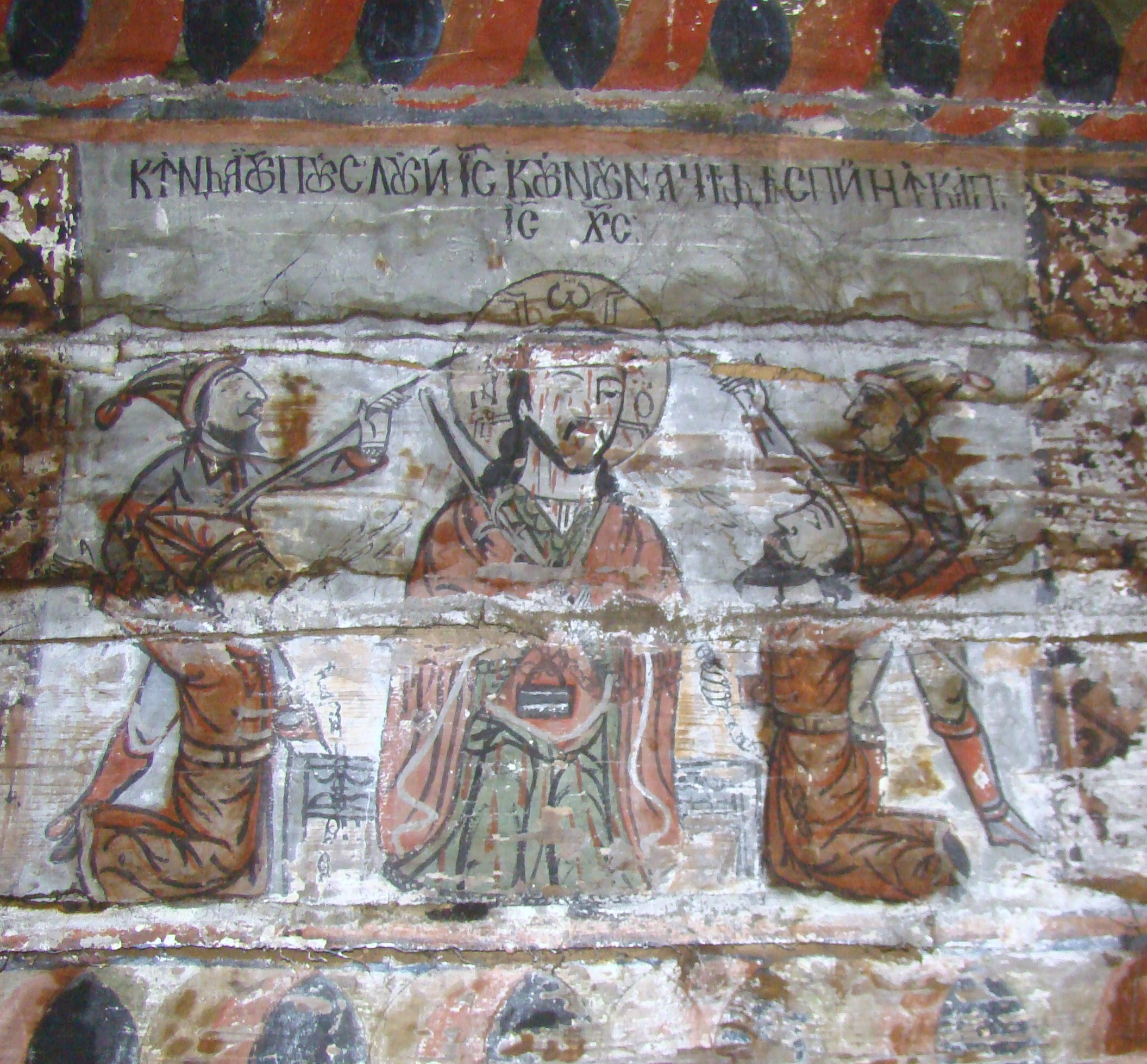
Încoronarea cu spini
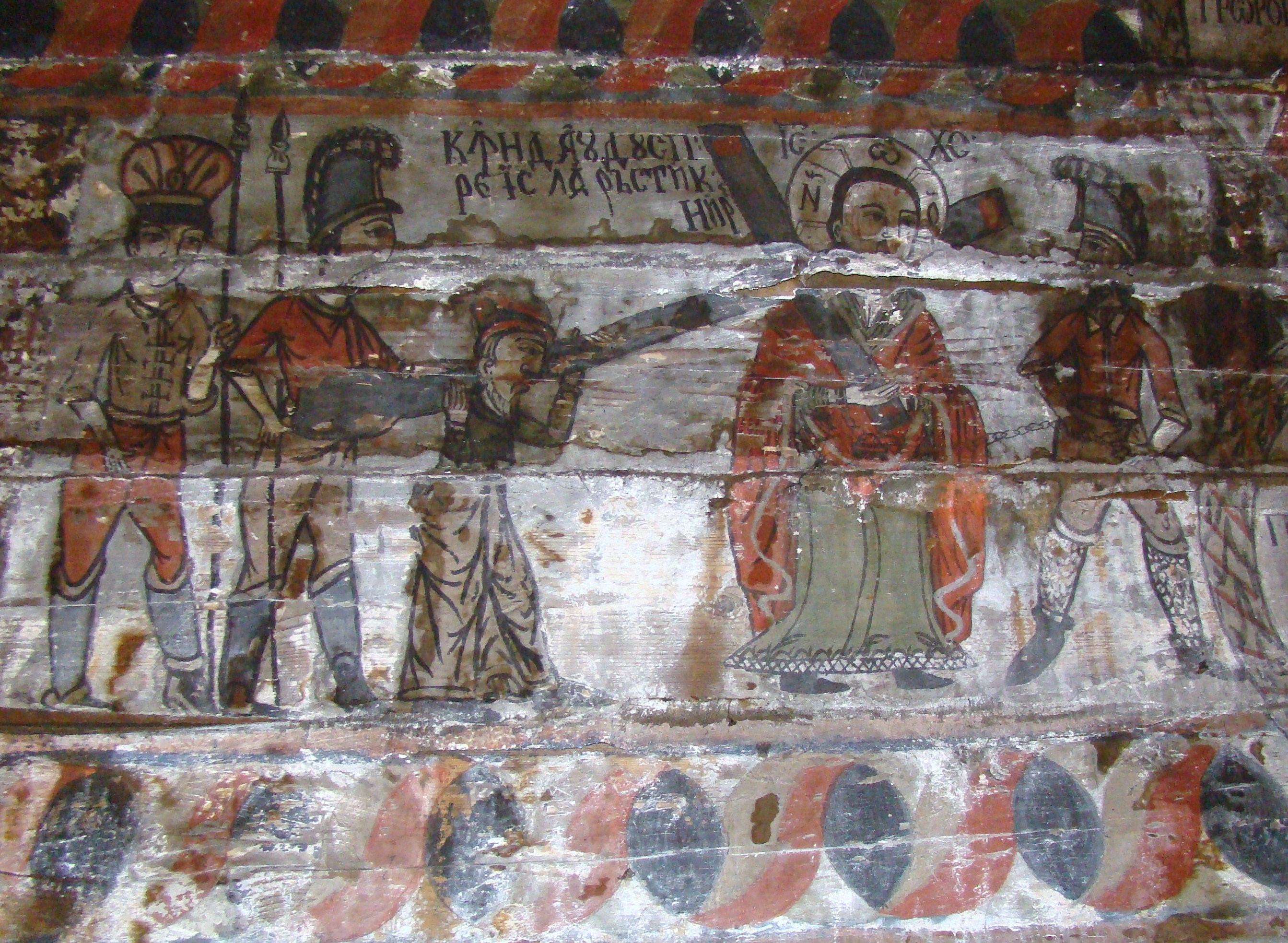
Drumul crucii
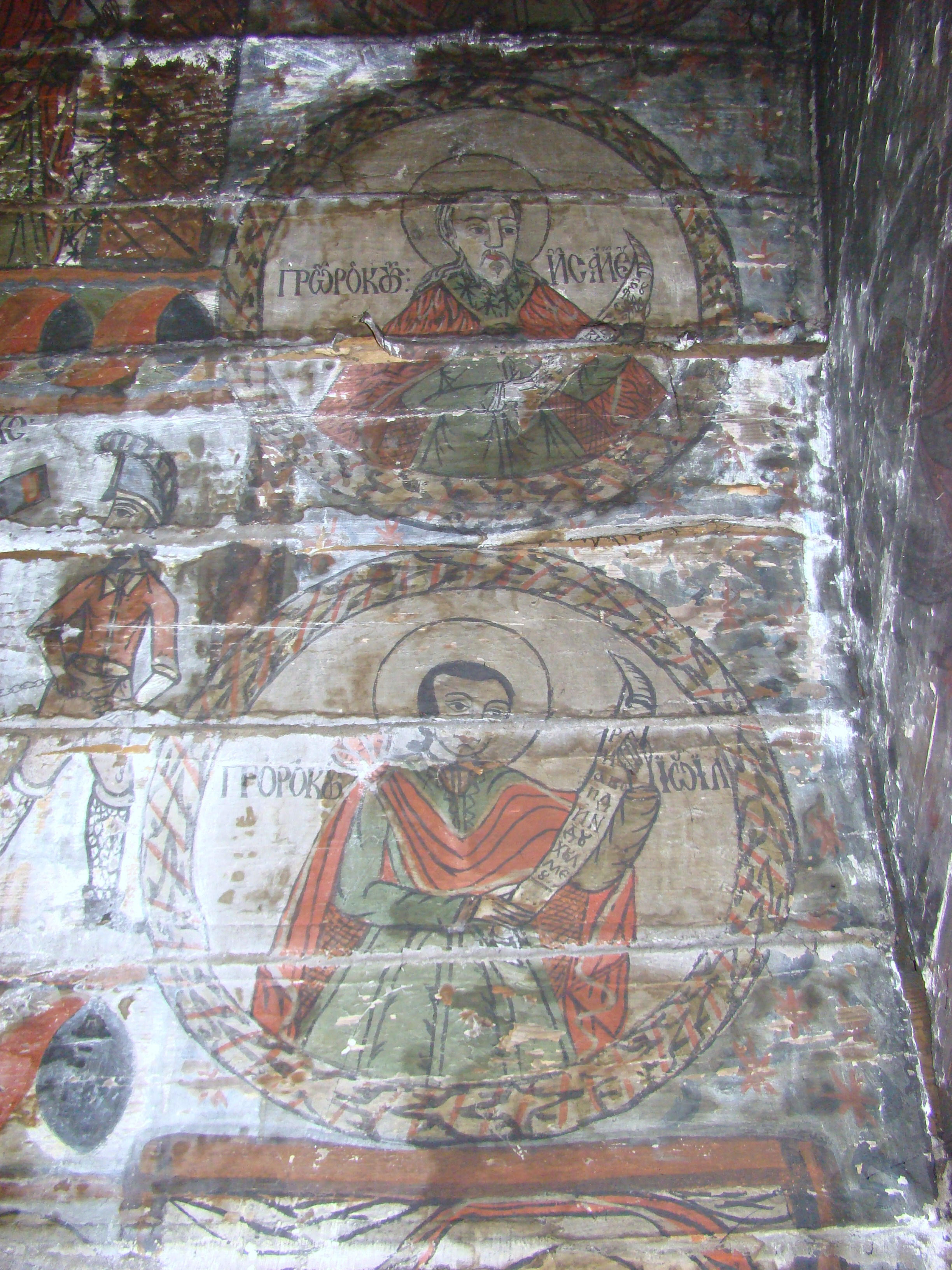
Sfinții prooroci (în medalioane)
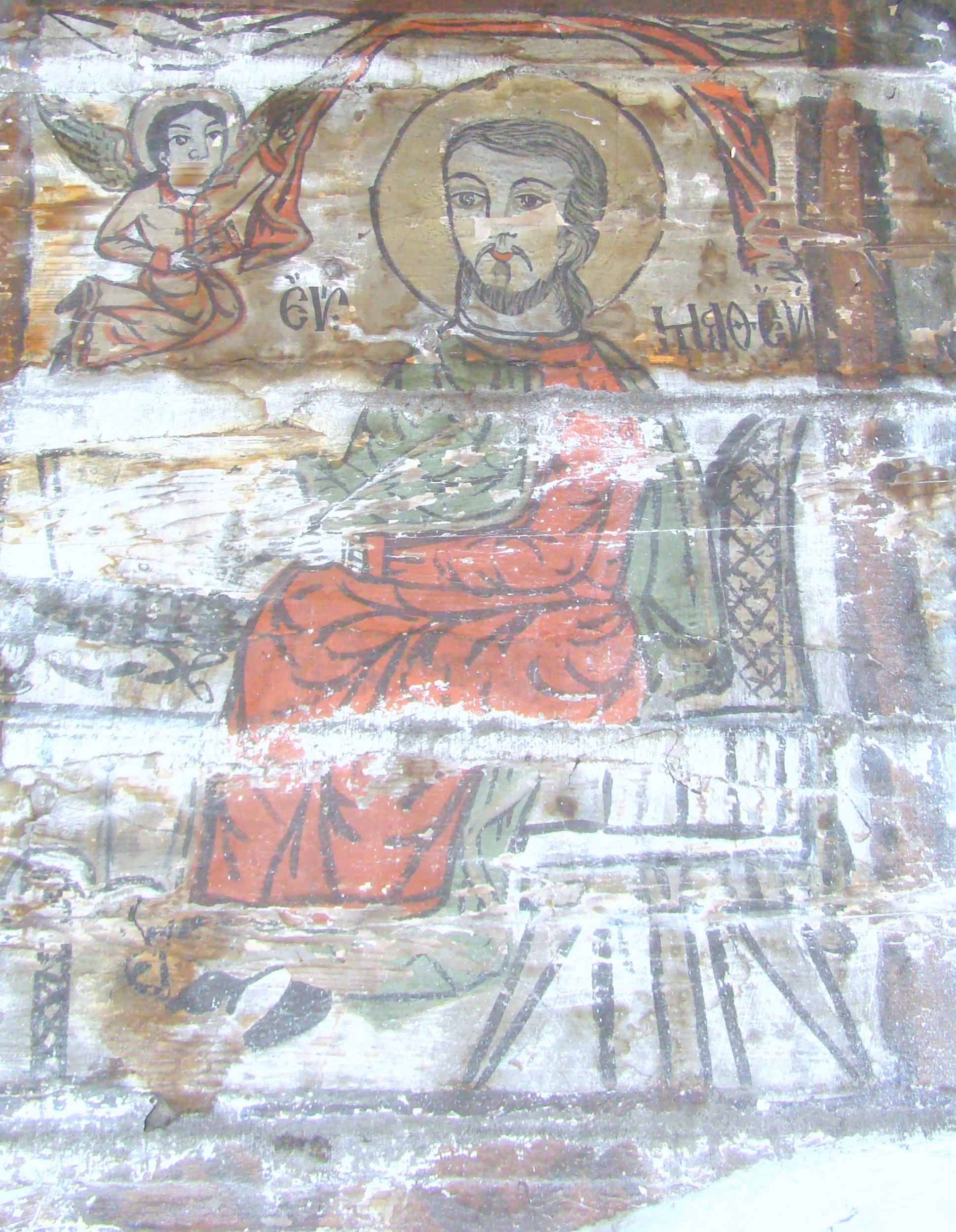
Evanghelistul Matei
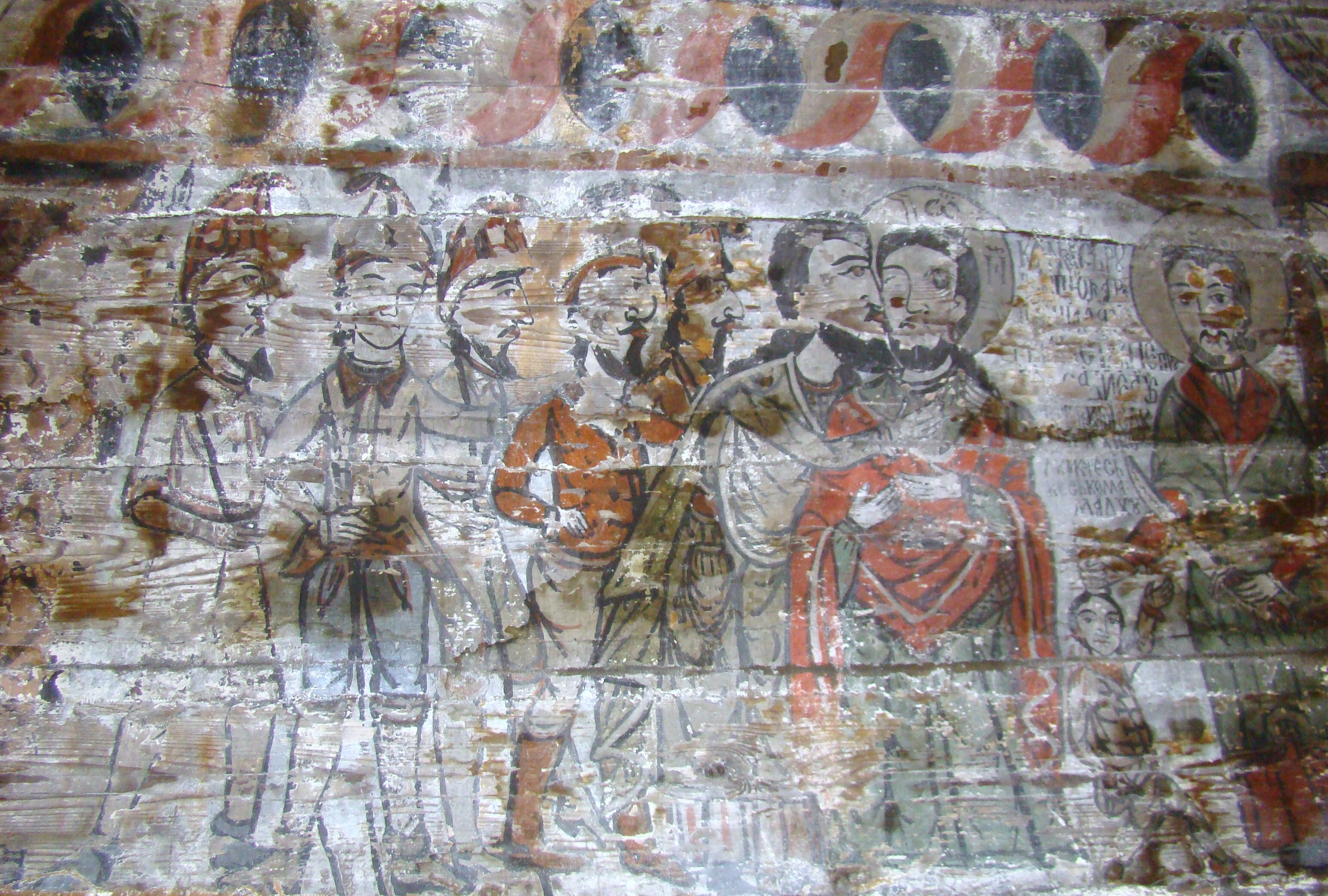
Trădarea lui Iuda
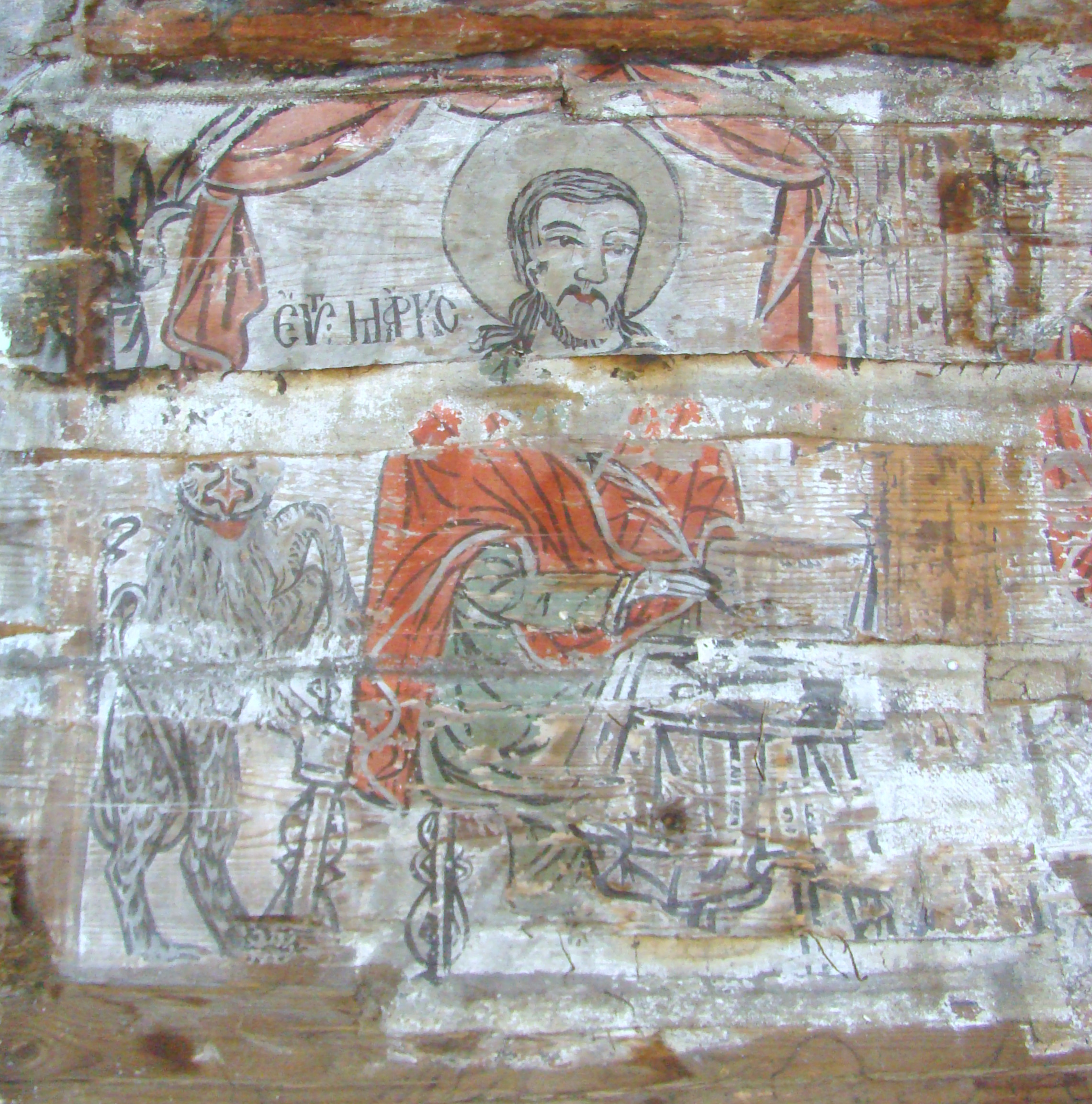
Evanghelistul Marcu
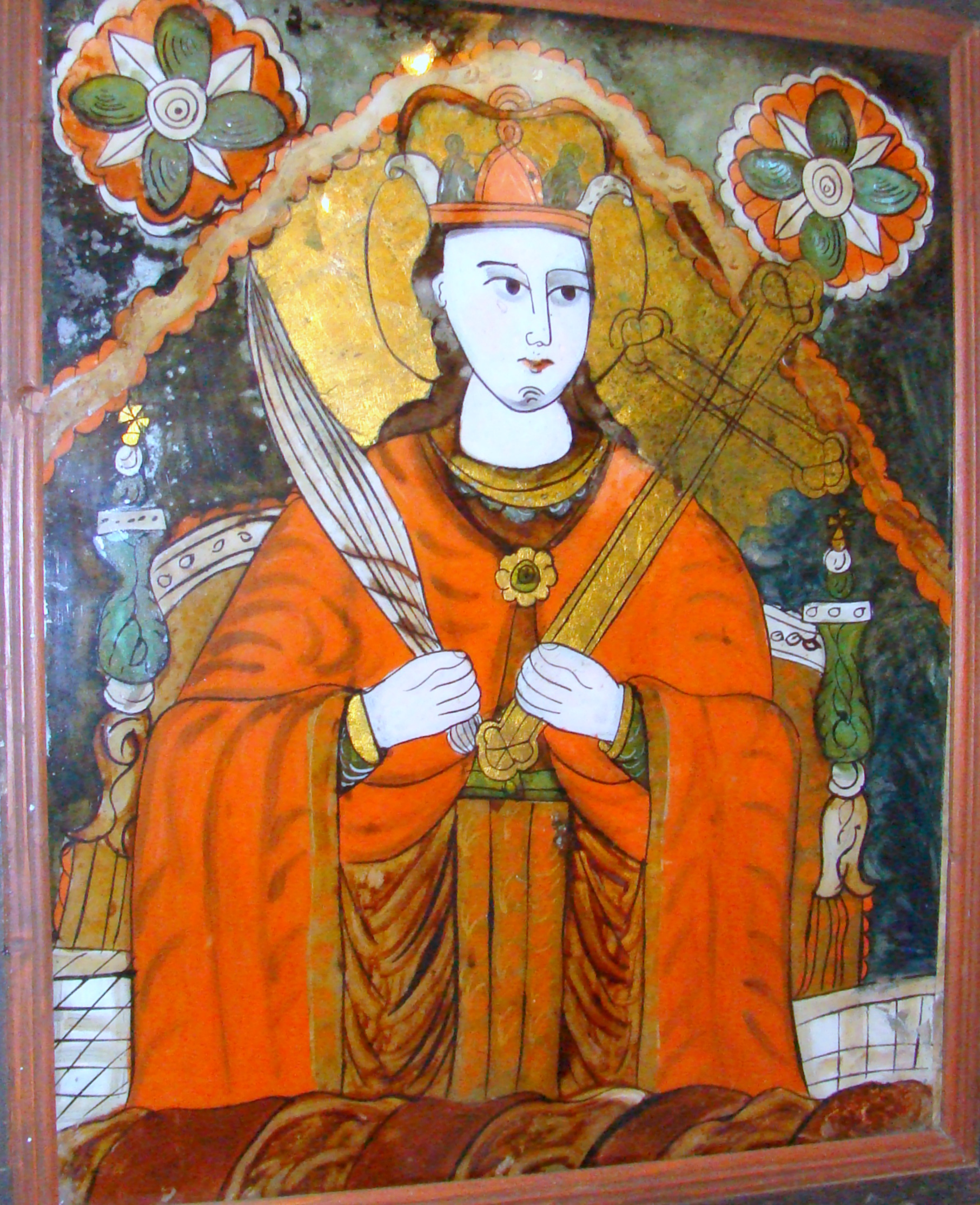
Icoană pe sticlă
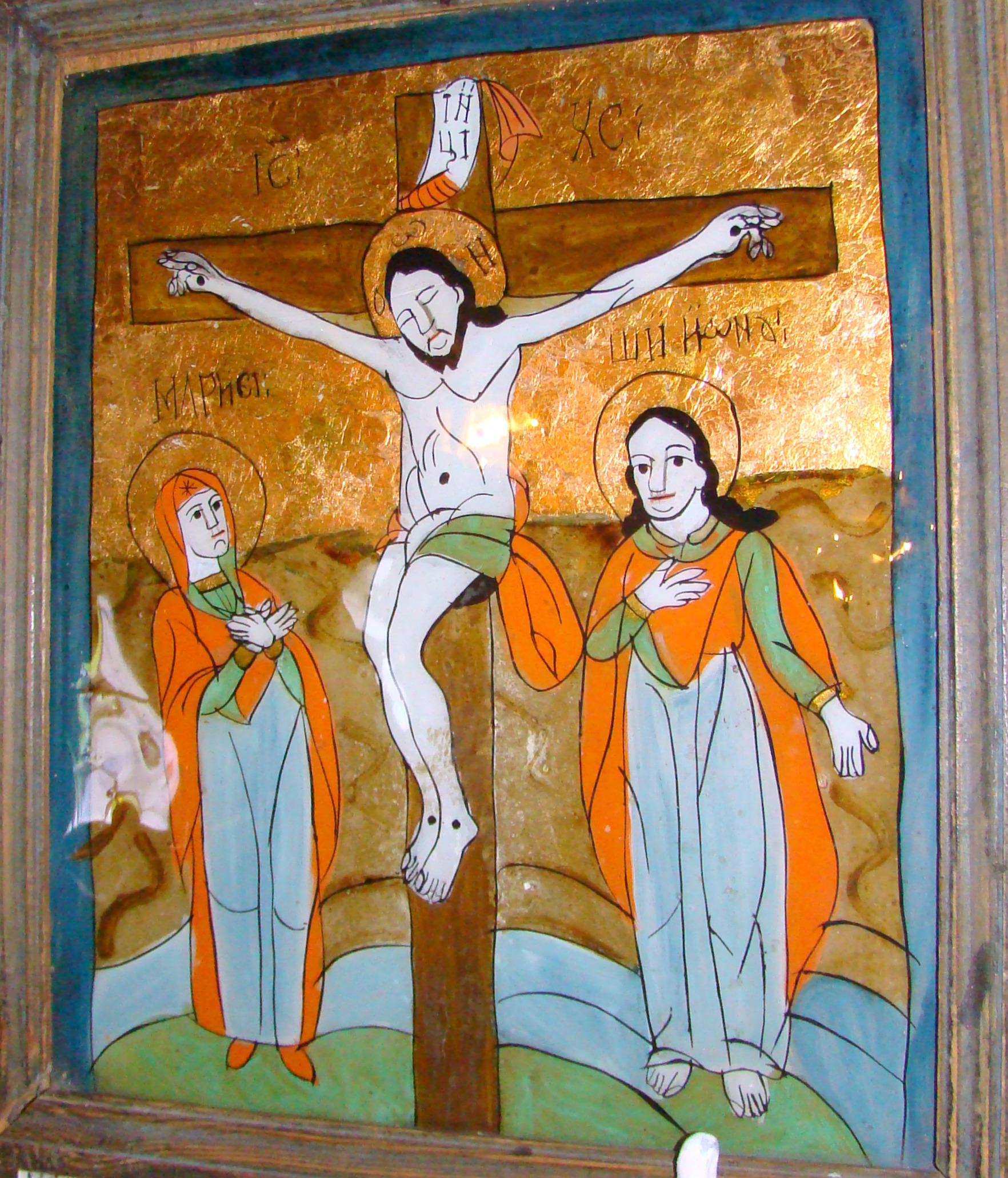
Icoană pe sticlă
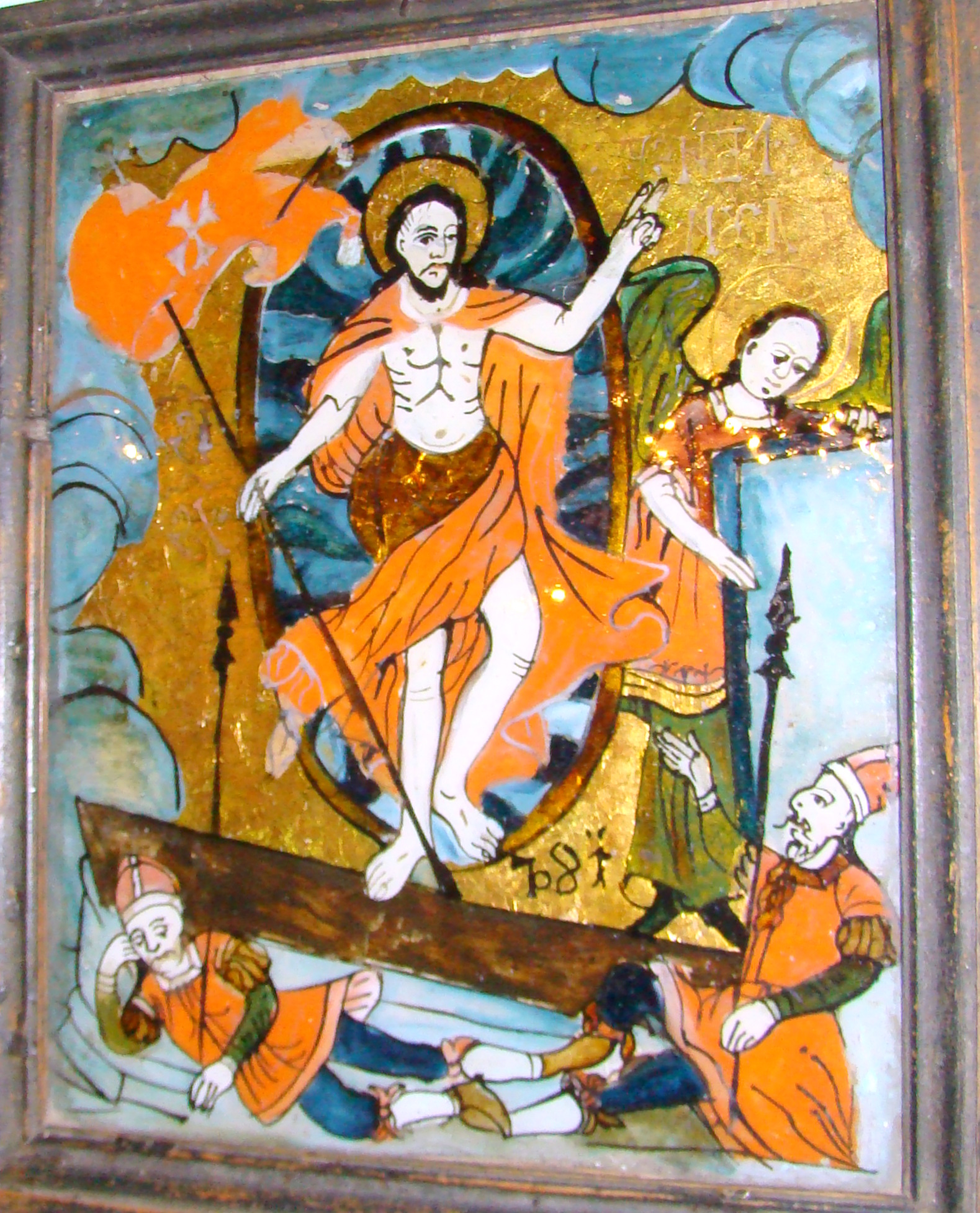
Icoană pe sticlă
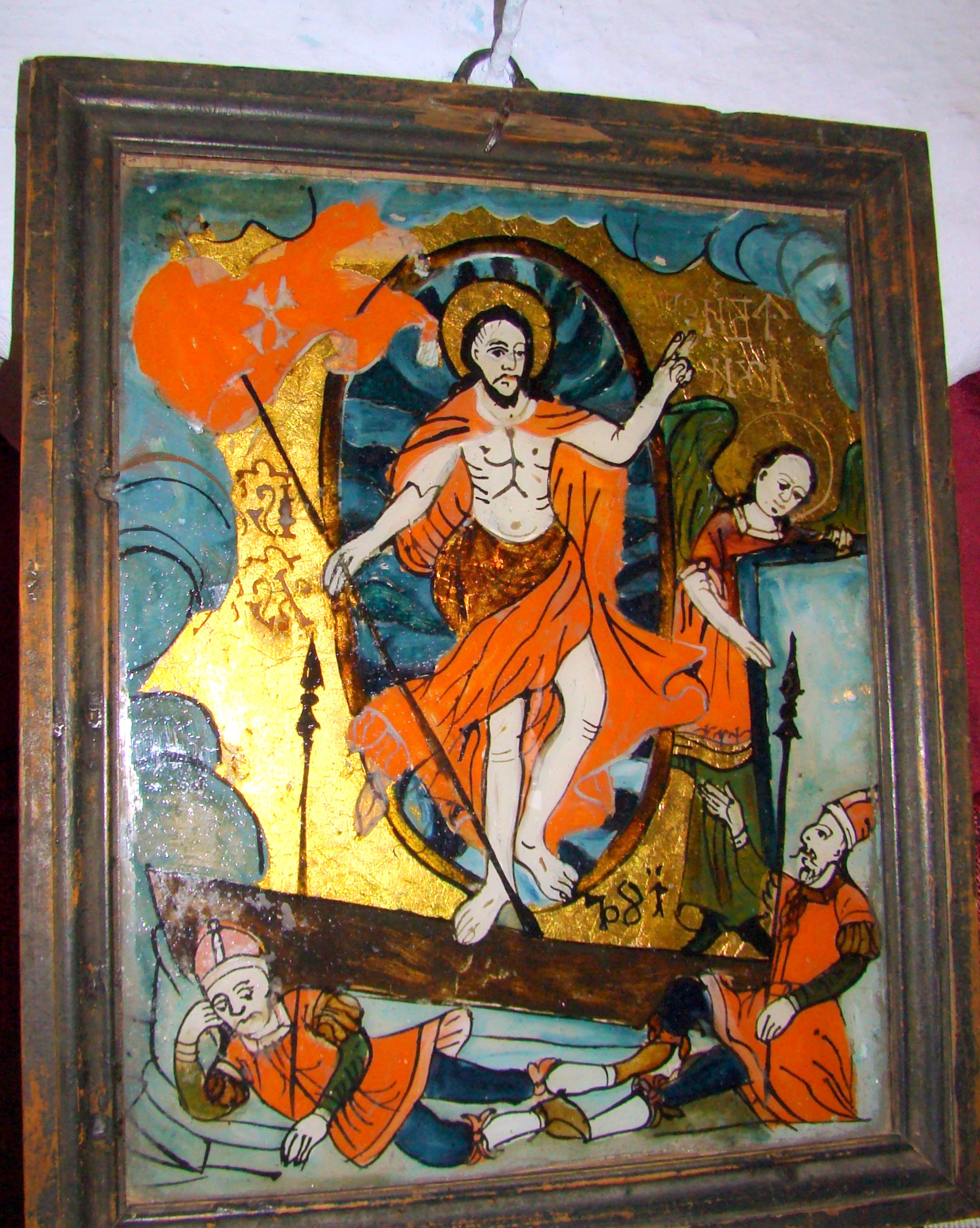
Icoană pe sticlă
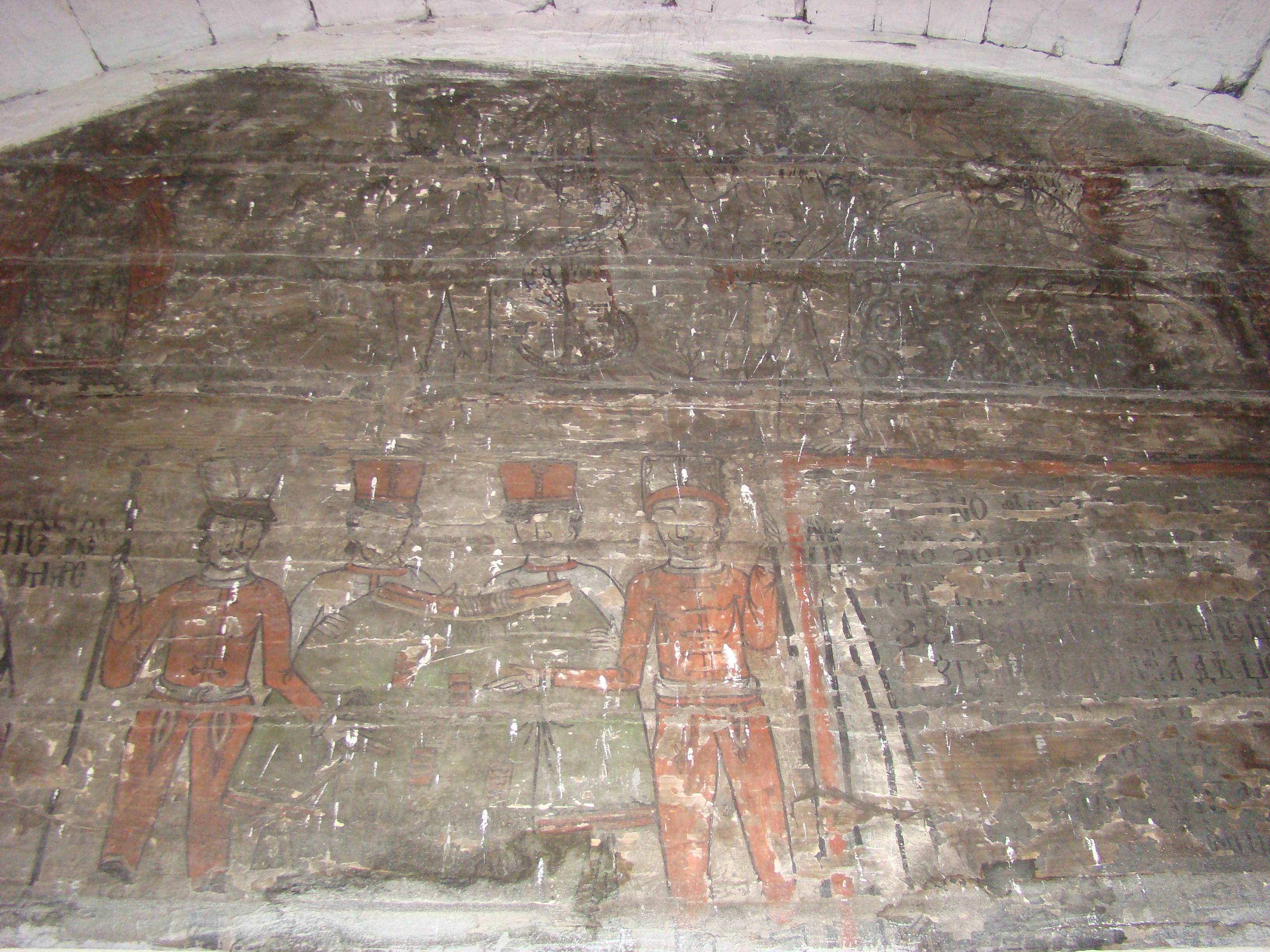
Timpanul de vest al naosului
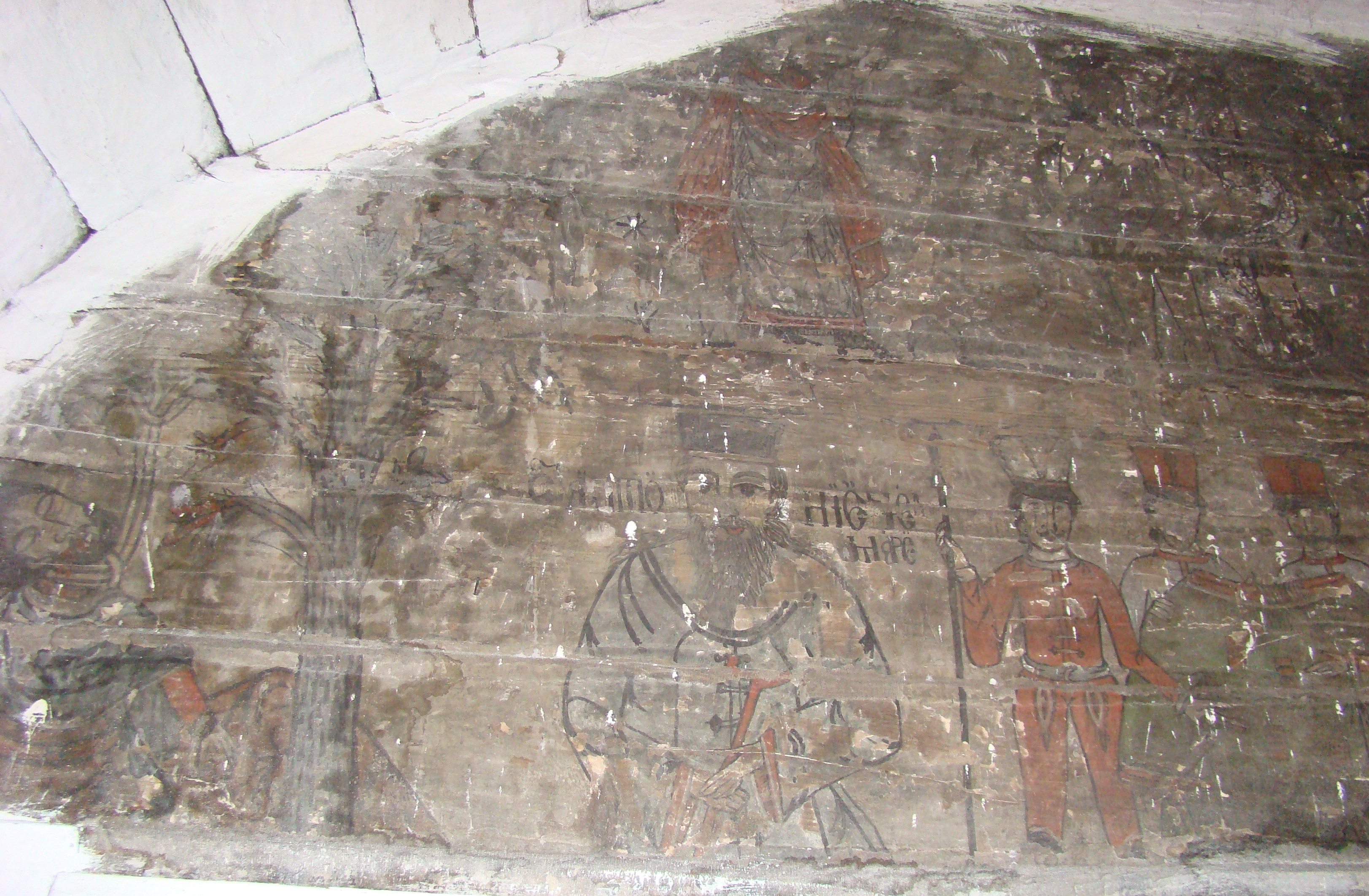
Timpanul de vest al naosului
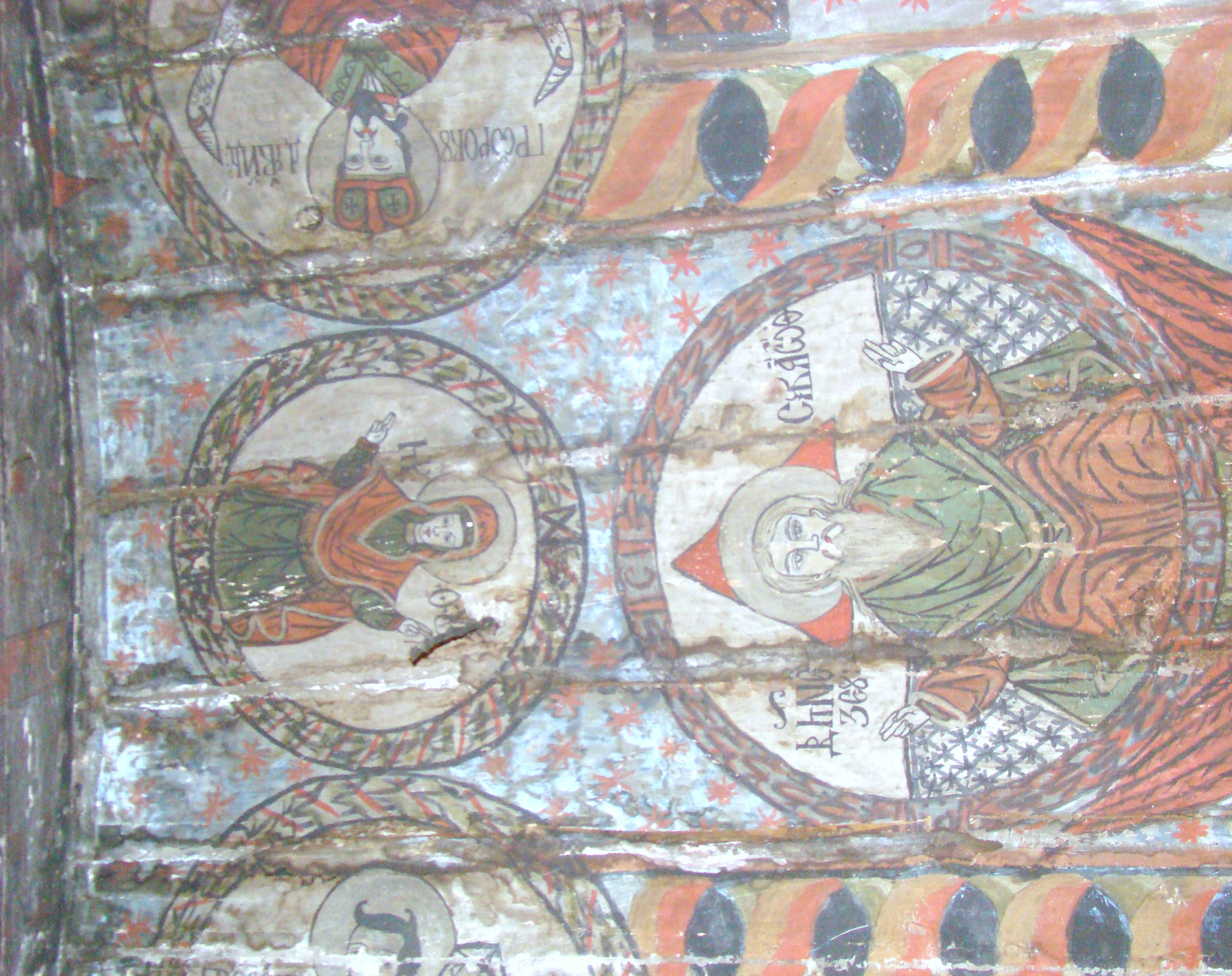
Bolta naosului: Tatăl savaot și Maria orantă
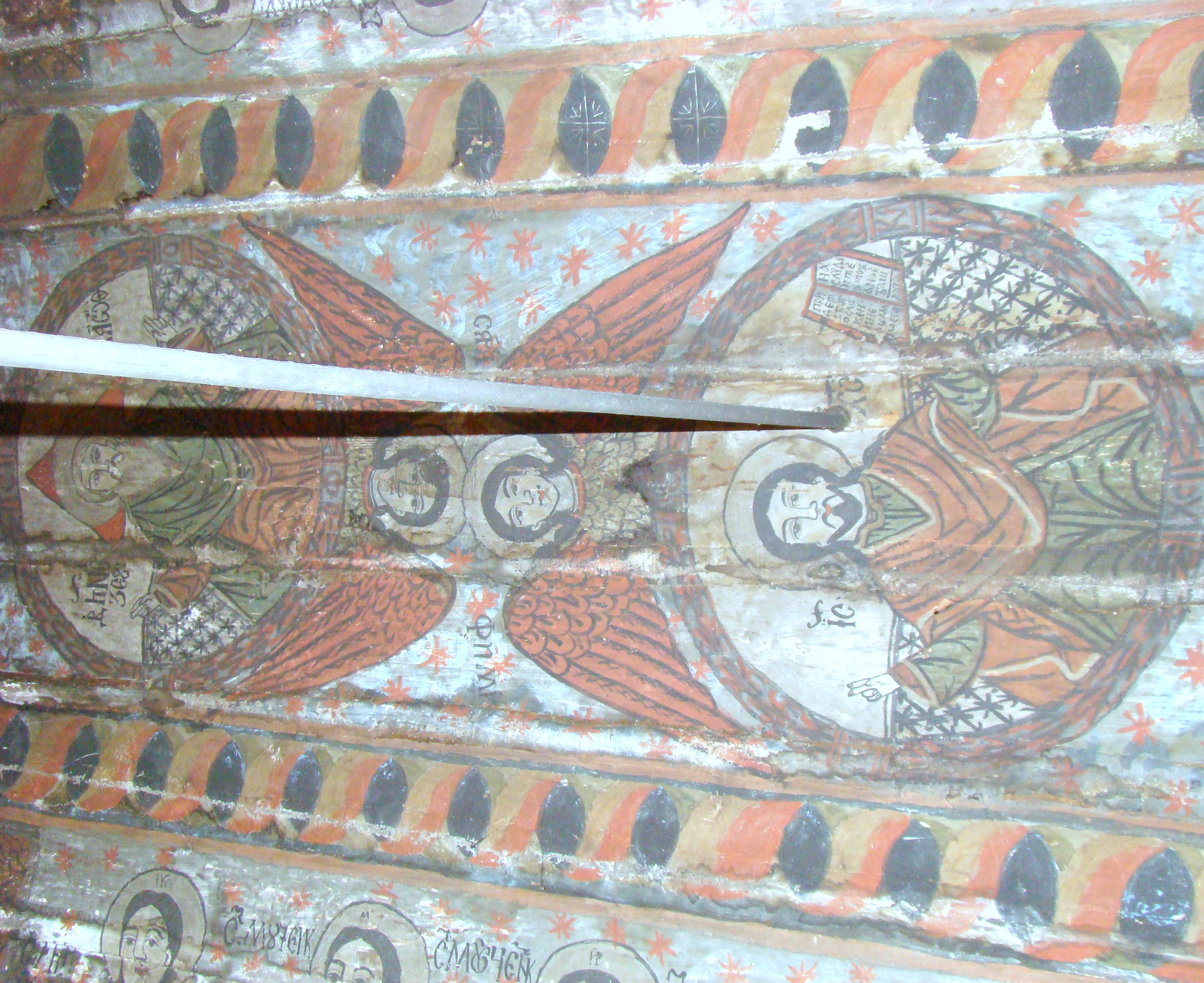
Bolta naosului: Tatăl savaot și Isus Hristos
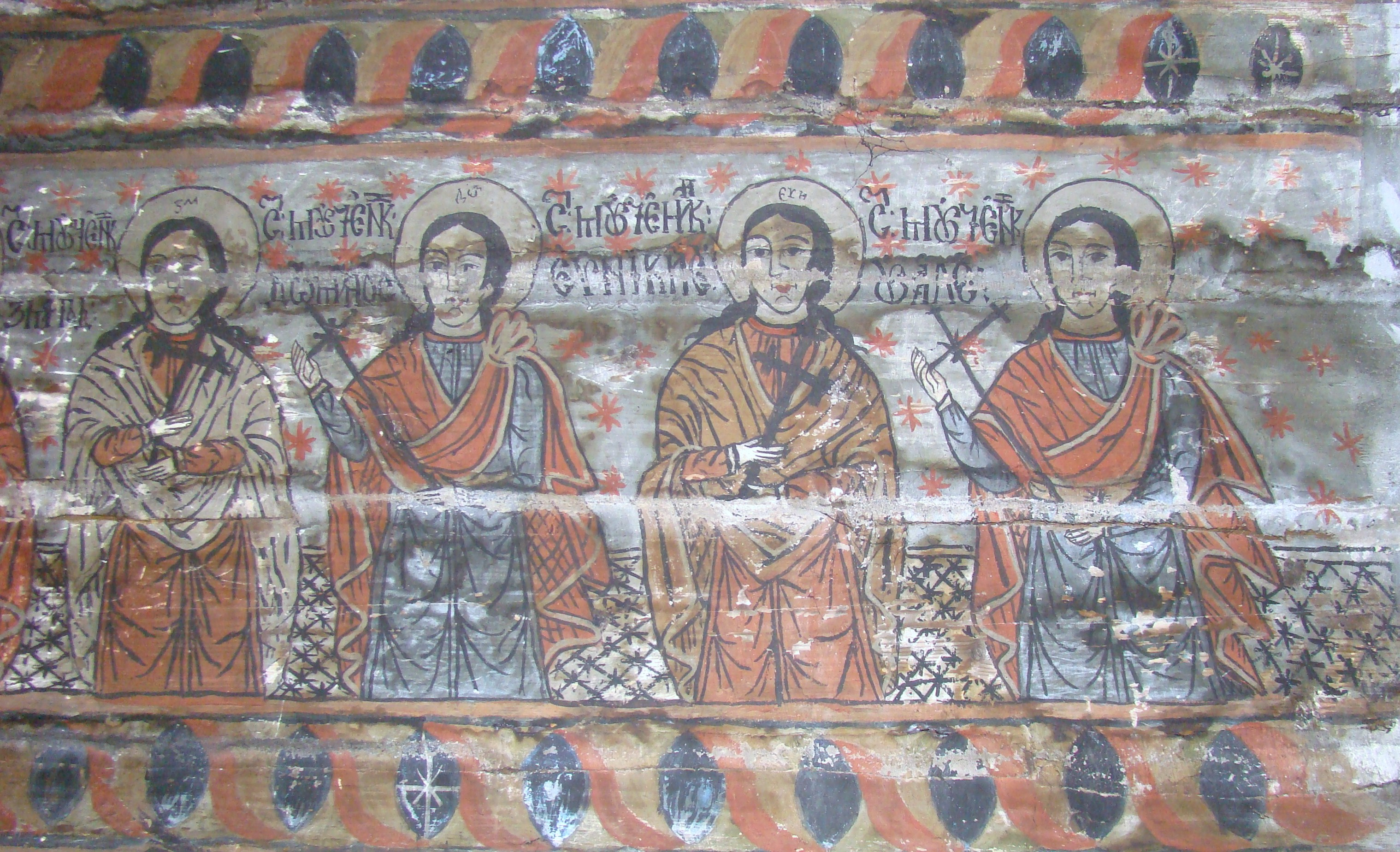
Sfinții mucenici
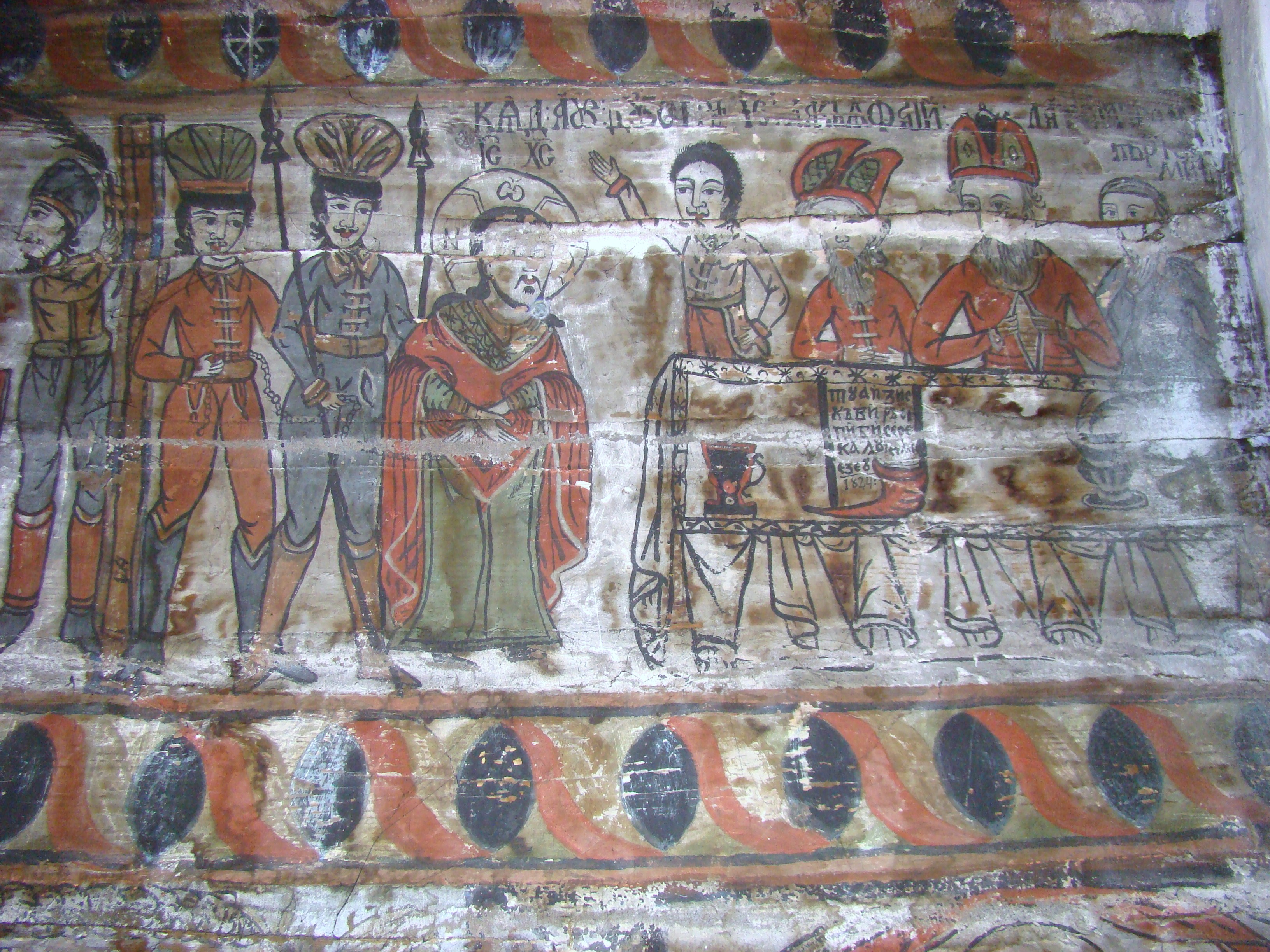
Pictura naosului
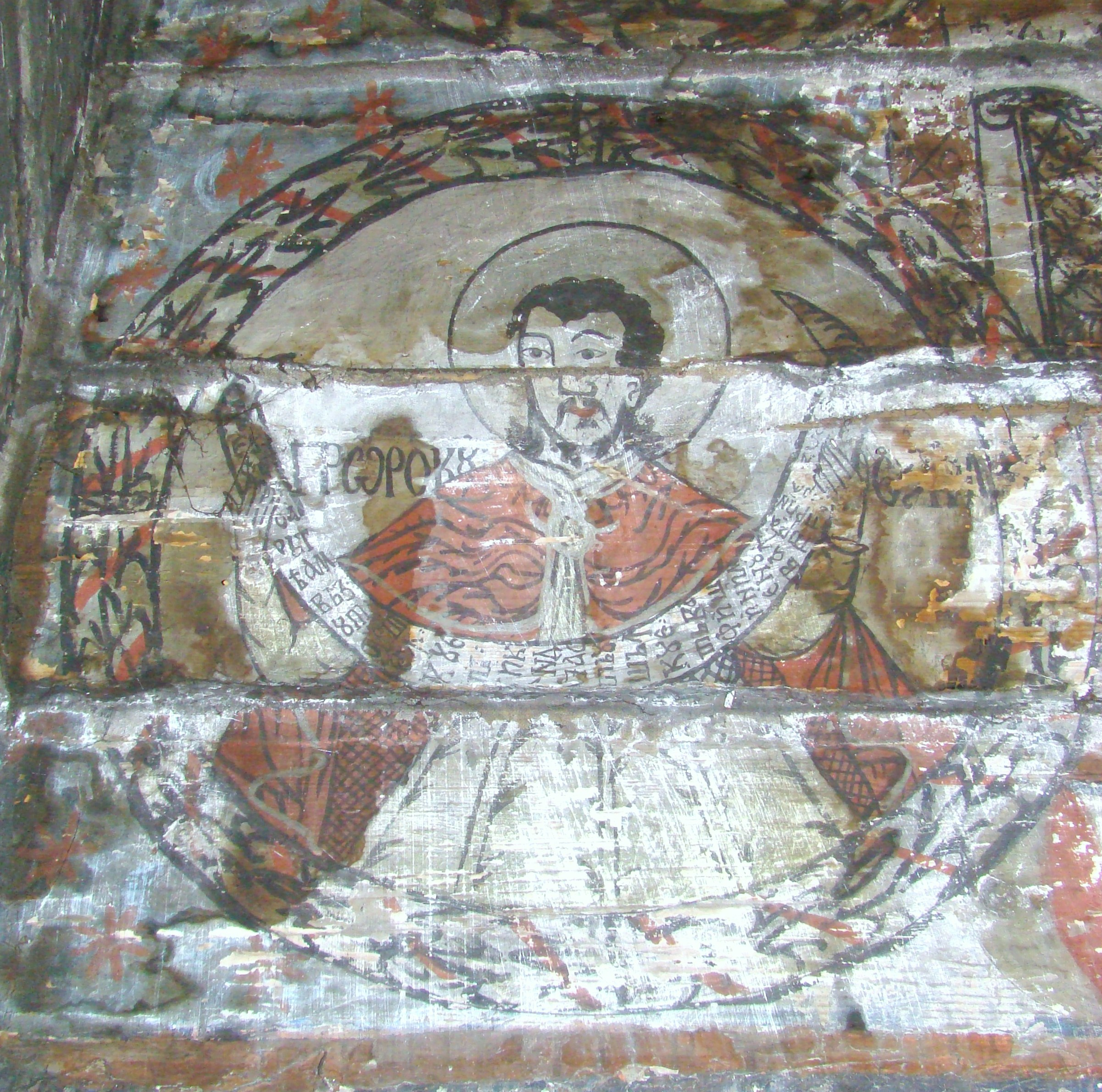
Sfinții prooroci (în medalioane)
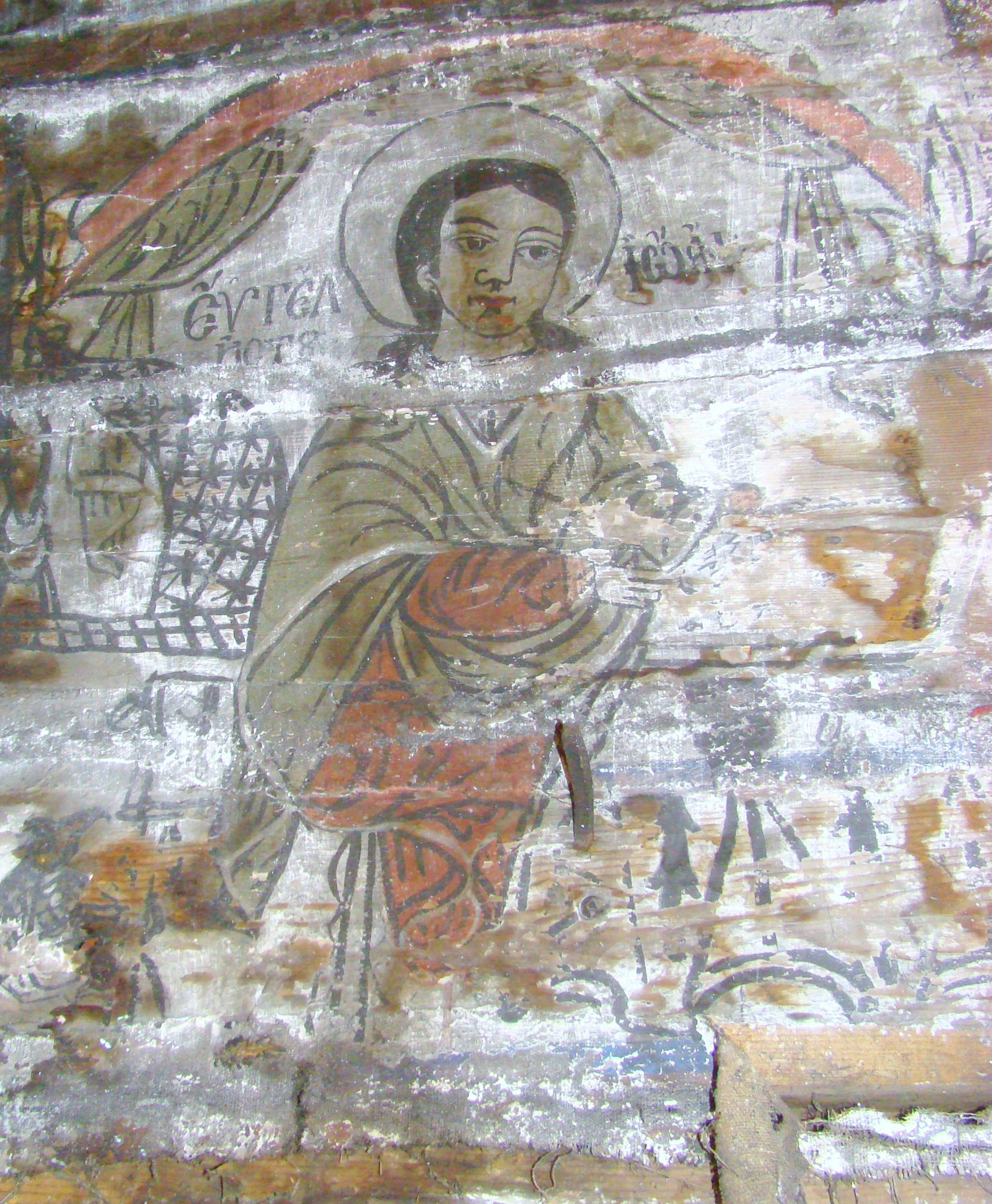
Evanghelistul Ioan
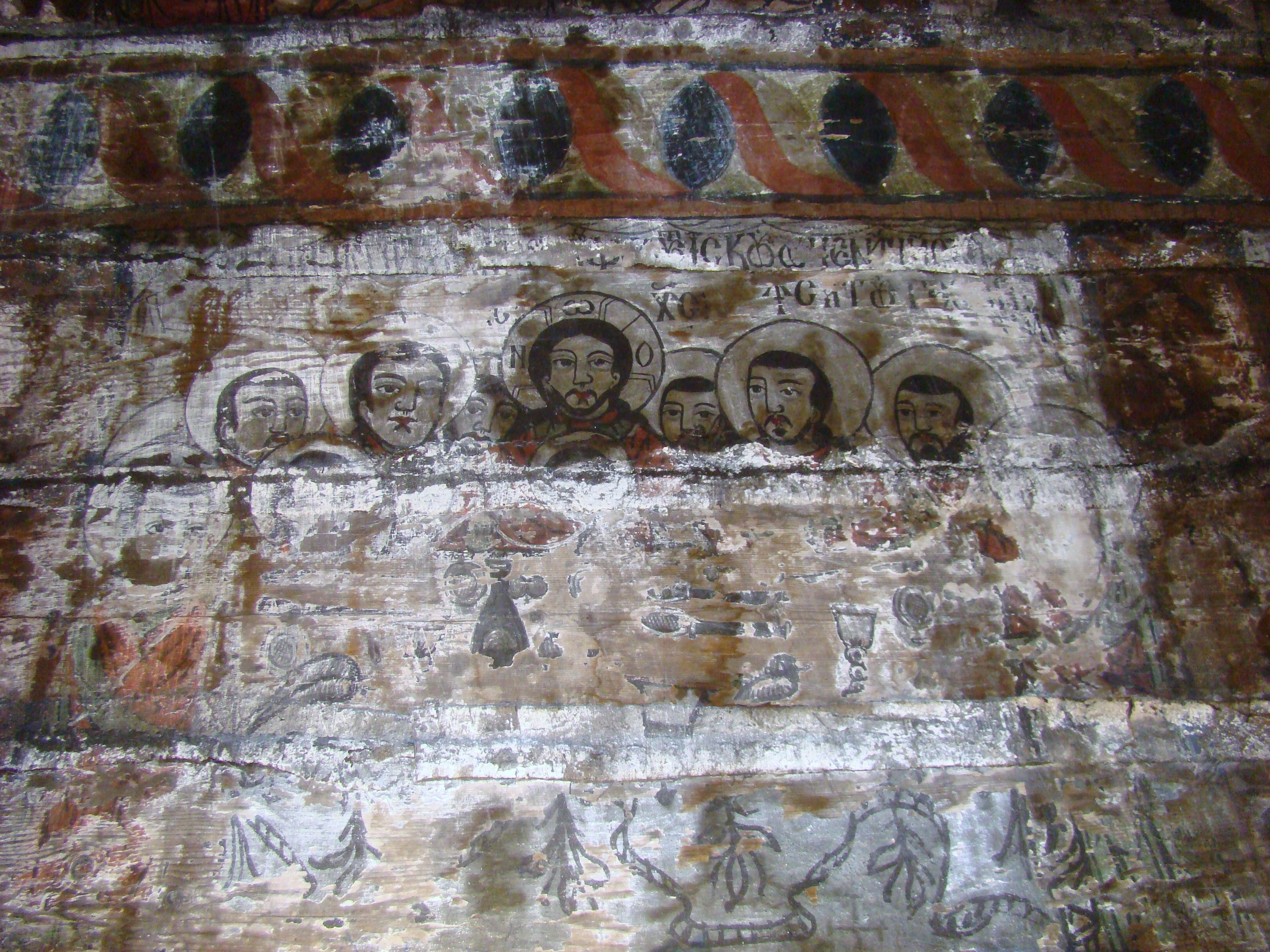
Cina cea de taină
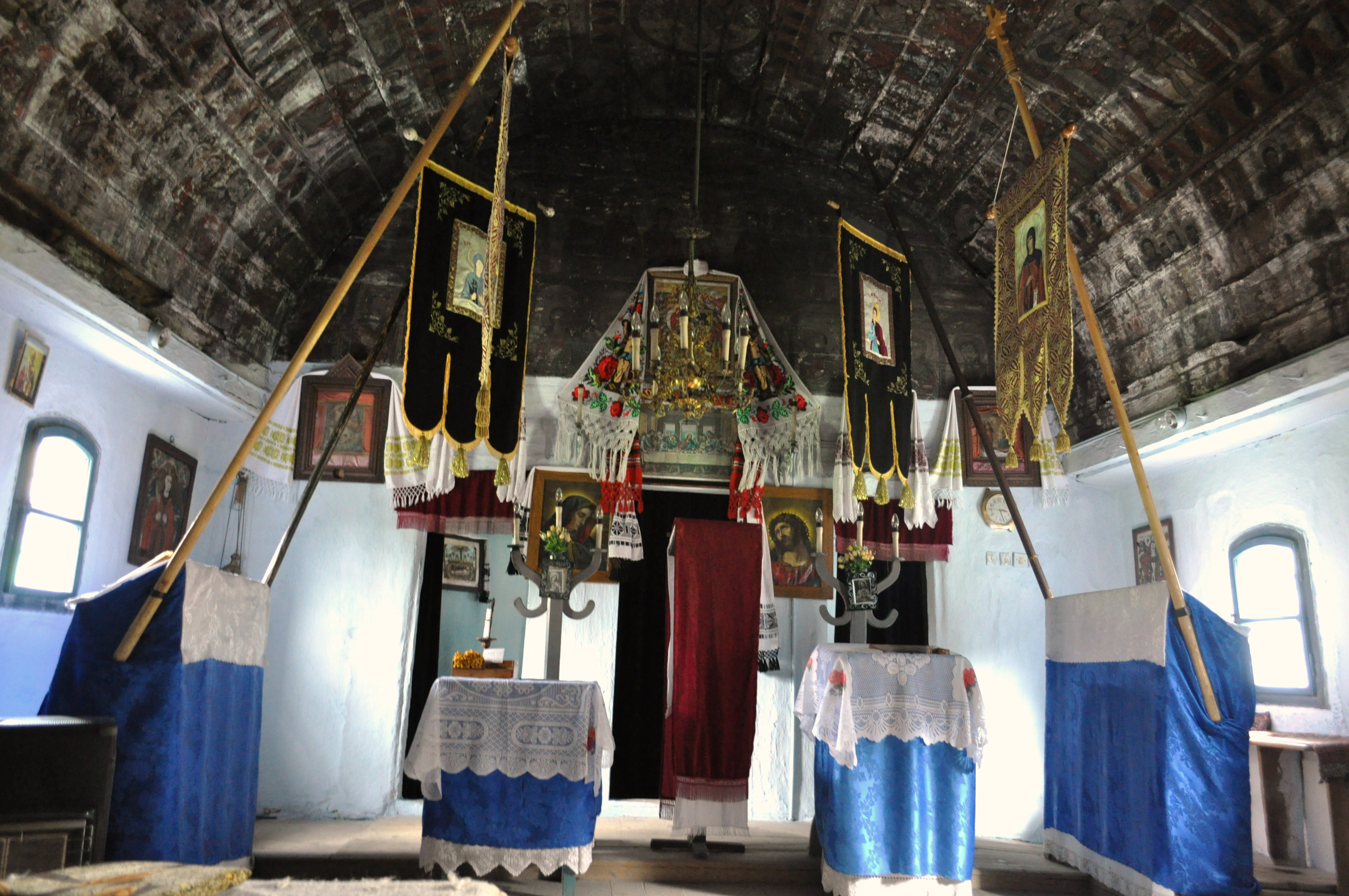
Interiorul navei
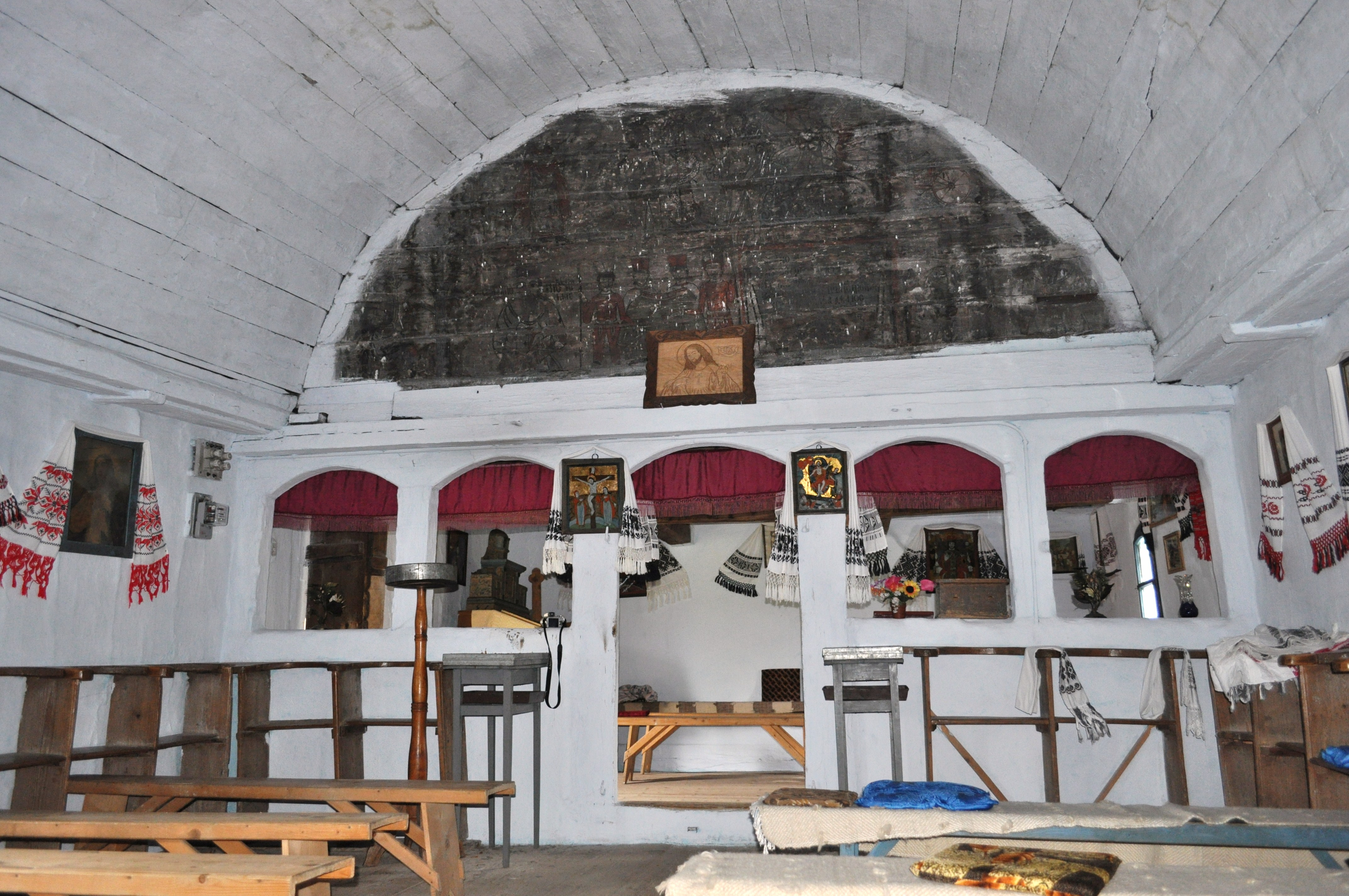
Interiorul navei spre pronaos
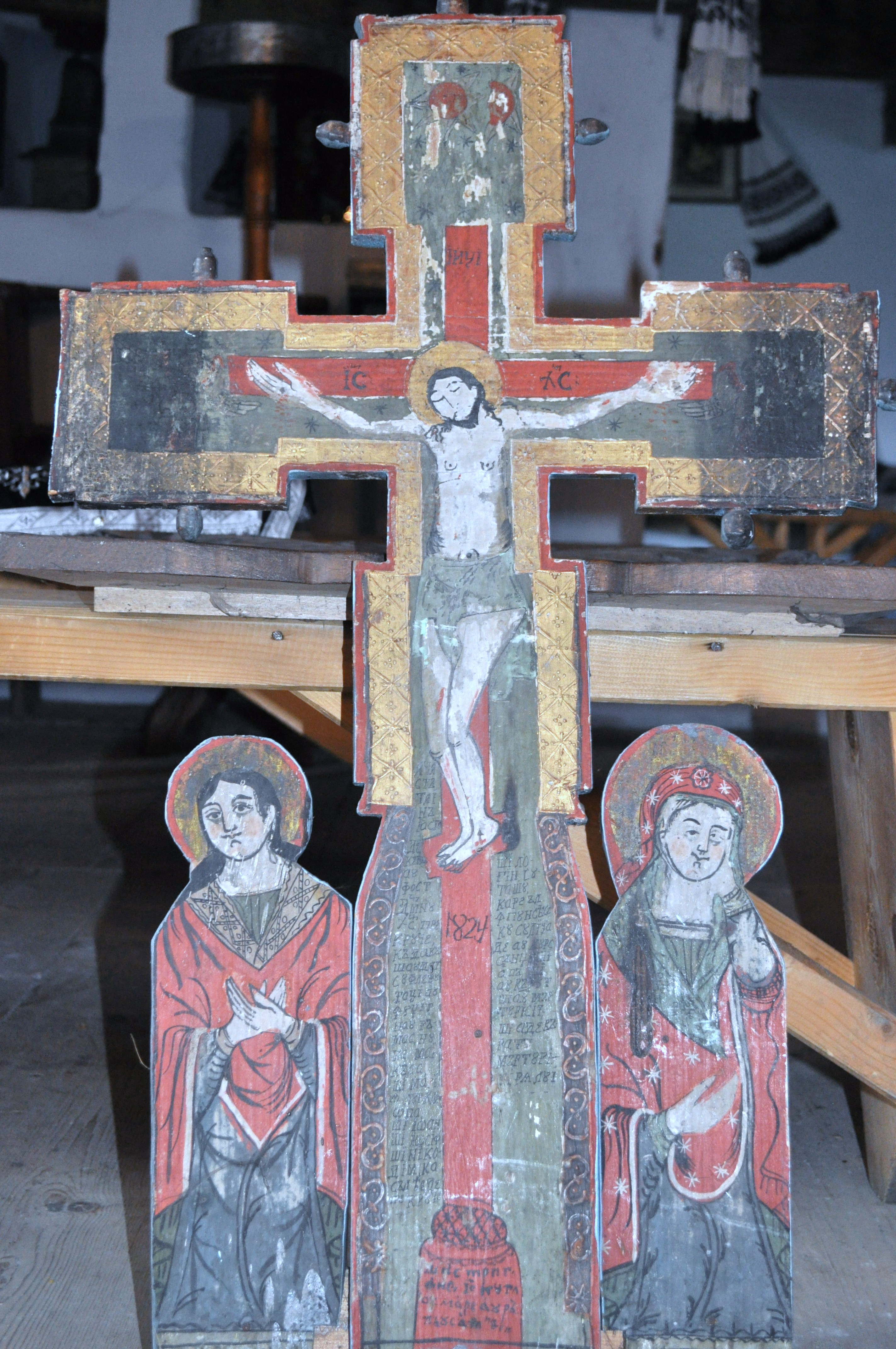
Cruce de lemn pictată
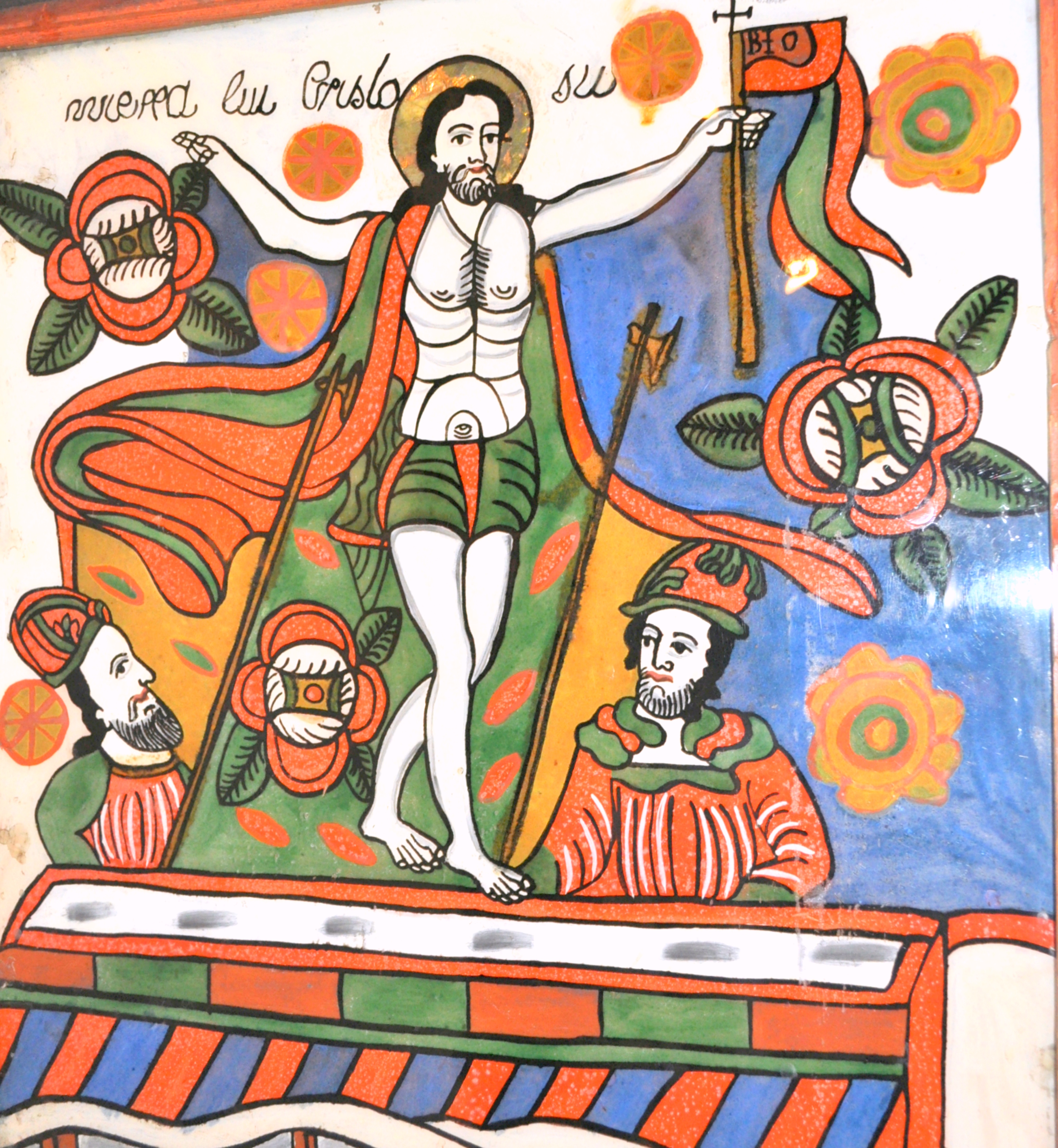
Icoană pe sticlă
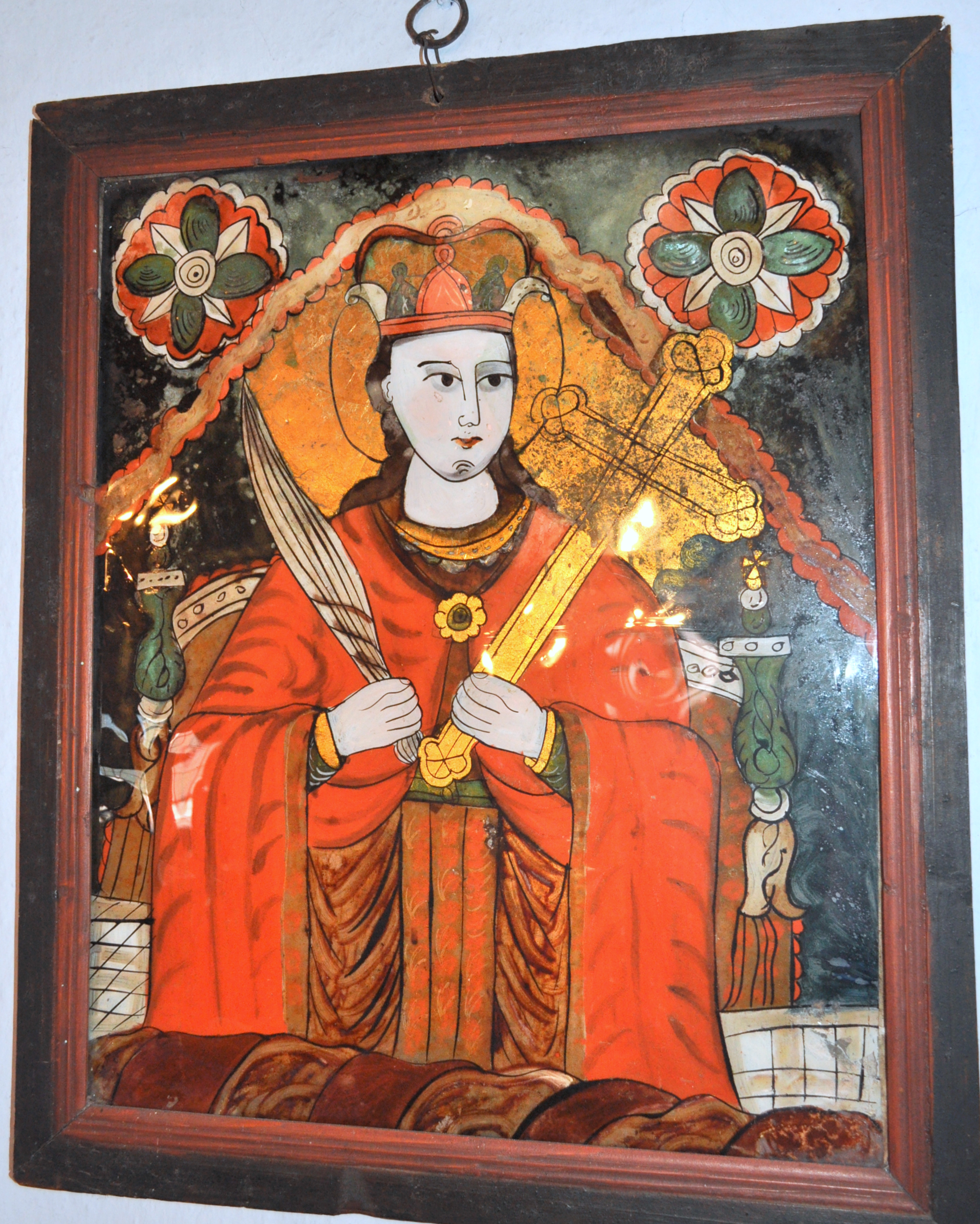
Icoană pe sticlă
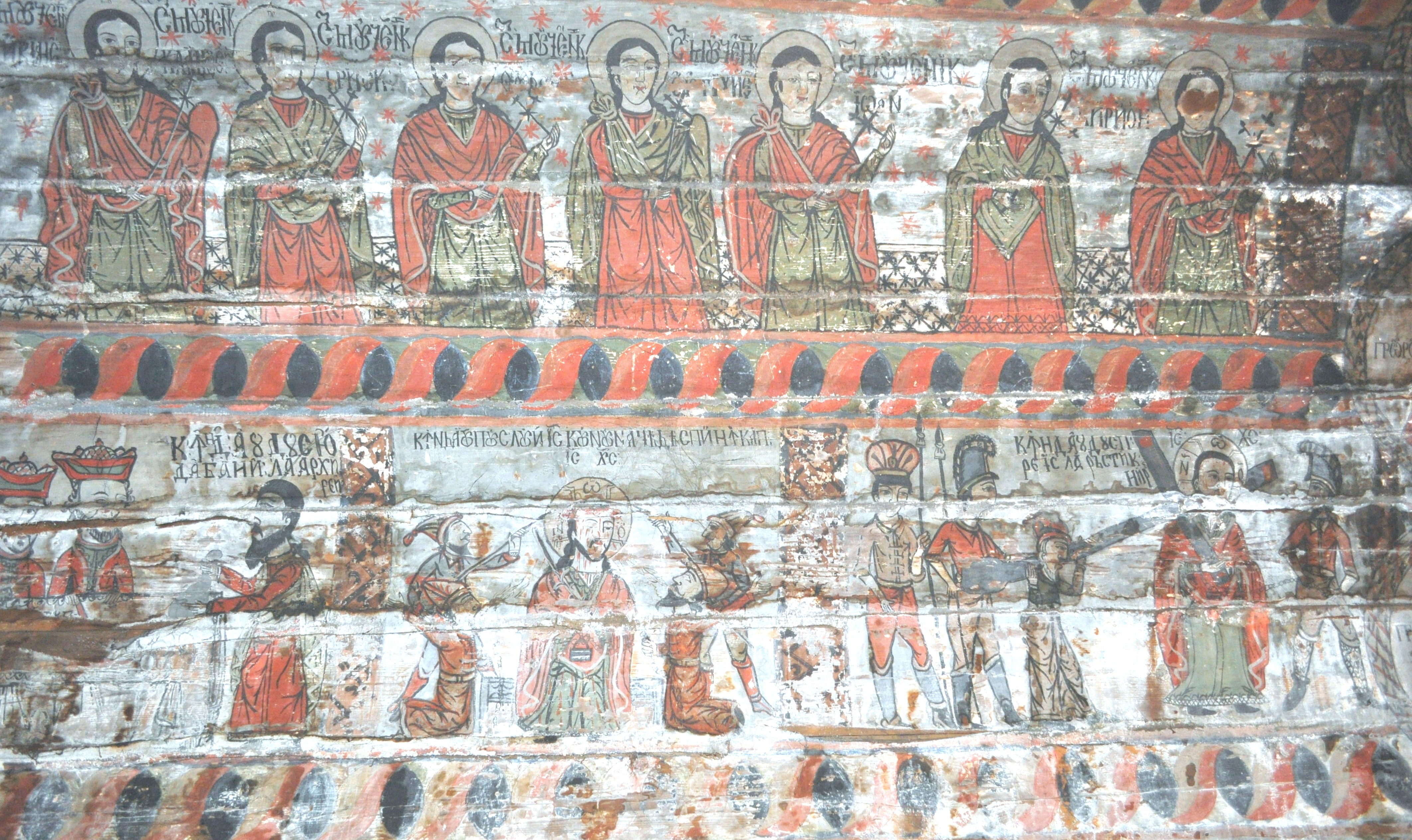
Pictura naosului: sus-Sfinții mucenici, jos-Patimile lui Isus
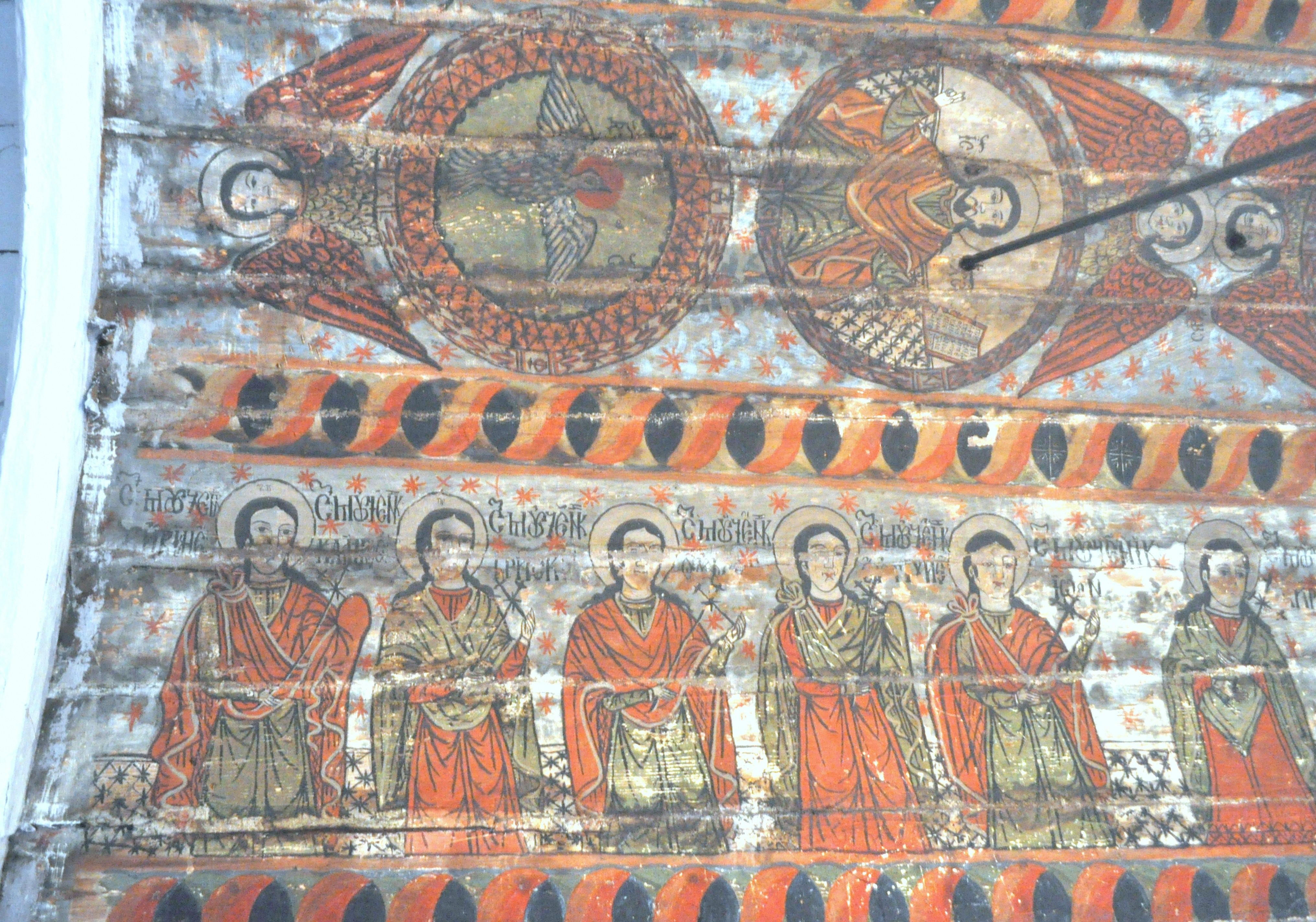
Sfinții mucenici
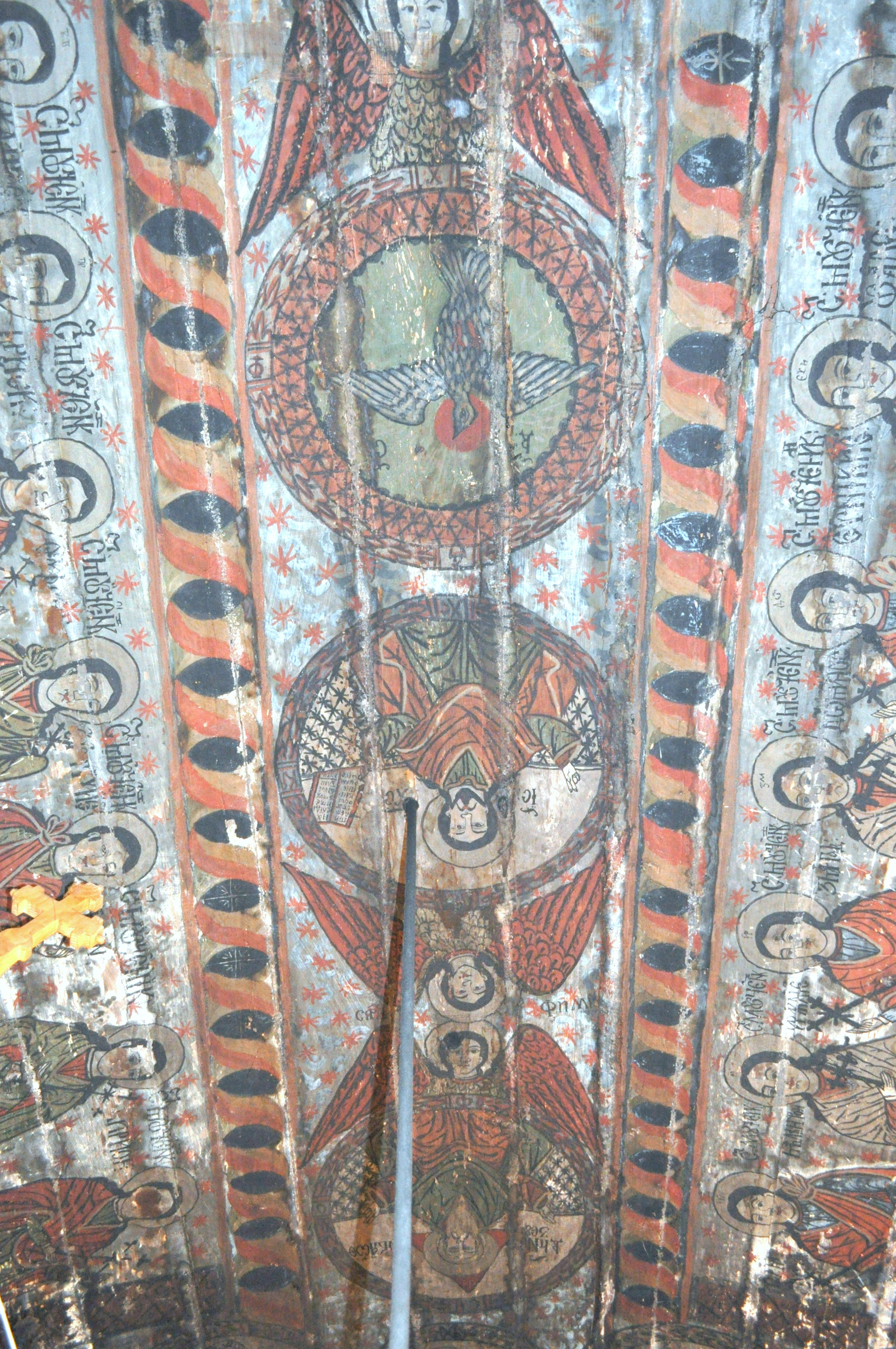
Bolta naosului
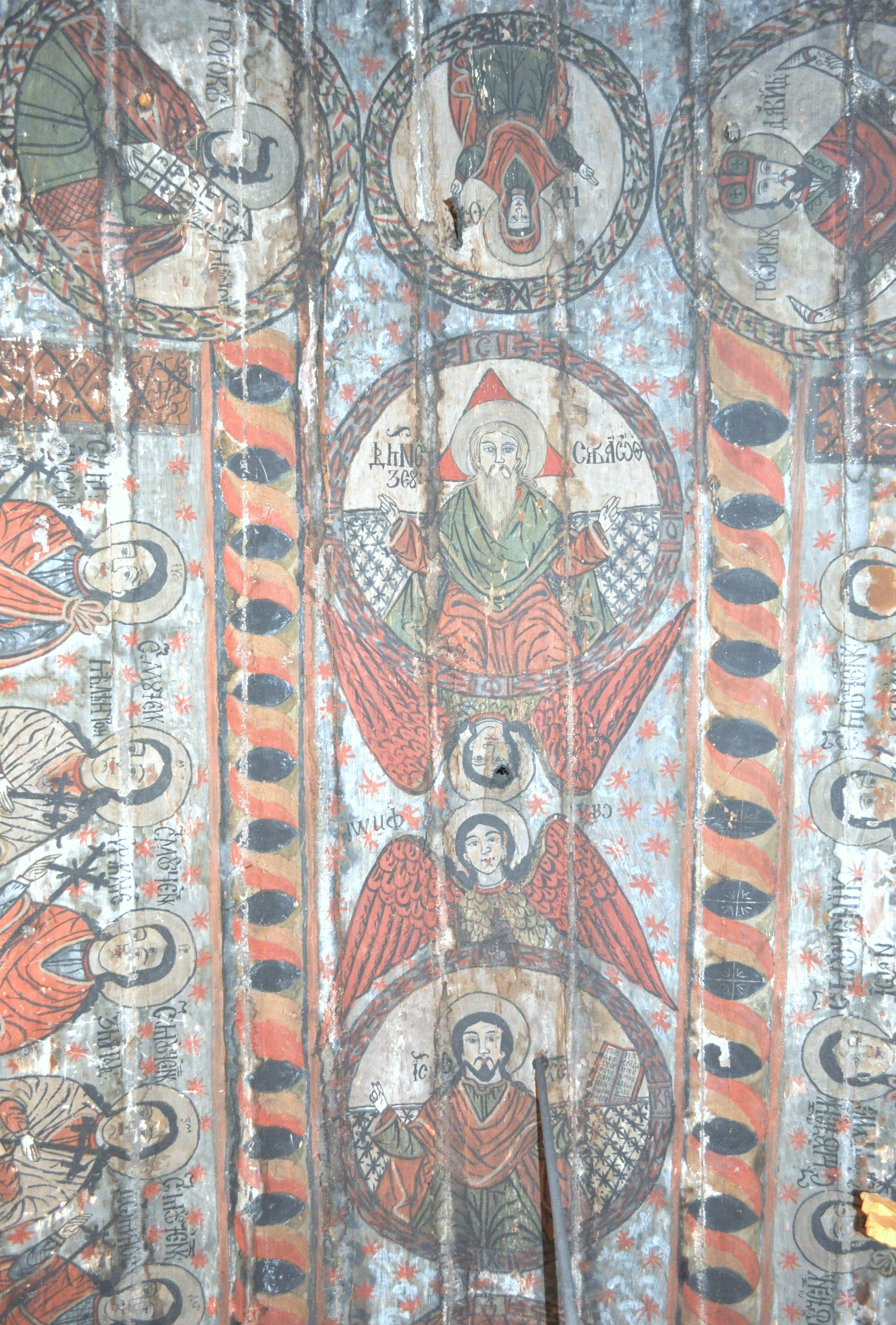
Bolta naosului
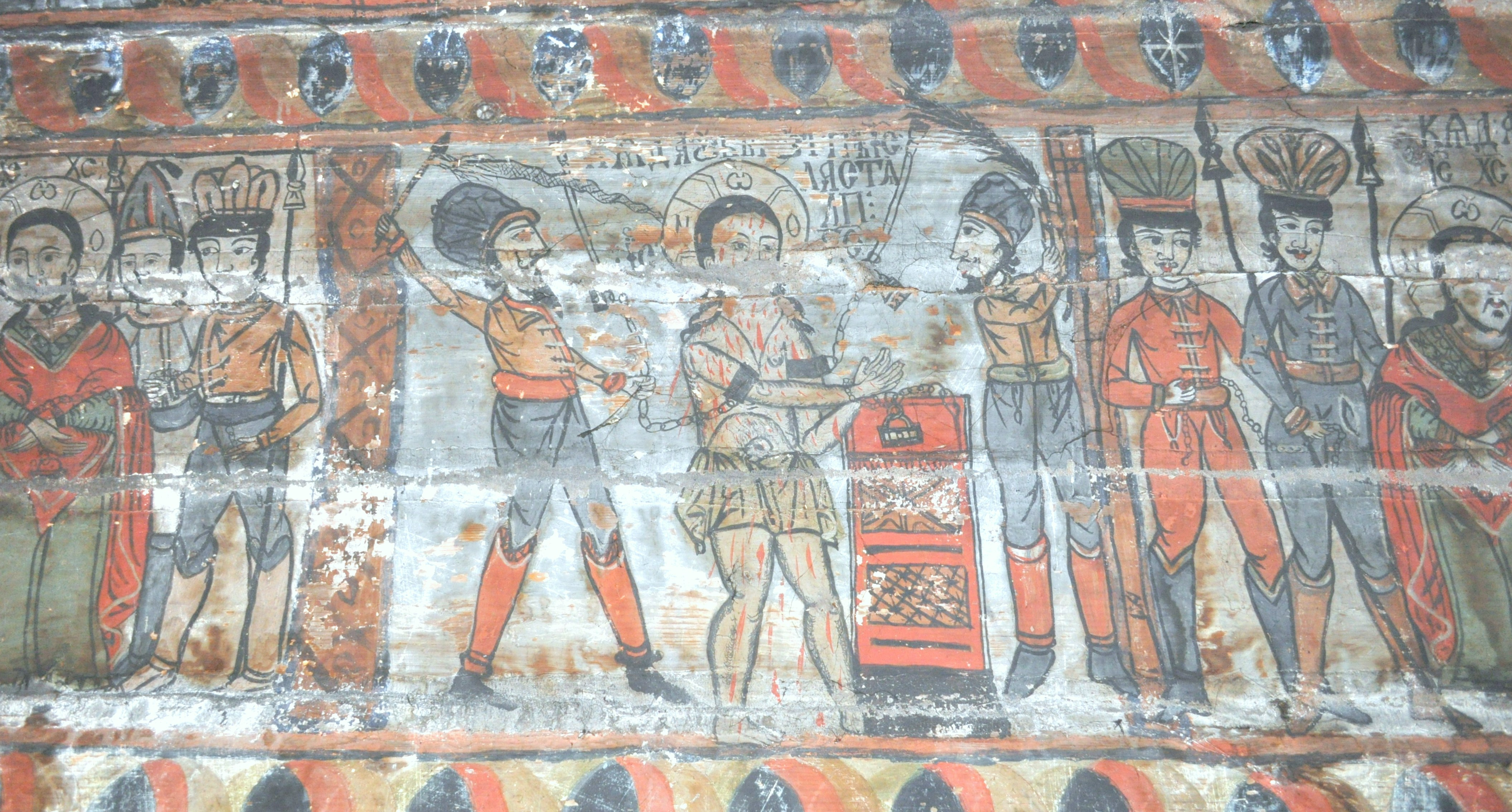
Patimile lui Isus
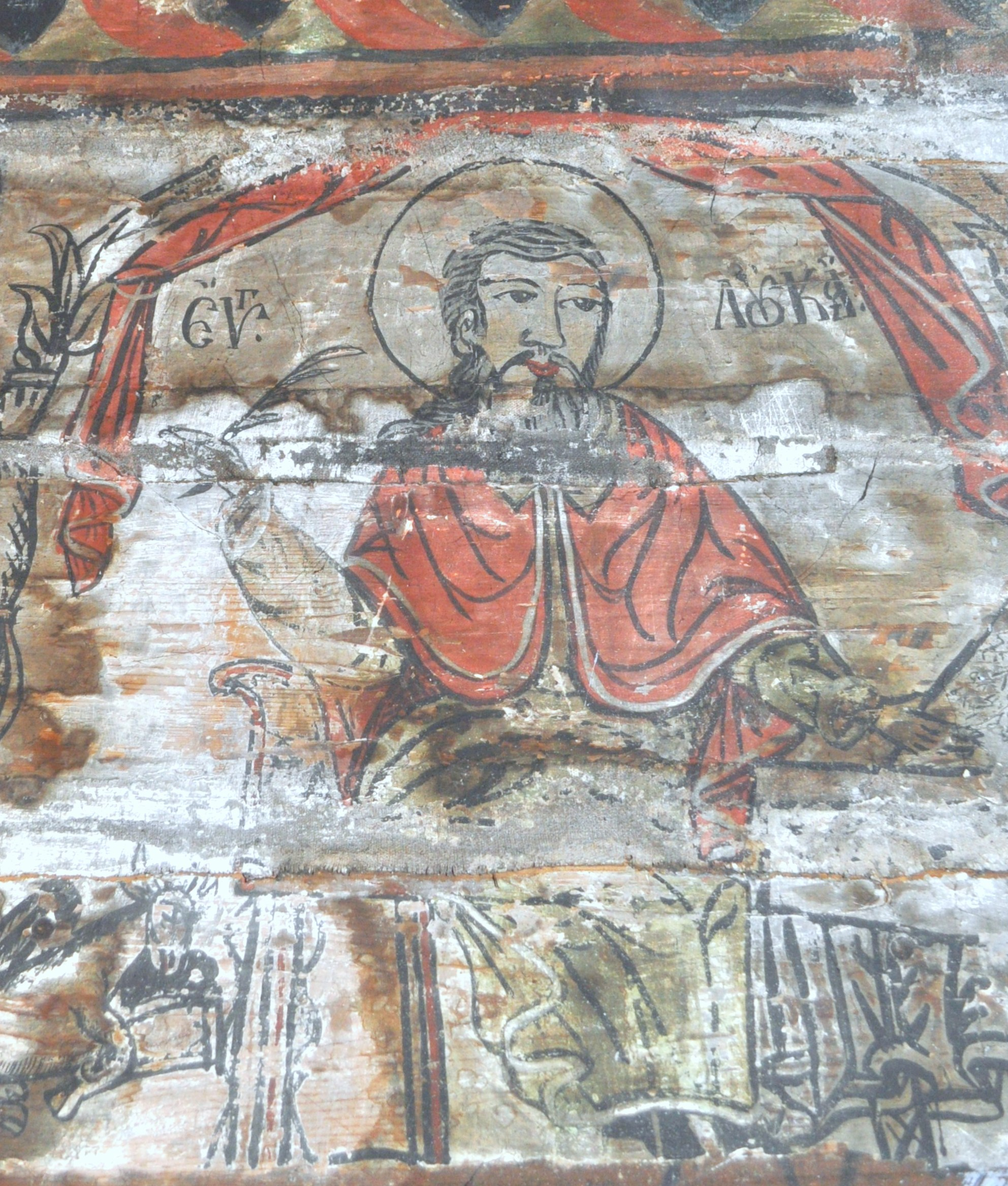
Evanghelistul Luca
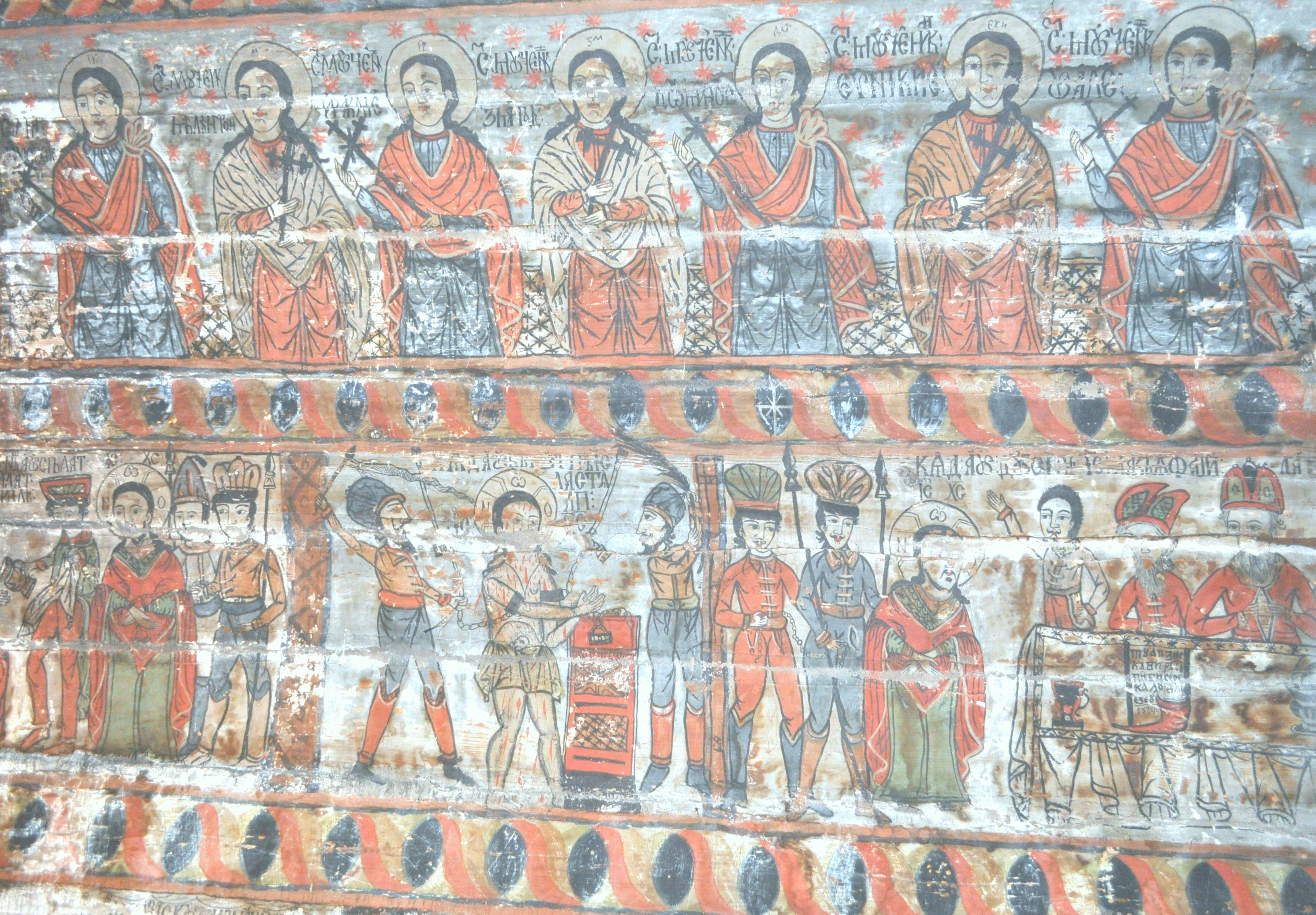
Pictura naosului: sus-Sfinții mucenici, jos-Patimile lui Isus
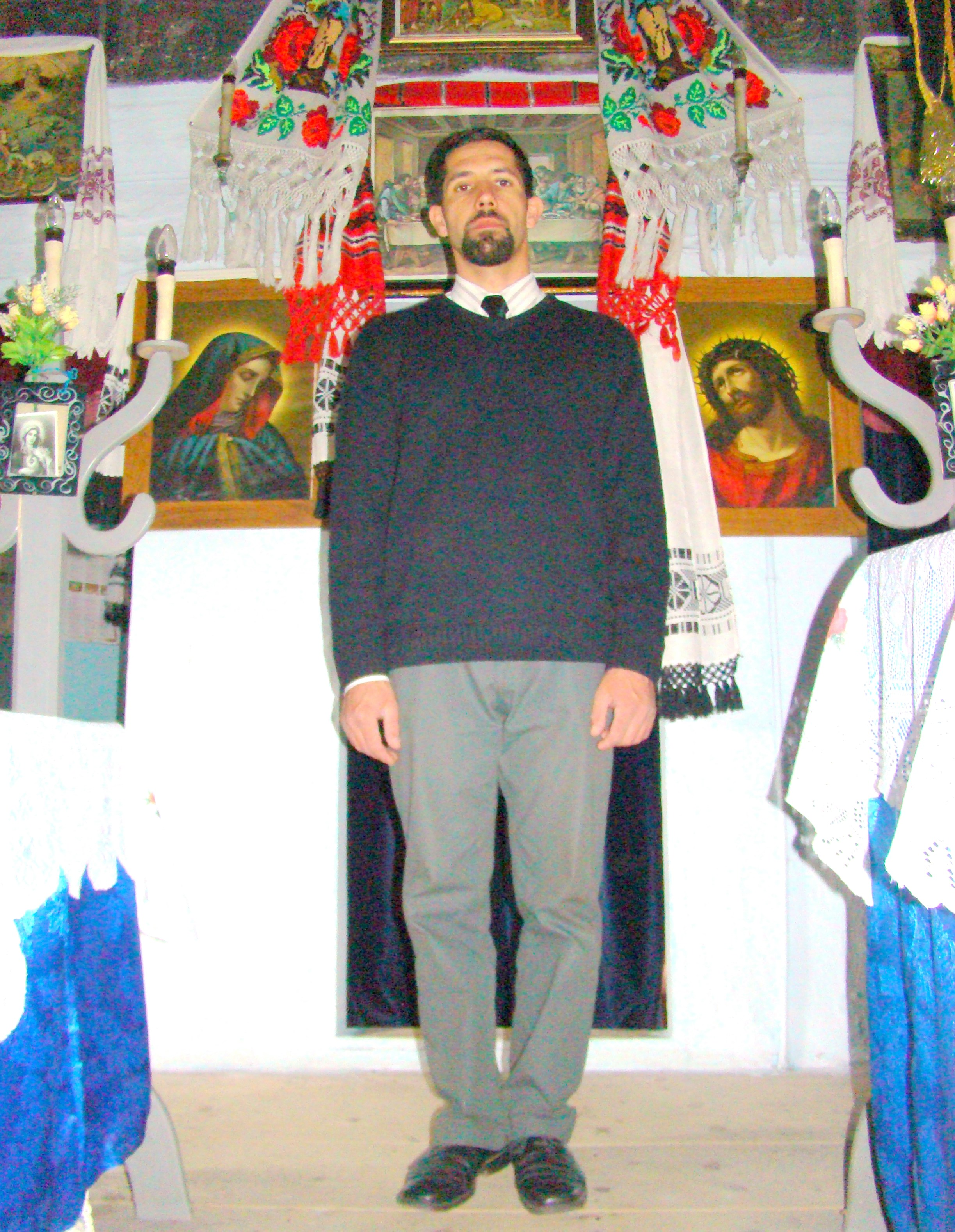
Preotul paroh Roșu Radu